# Lista gatunków z rodzaju wilczomlecz
Lista gatunków z rodzaju wilczomlecz Euphorbia – lista gatunków rodzaju roślin należącego do rodziny wilczomleczowatych (Euphorbiaceae Juss.). Według The Plant List w obrębie tego rodzaju rozróżniono 2011 gatunków oraz 35 mieszańców międzygatunkowych, natomiast kolejne 93 taksony mają status gatunków niepewnych.

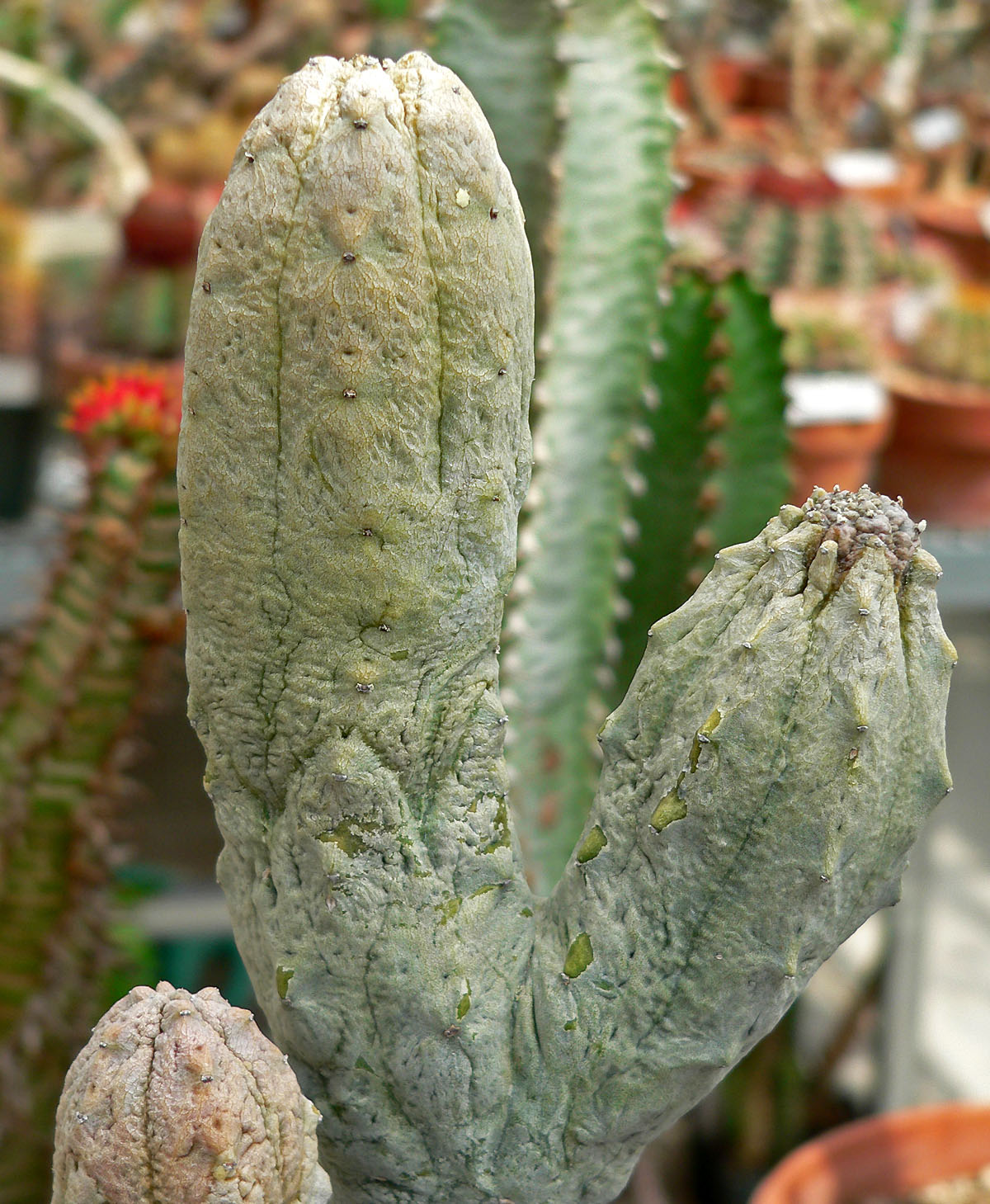
Euphorbia abdelkuri

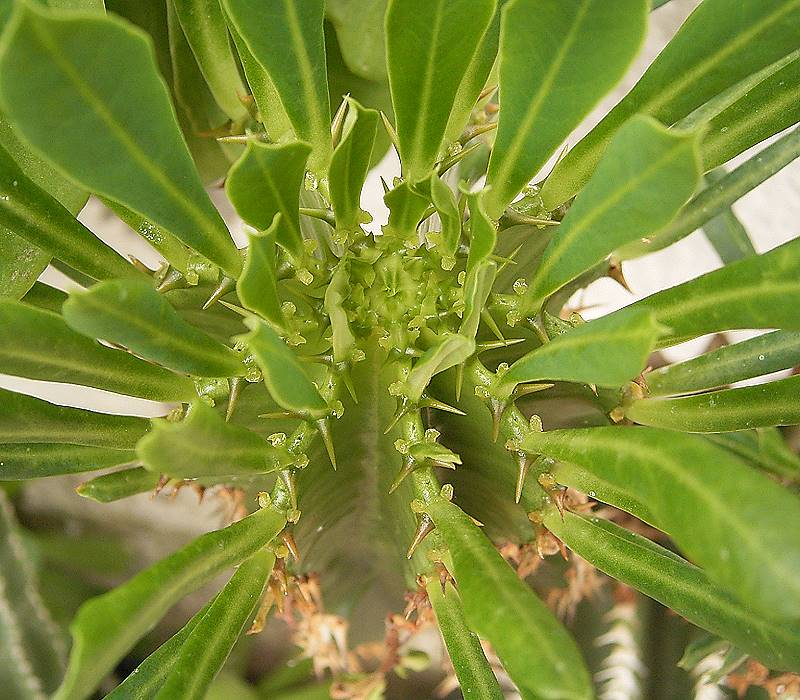
Euphorbia abyssinica

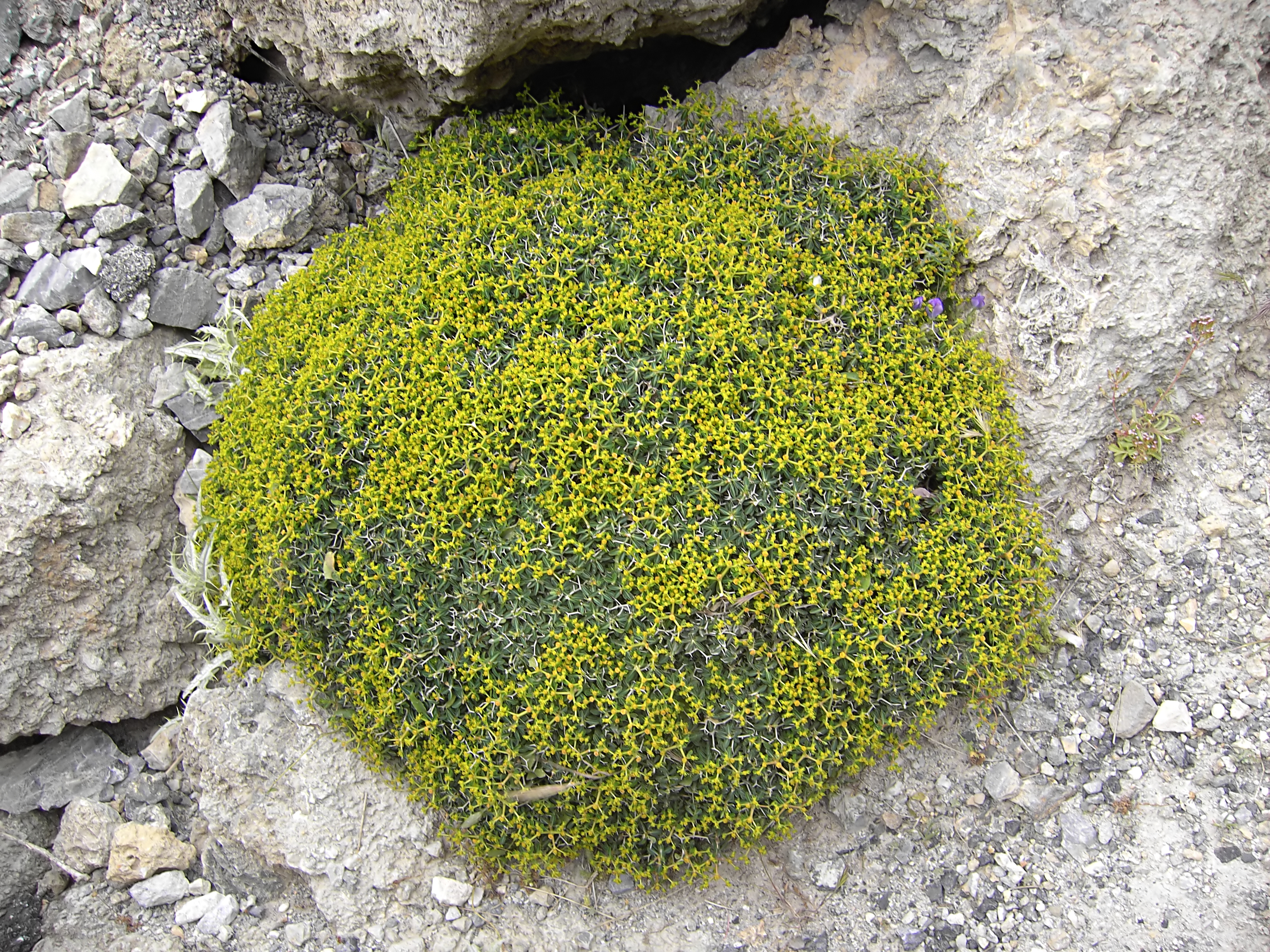
Euphorbia acanthothamnos

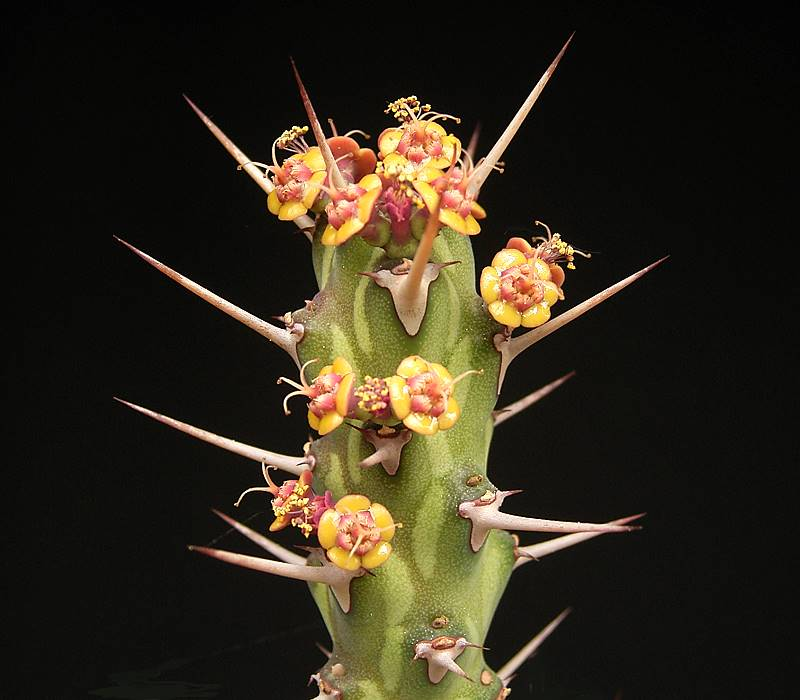
Euphorbia actinoclada

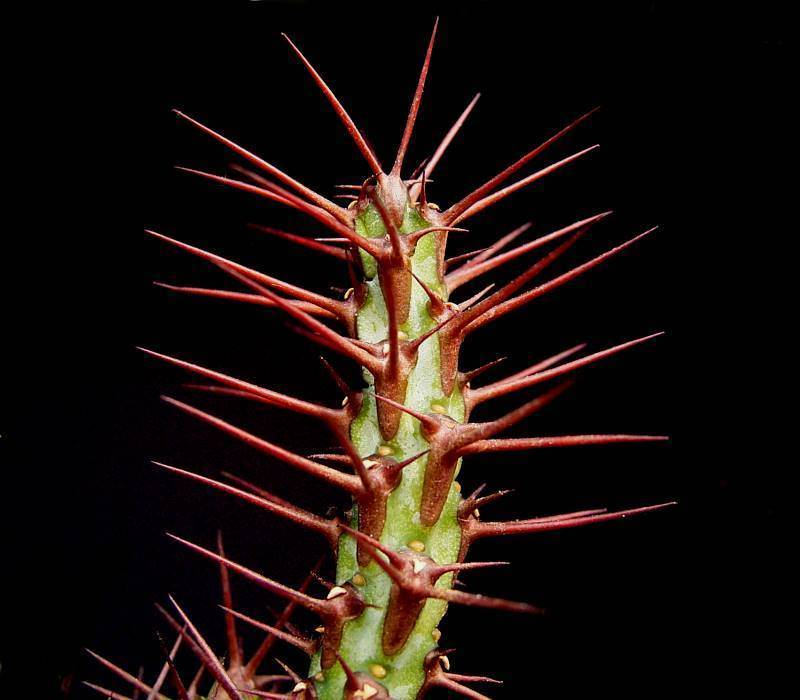
Euphorbia aeruginosa

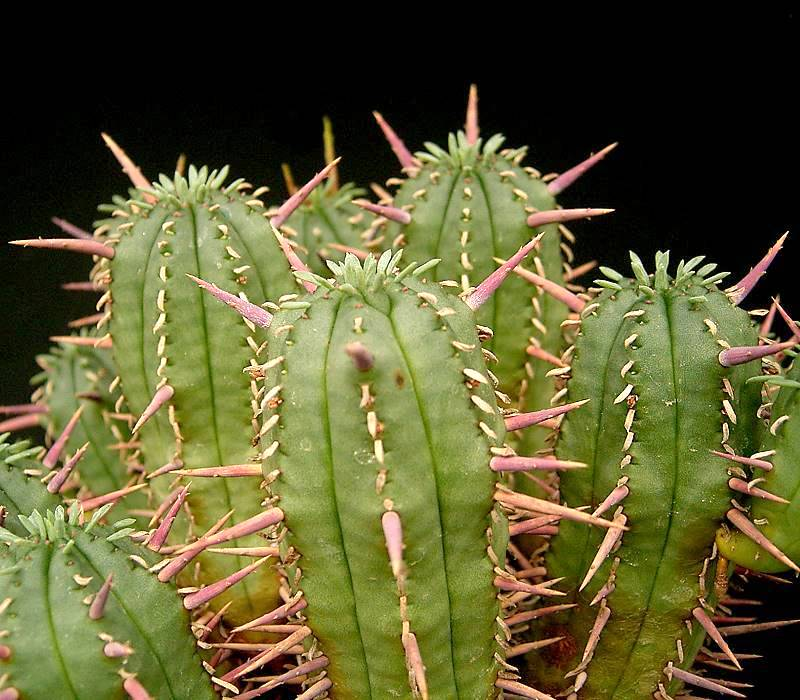
Euphorbia aggregata

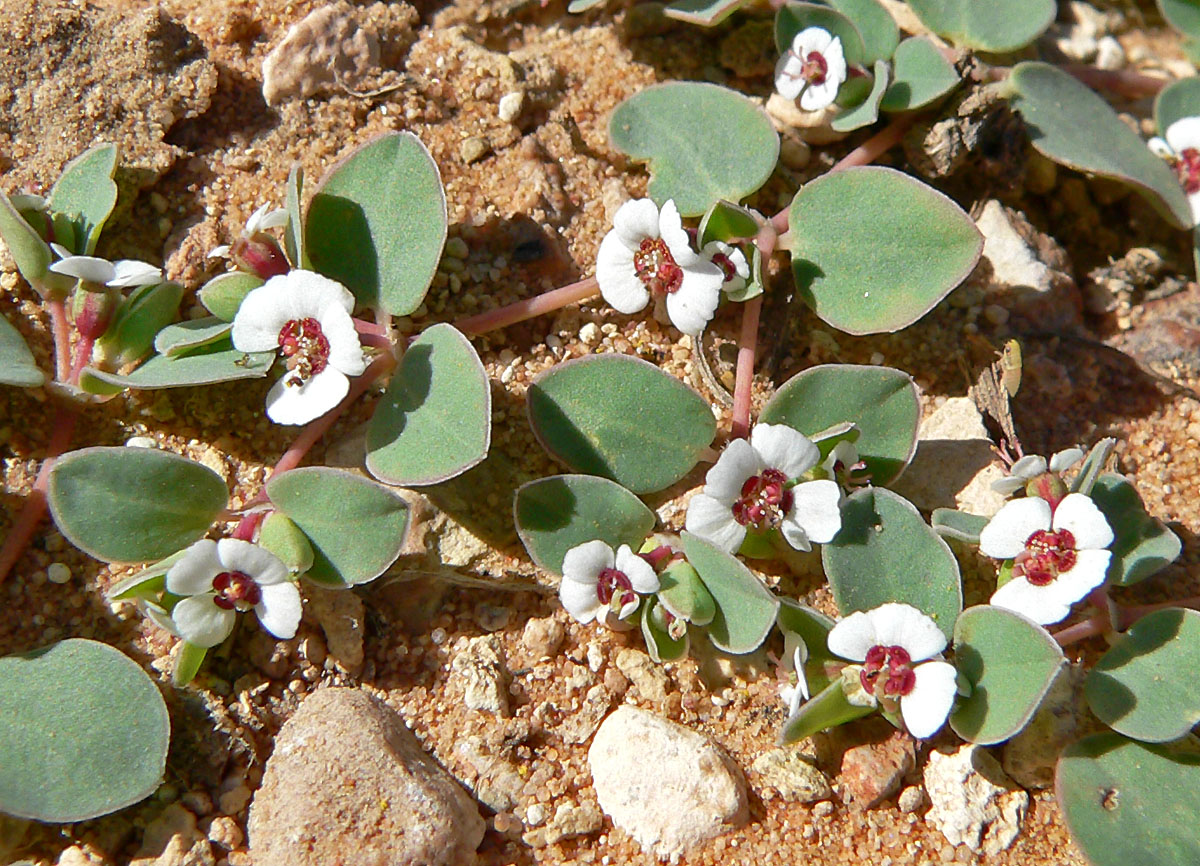
Euphorbia albomarginata

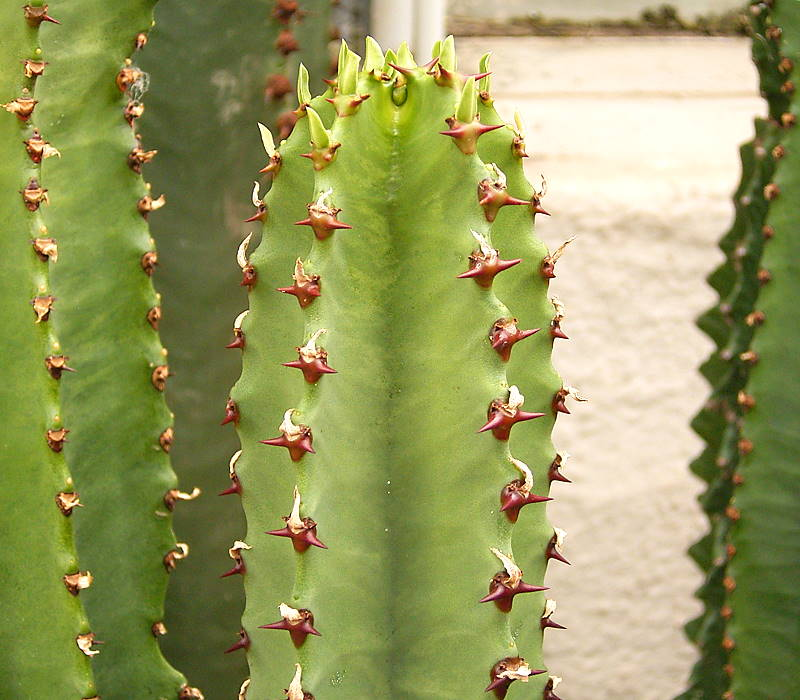
Euphorbia ammak

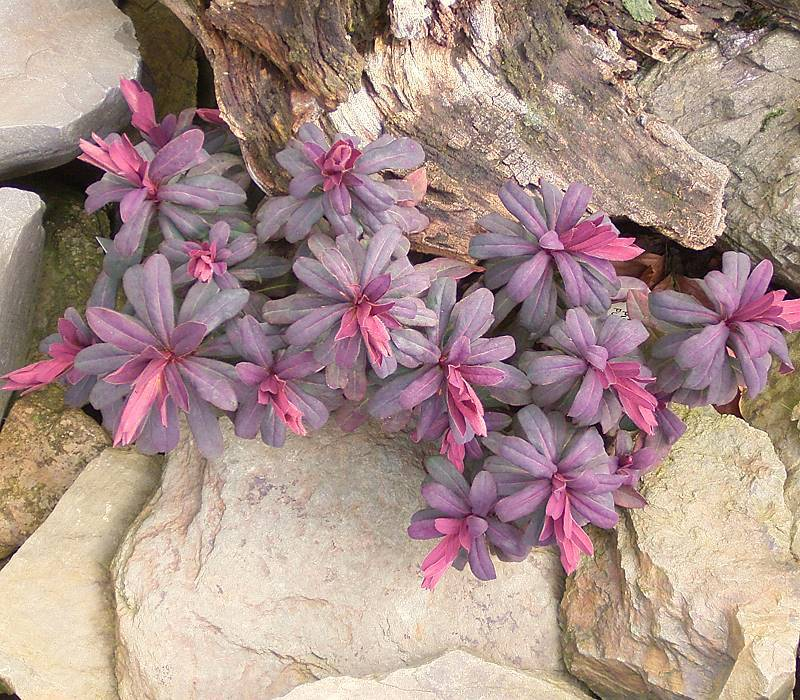
Euphorbia amygdaloides 'Purpurea'

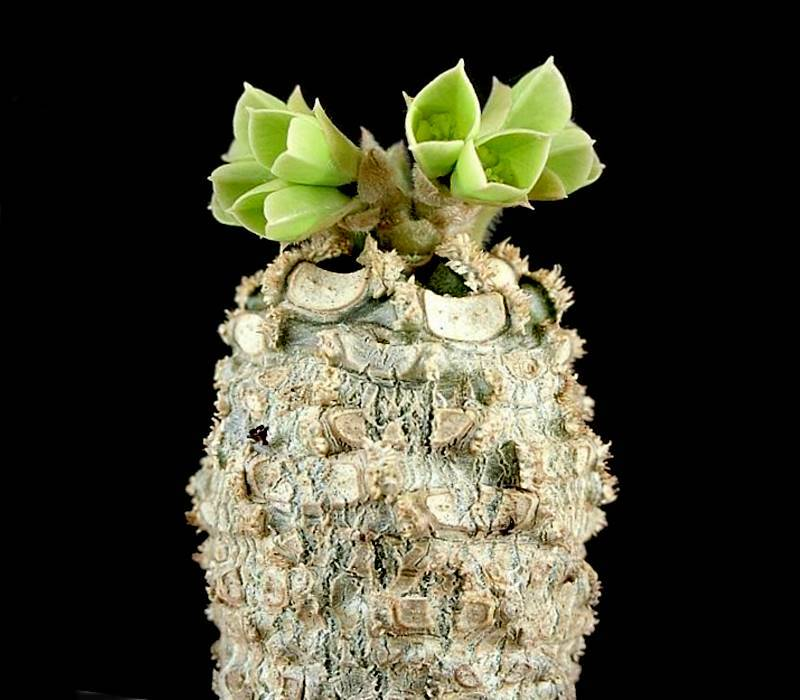
Euphorbia ankarensis

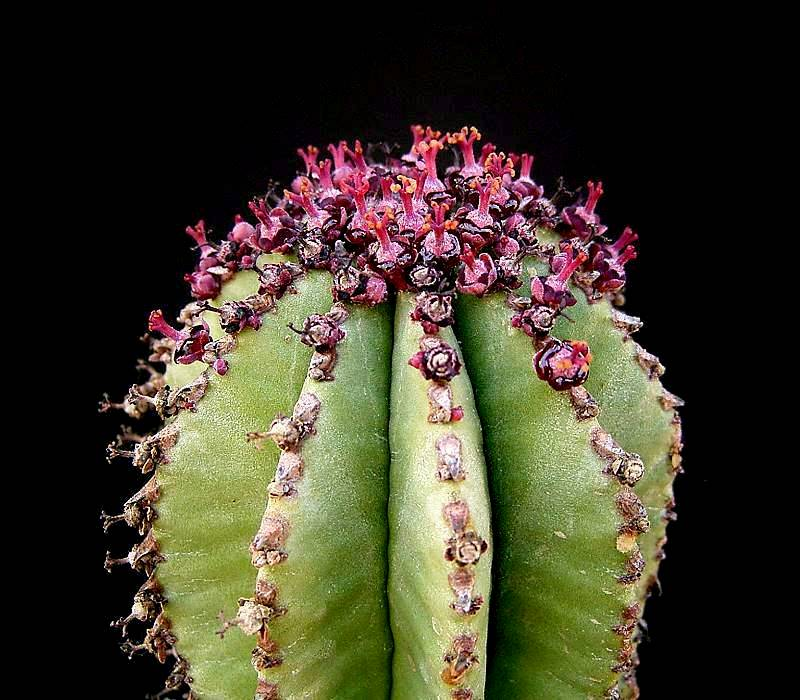
Euphorbia anoplia

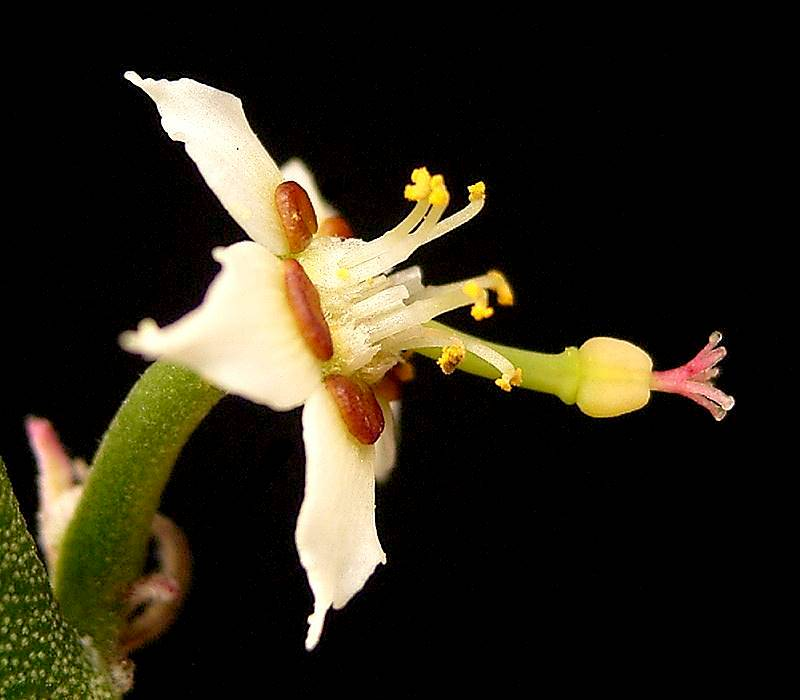
Euphorbia antisyphilitica

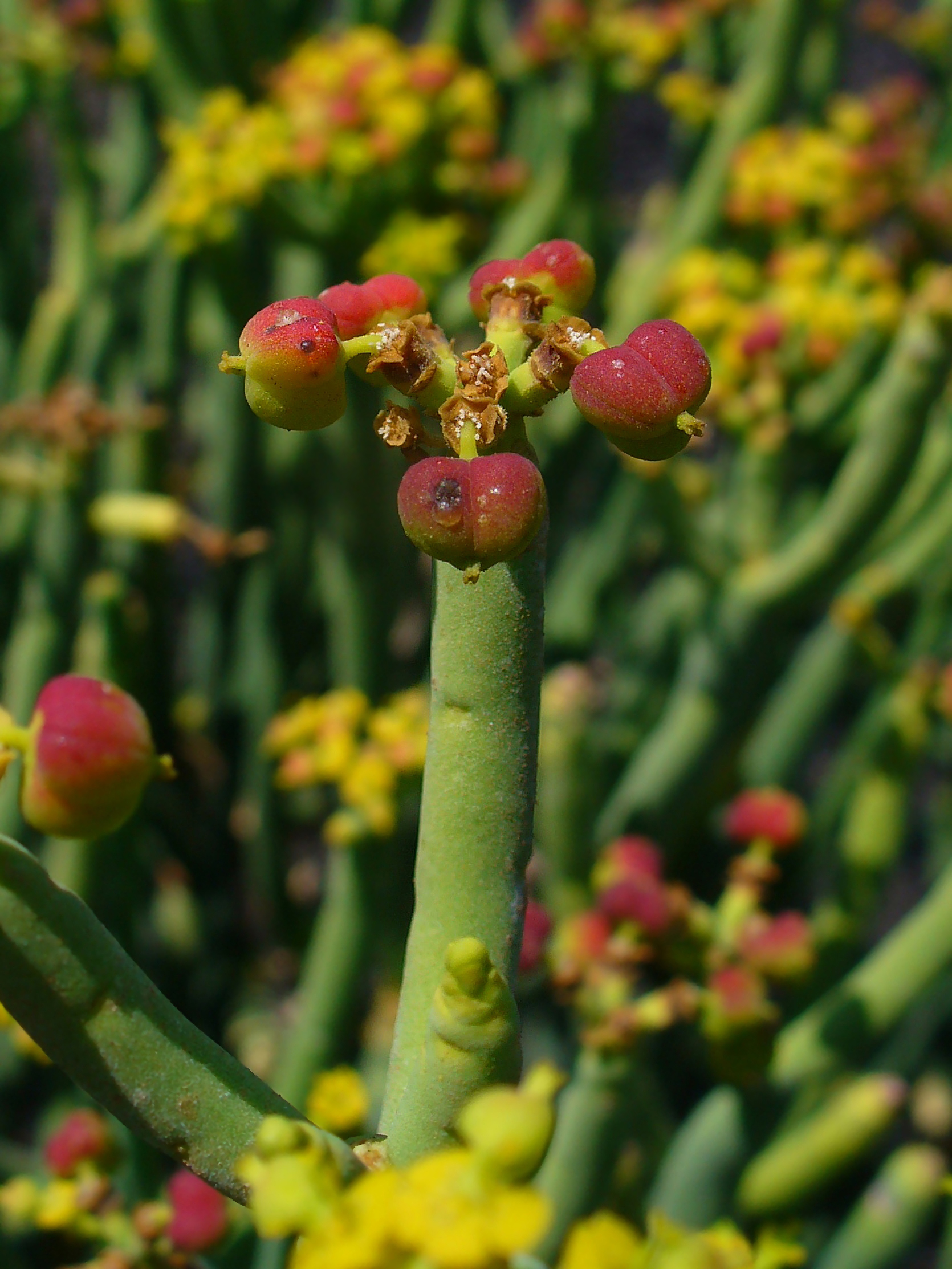
Euphorbia aphylla

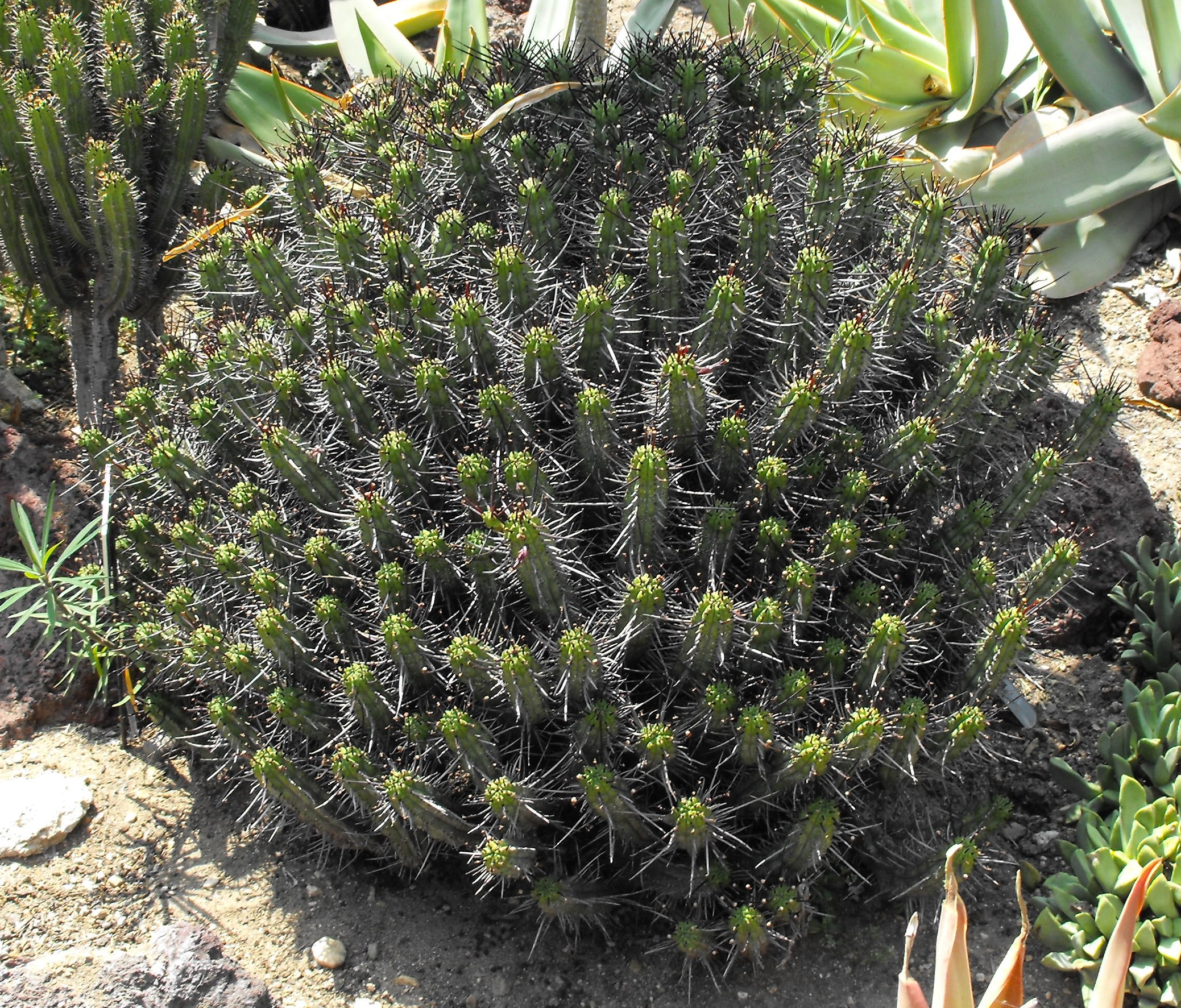
Euphorbia atrispina

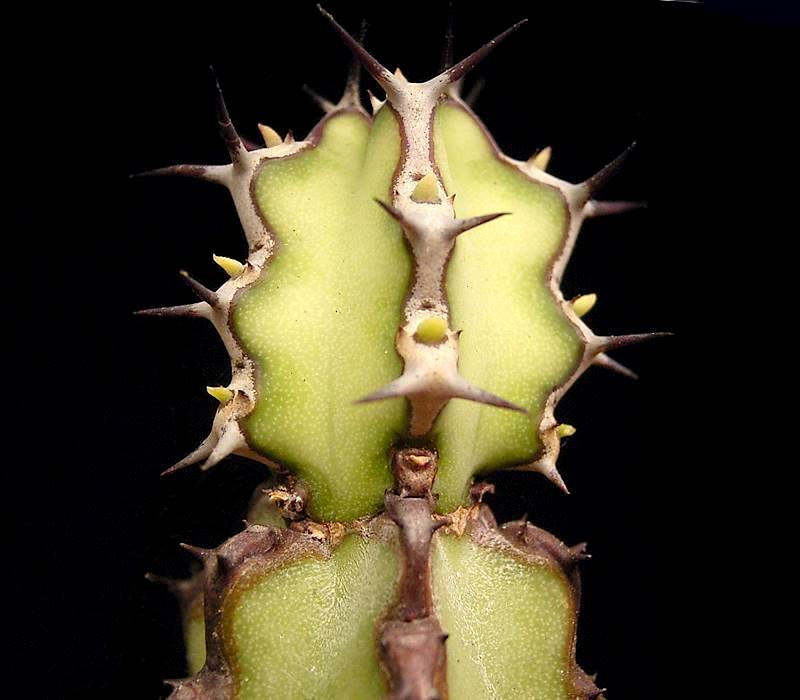
Euphorbia atroflora

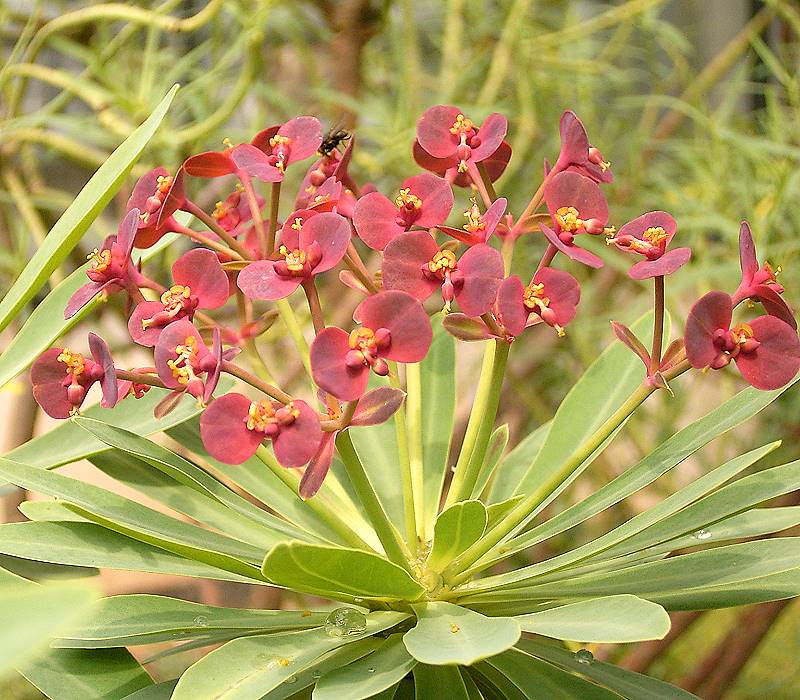
Euphorbia atropurpurea var. atropurpurea

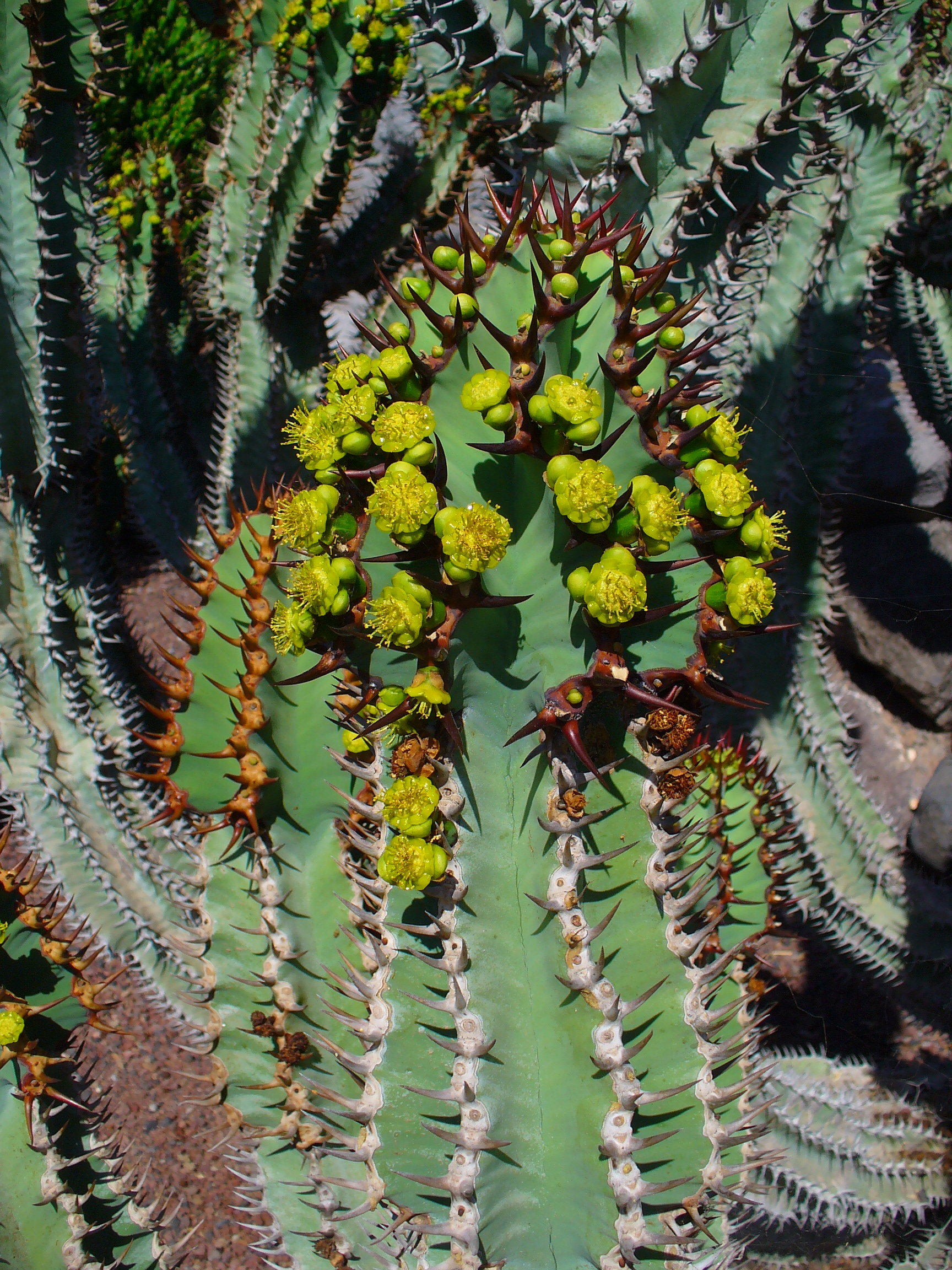
Euphorbia avasmontana

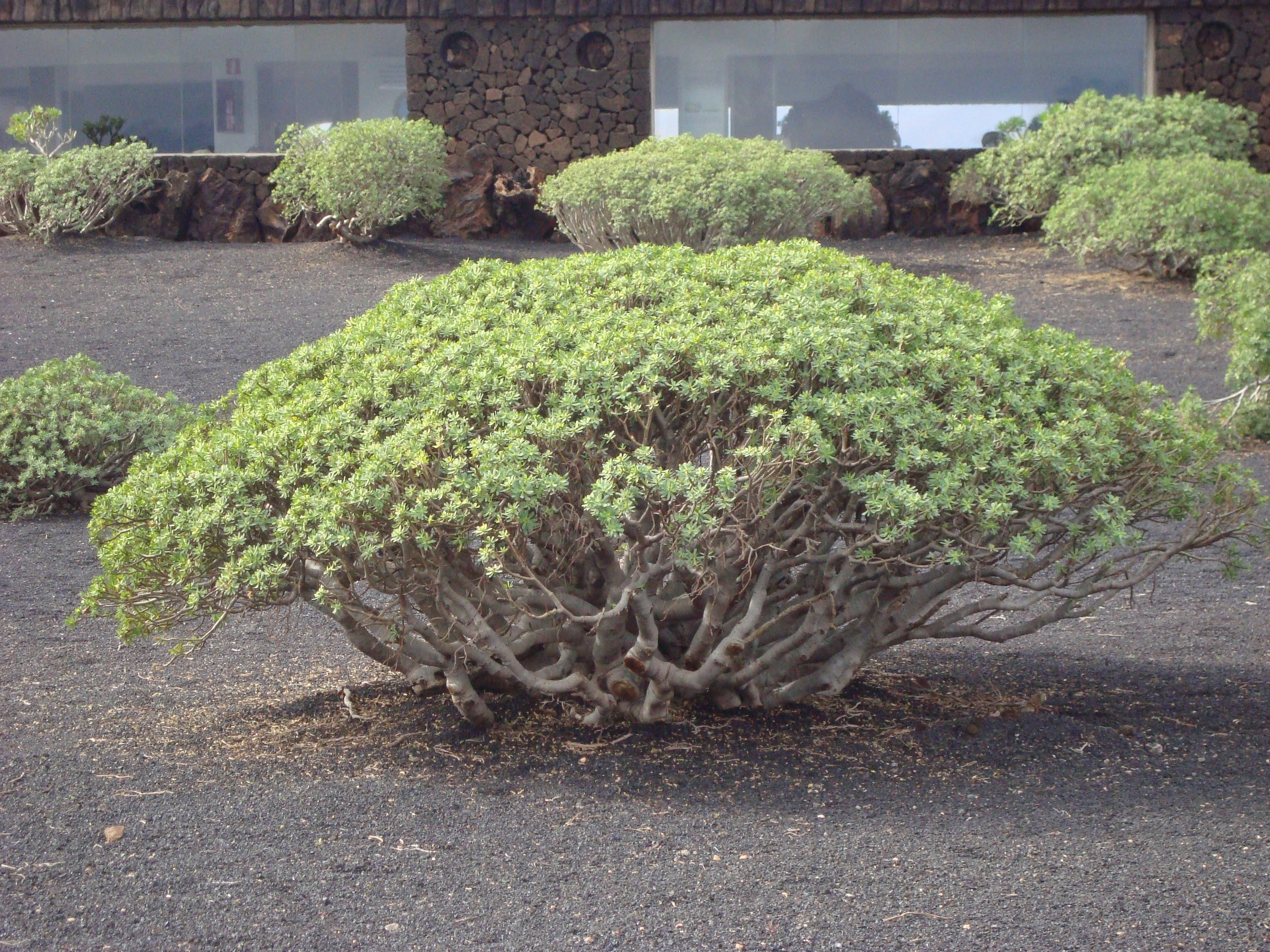
Euphorbia balsamifera

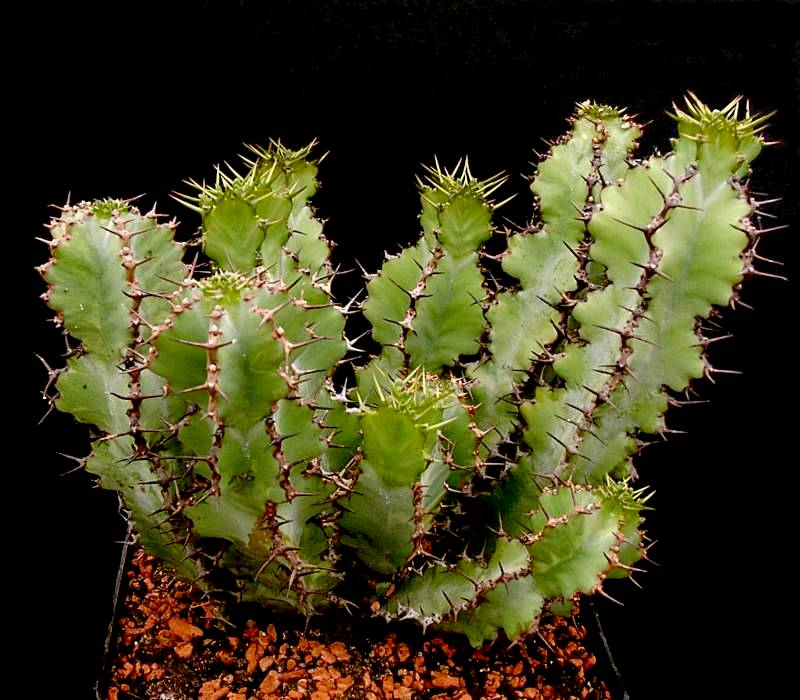
Euphorbia barnardii

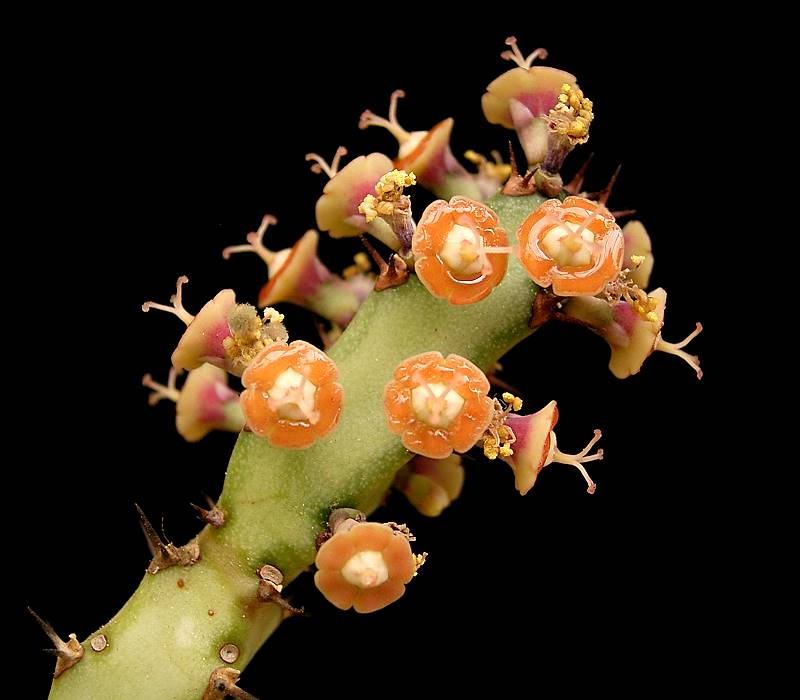
Euphorbia baylissii

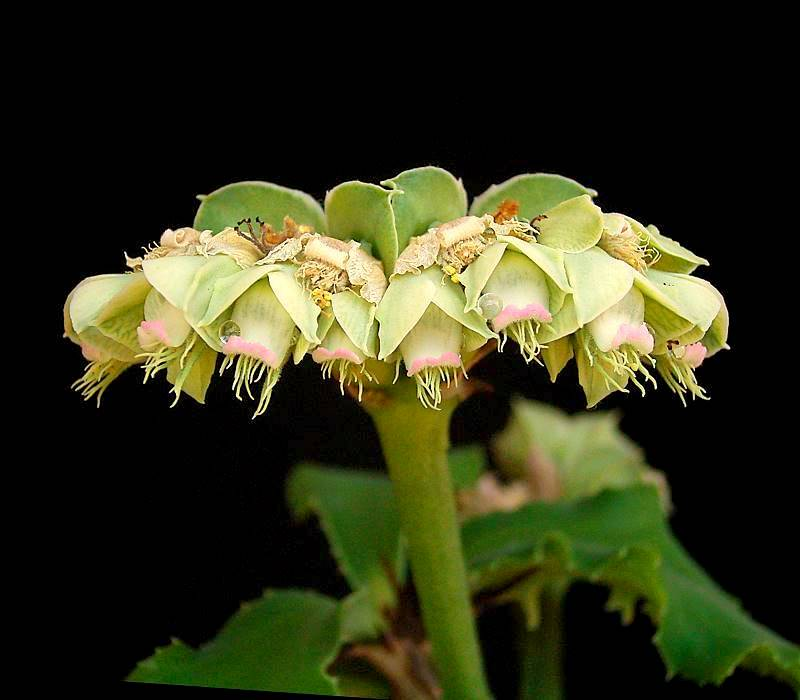
Euphorbia biselegans

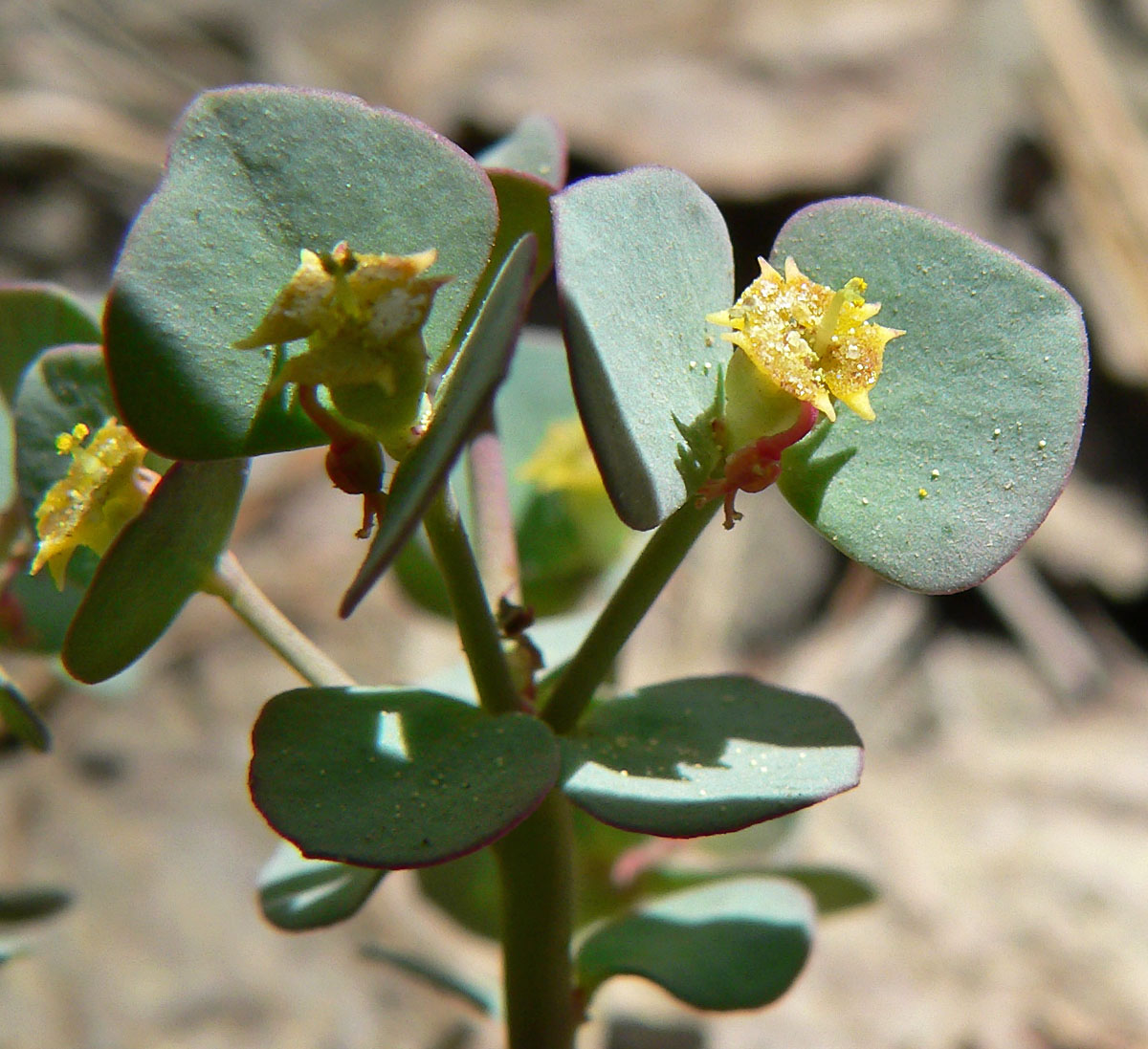
Euphorbia brachycera

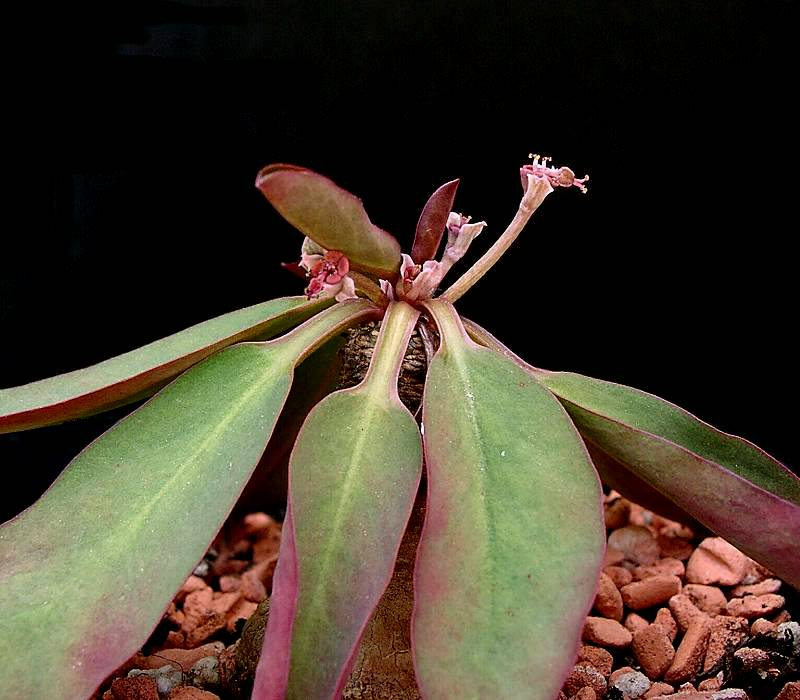
Euphorbia brunellii

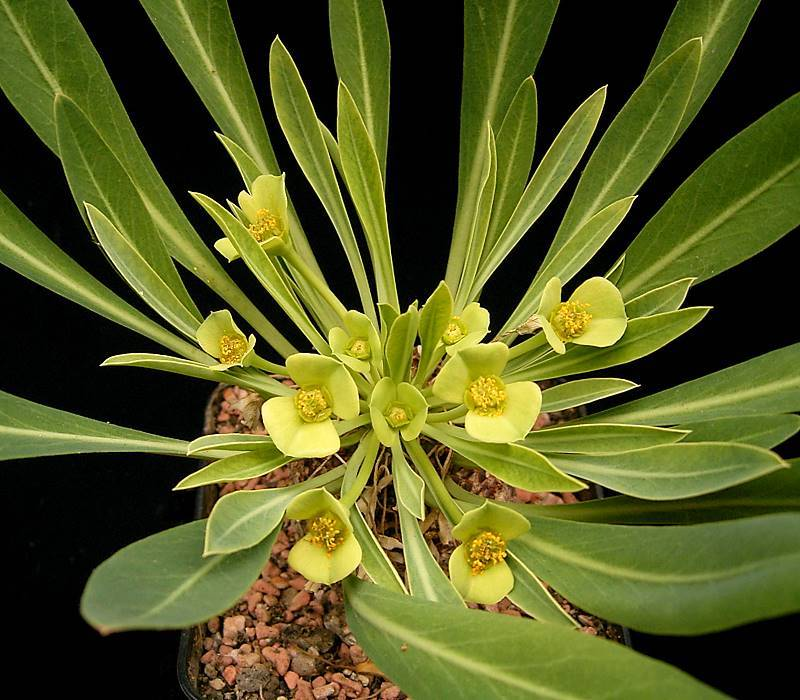
Euphorbia bupleurifolia

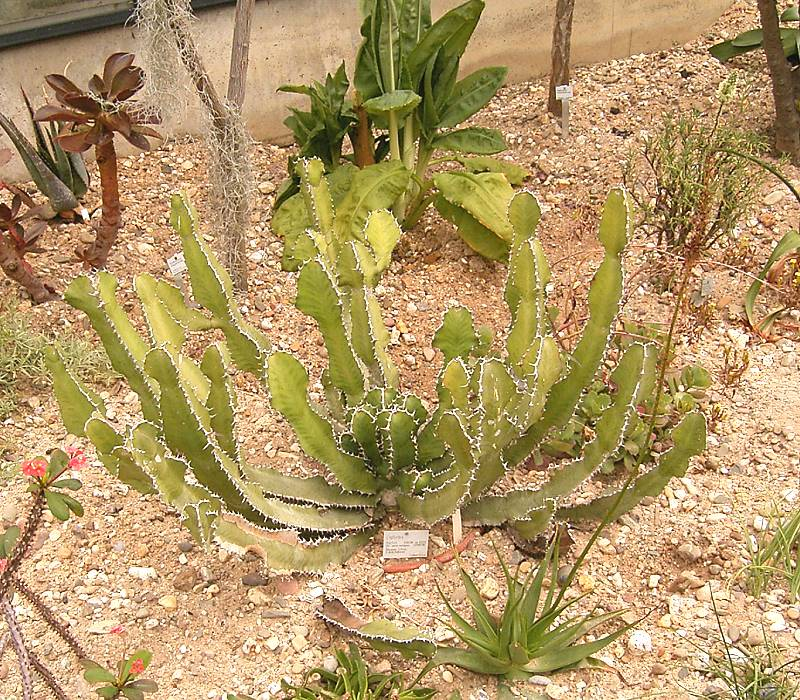
Euphorbia cactus

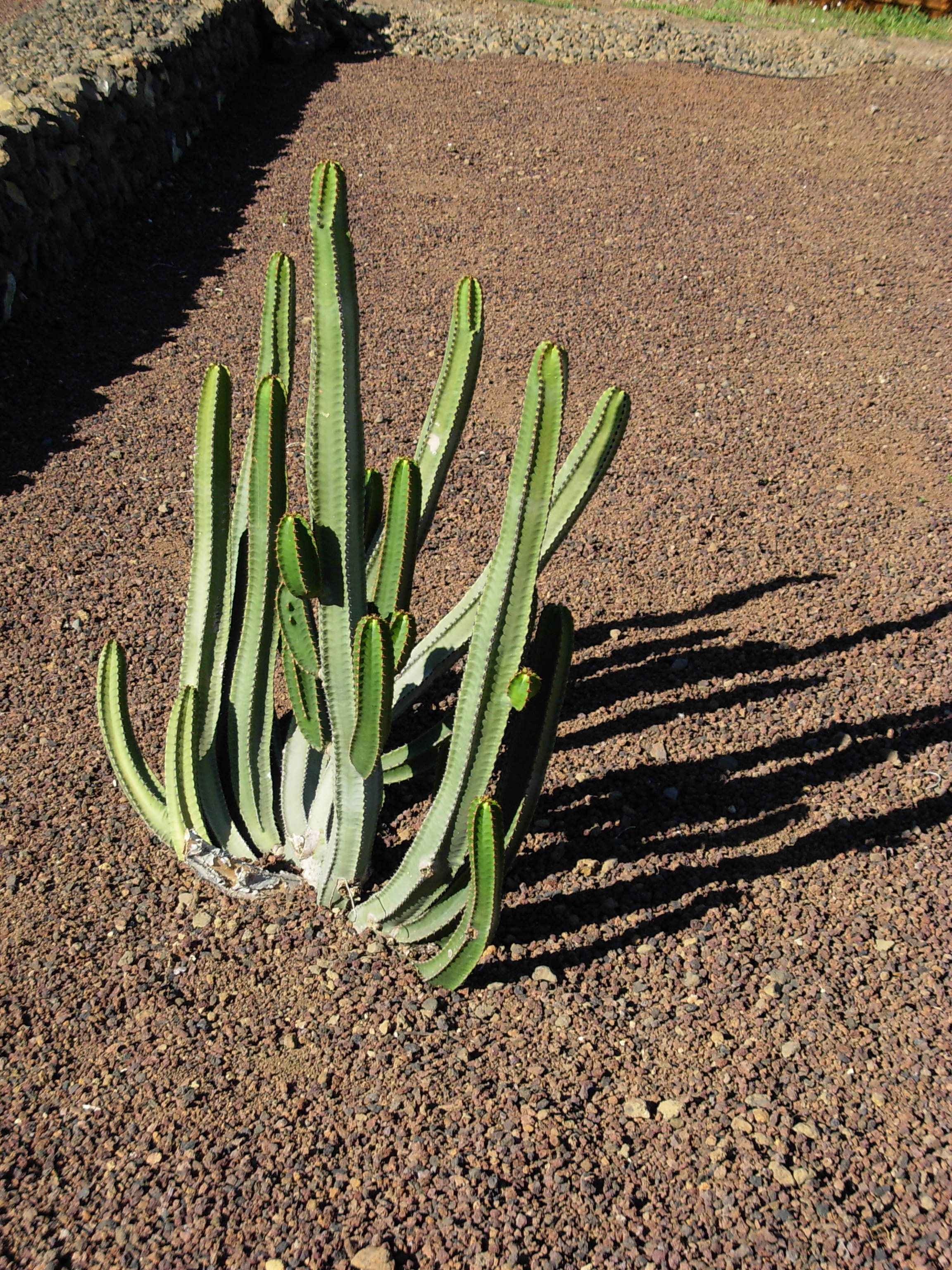
Euphorbia canariensis

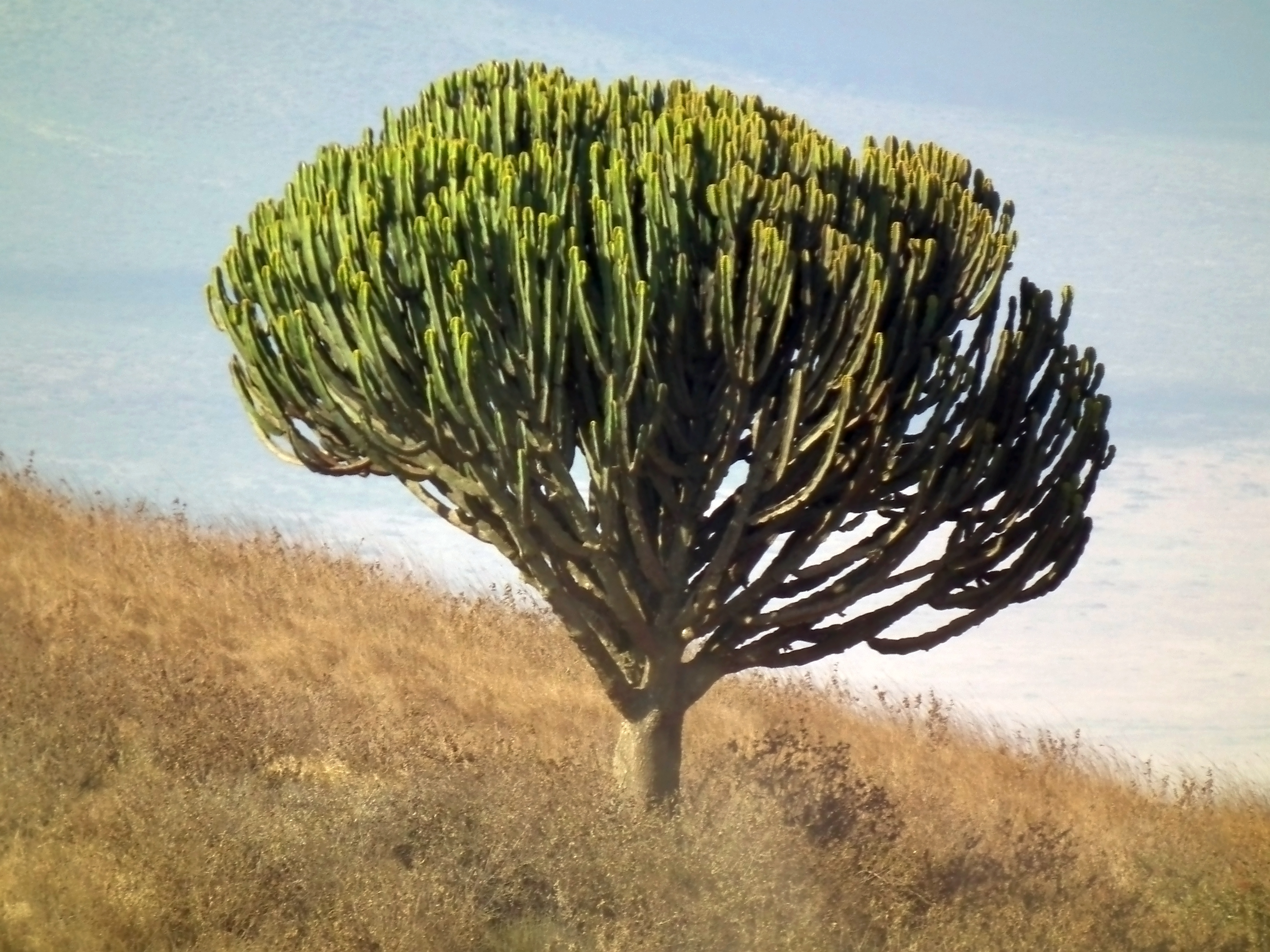
wilczomlecz kandelabrowy (Euphorbia candelabrum)

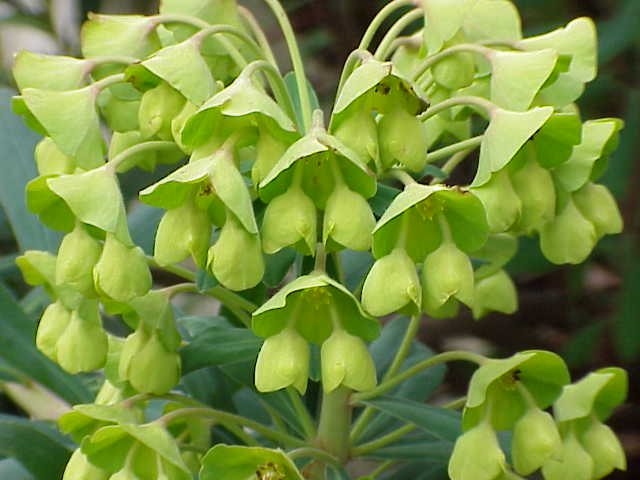
wilczomlecz błękitnawy (Euphorbia characias)

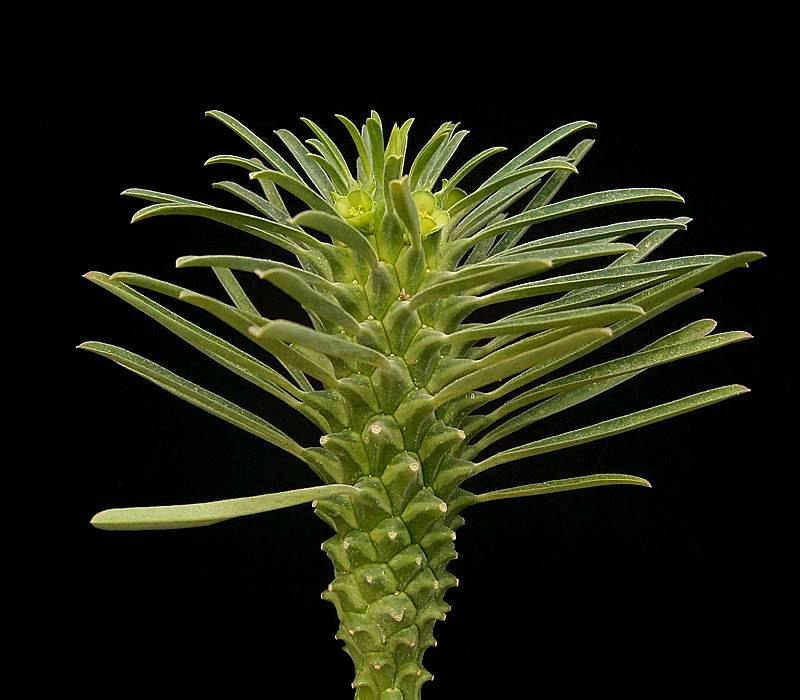
Euphorbia clandestina

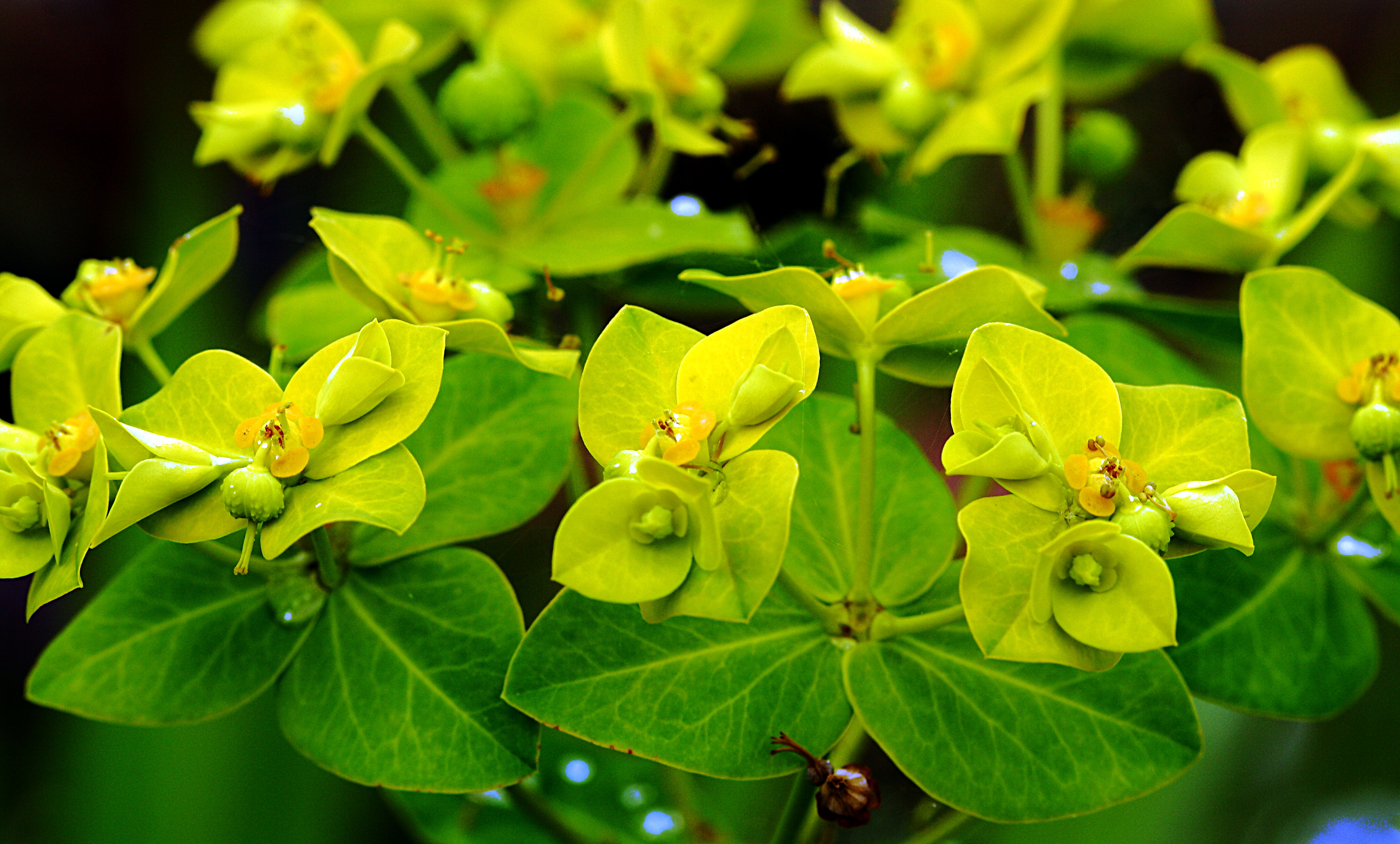
Euphorbia cornigera 'Goldener Turm'

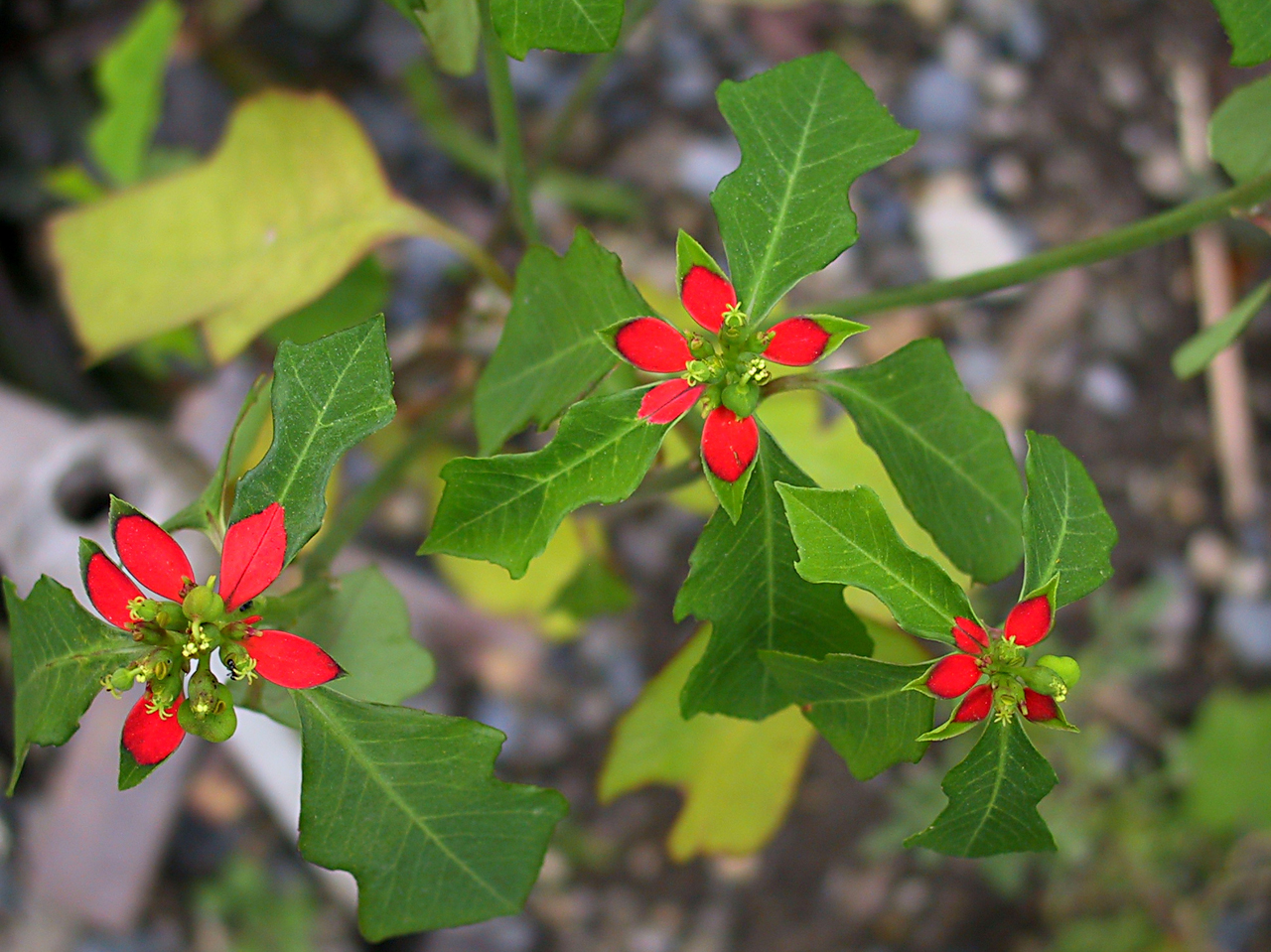
Euphorbia cyathophora

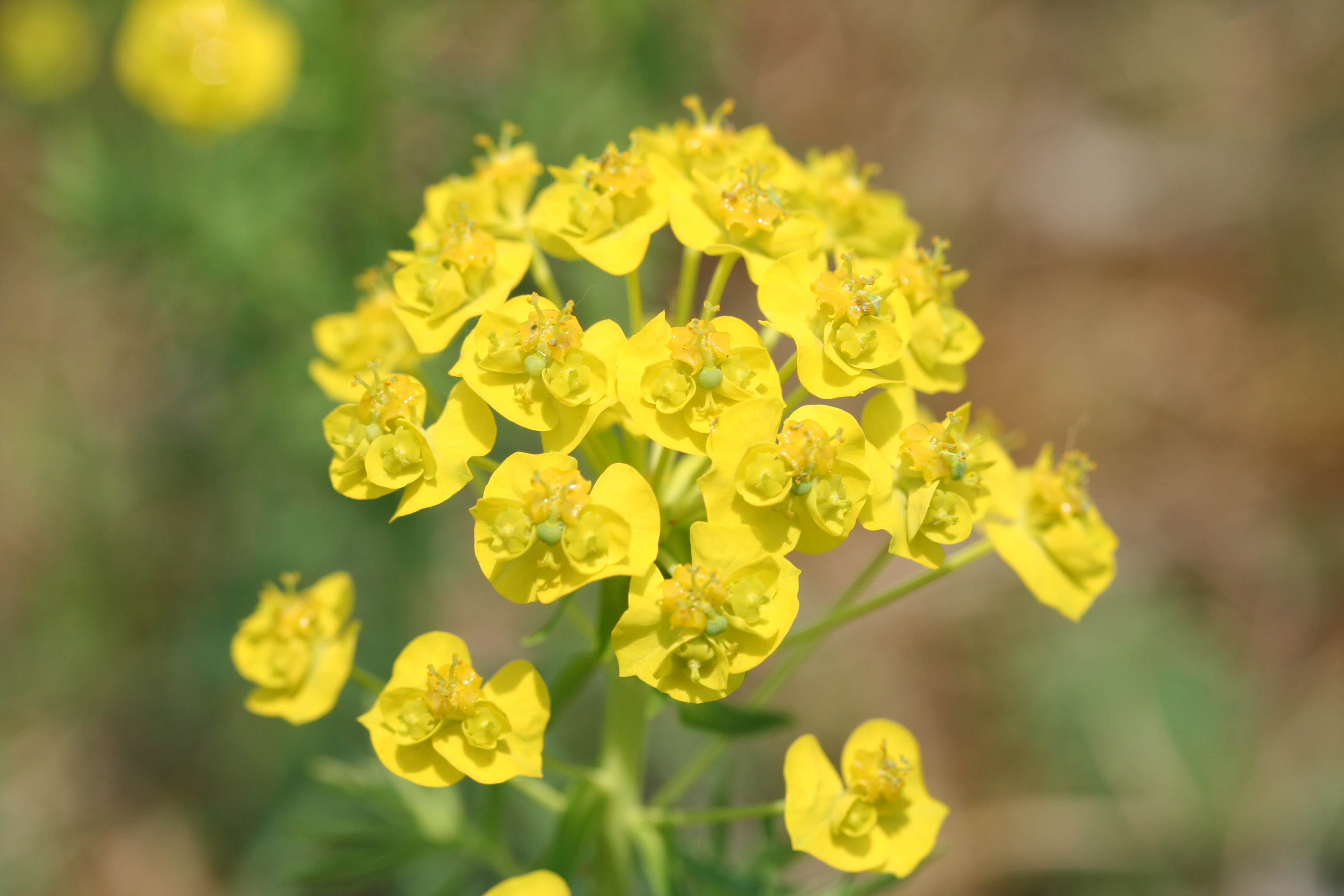
wilczomlecz sosnka (Euphorbia cyparissias)

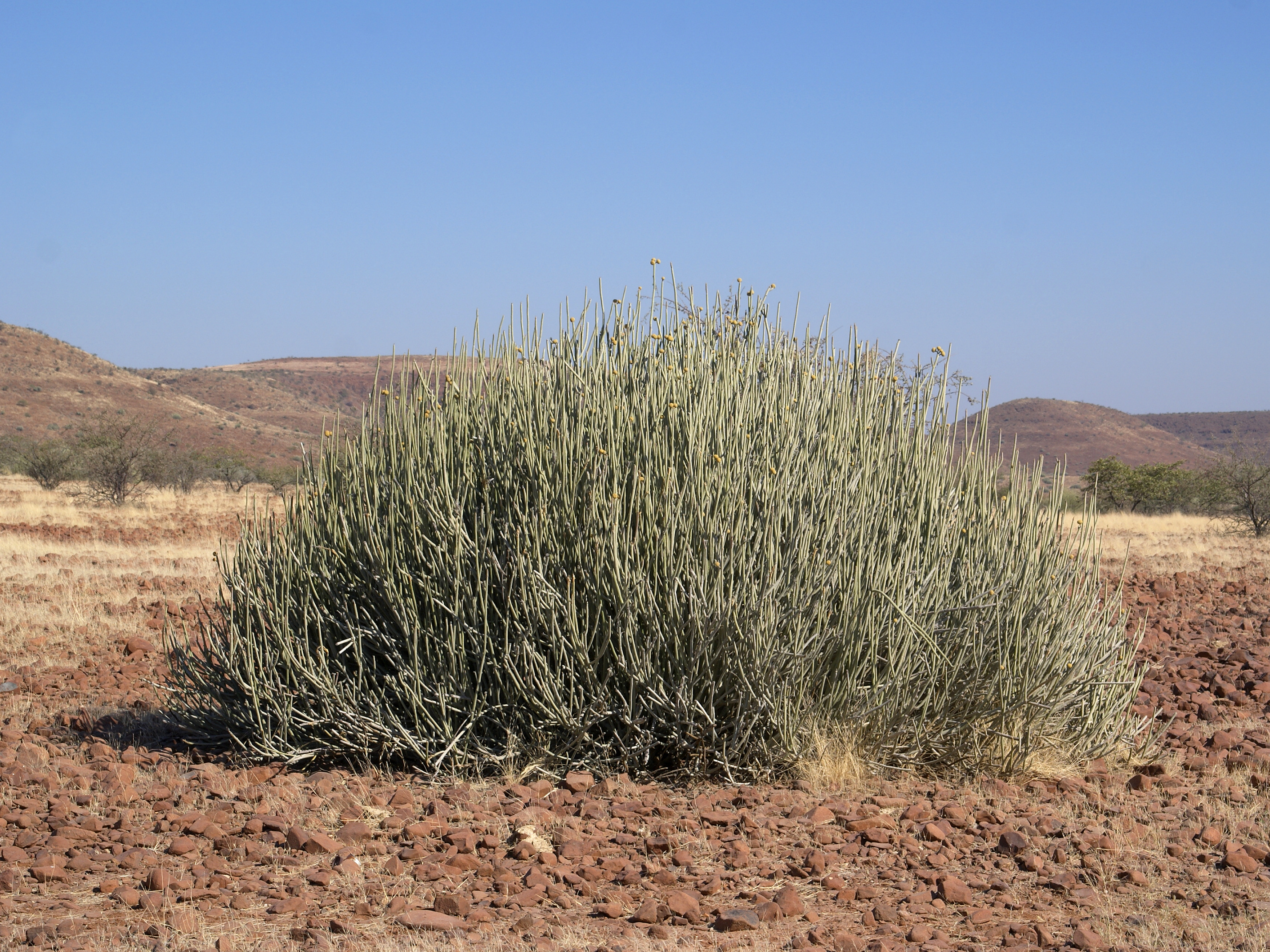
Euphorbia damarana

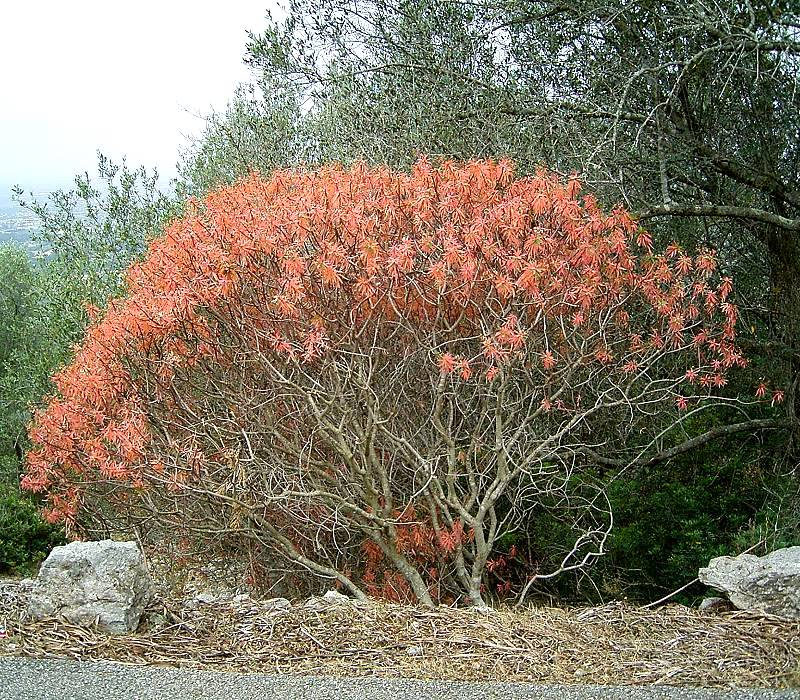
Euphorbia dendroides

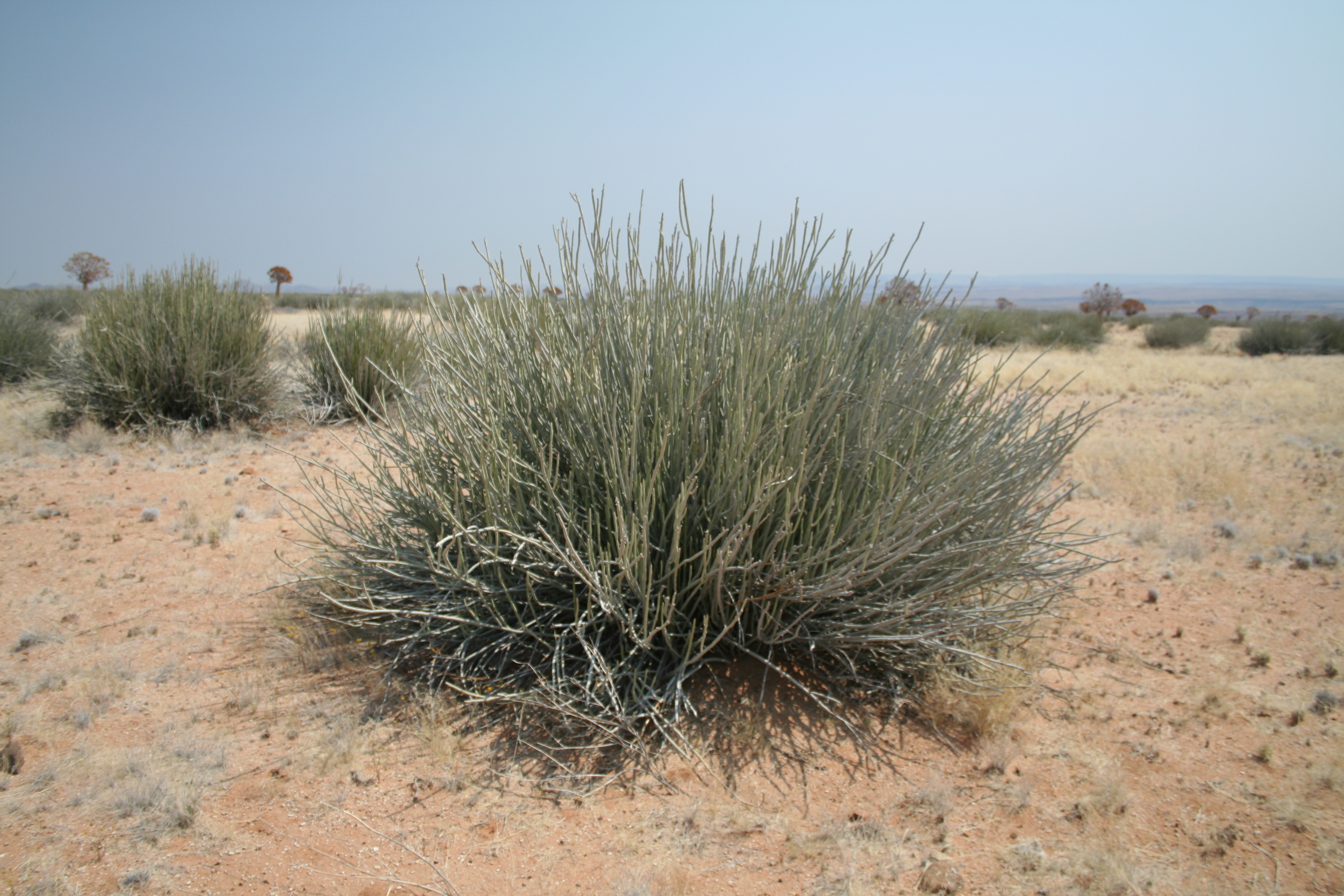
Euphorbia dregeana

Wykaz gatunków

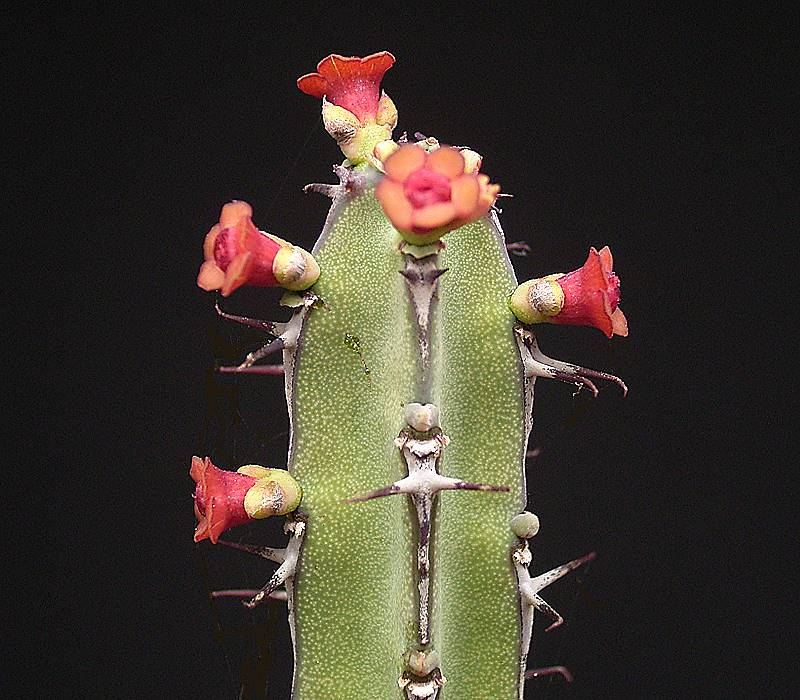
Euphorbia elegantissima

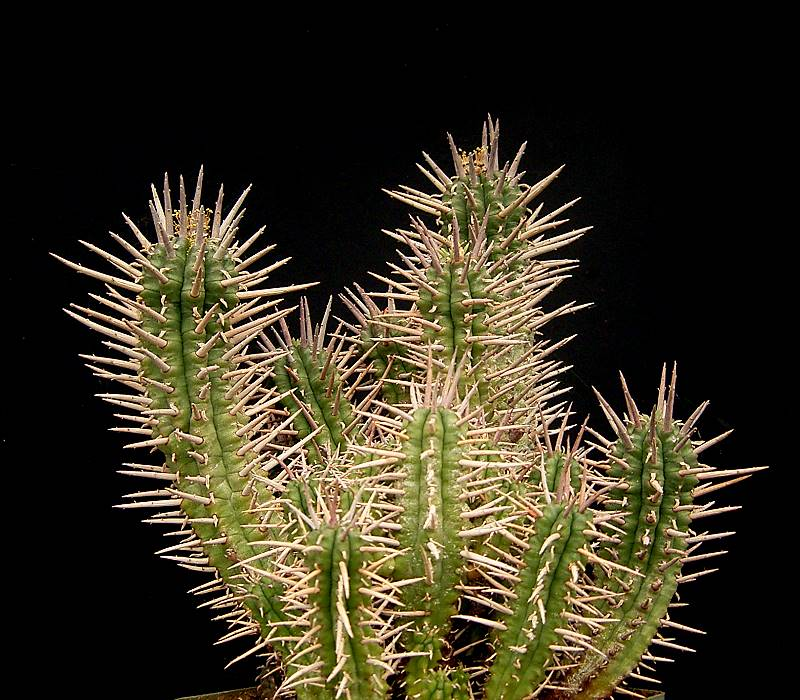
Euphorbia ferox

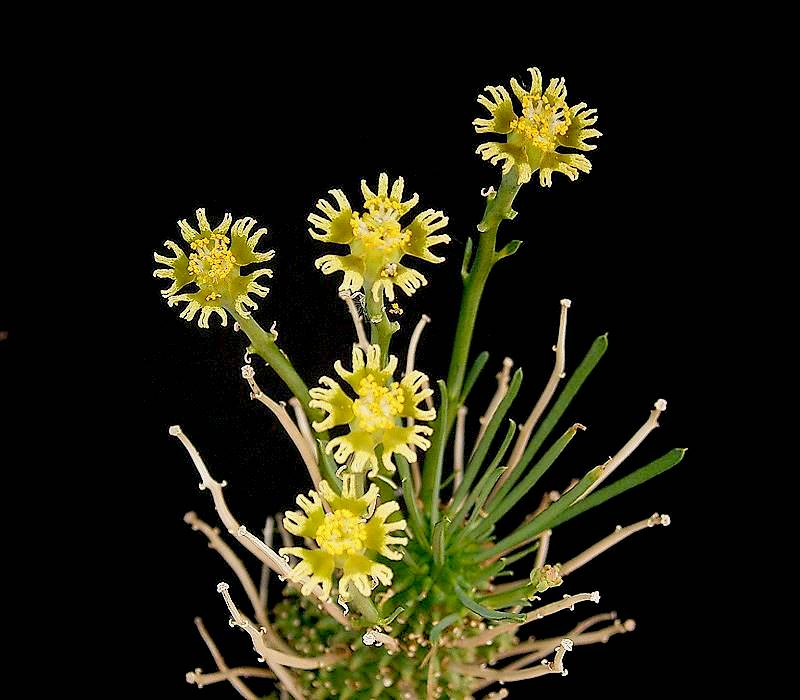
Euphorbia filiflora var filiflora

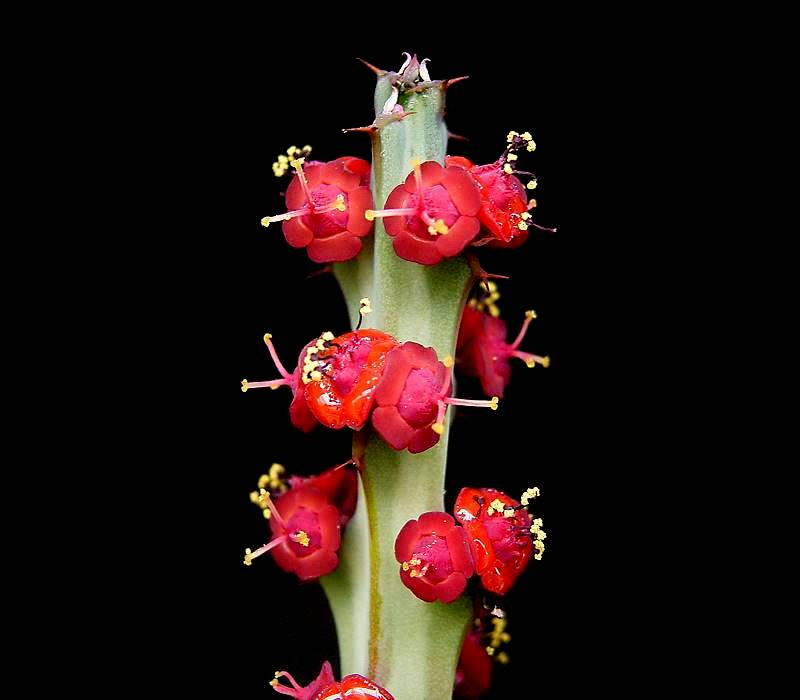
Euphorbia fluminis

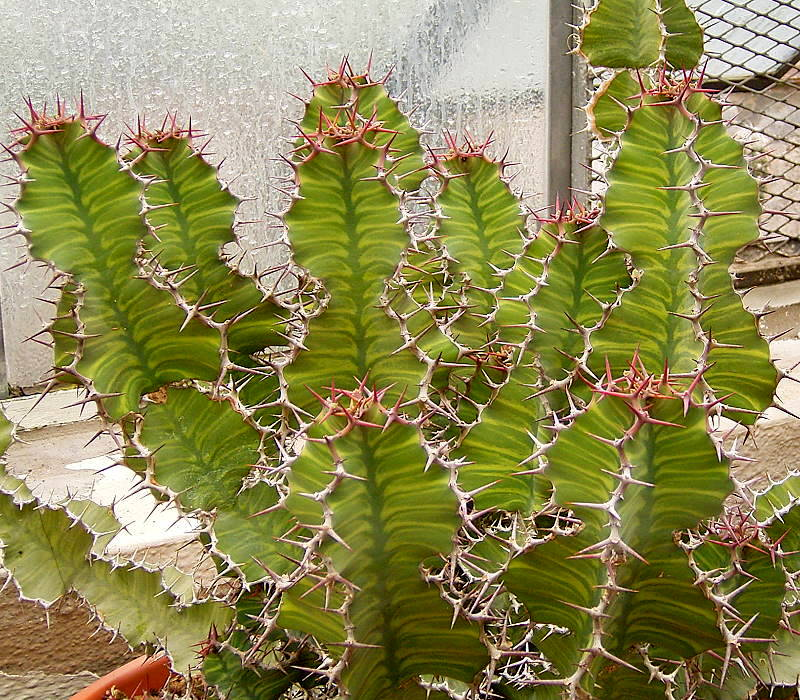
Euphorbia grandialata

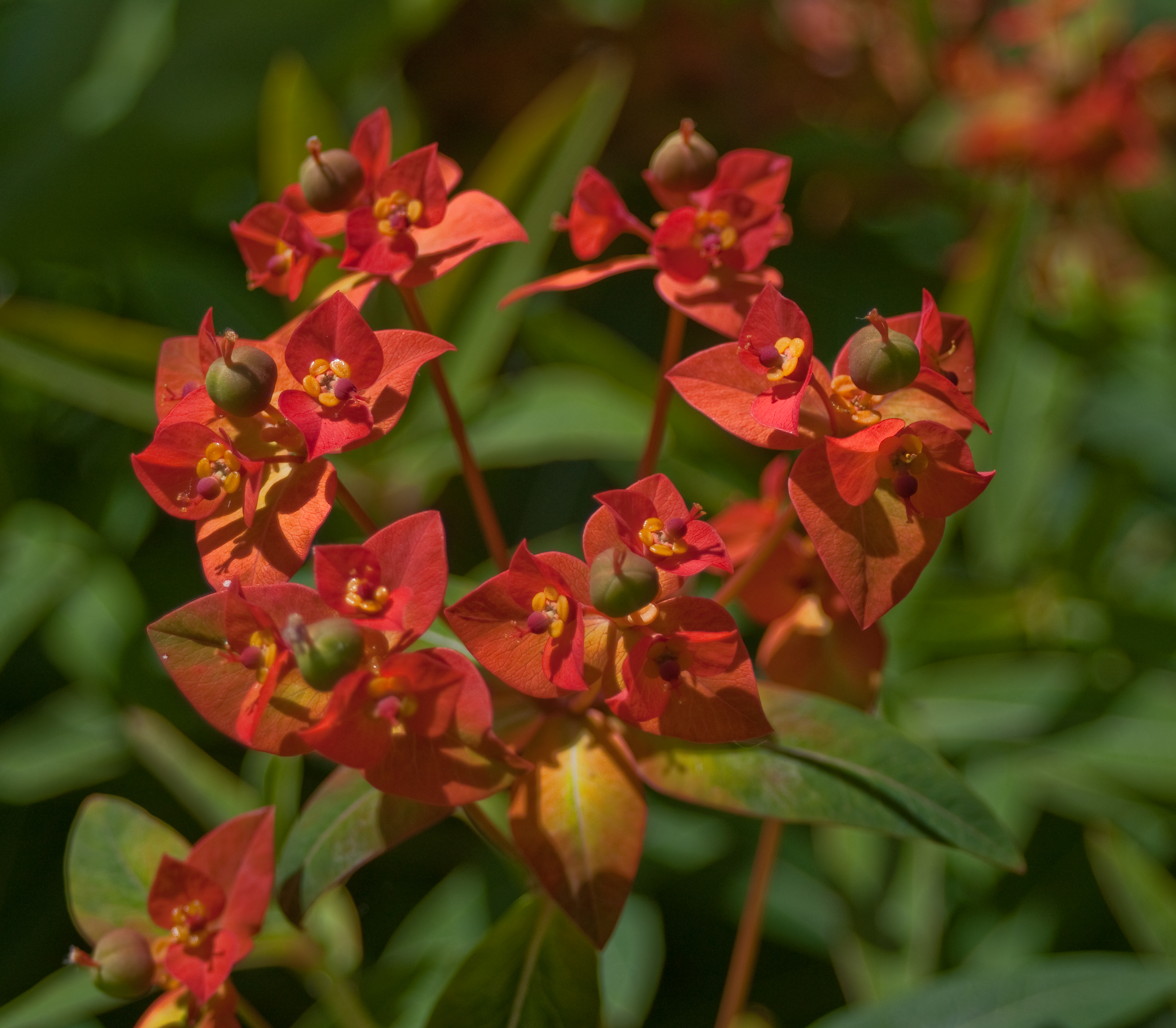
Euphorbia griffithii

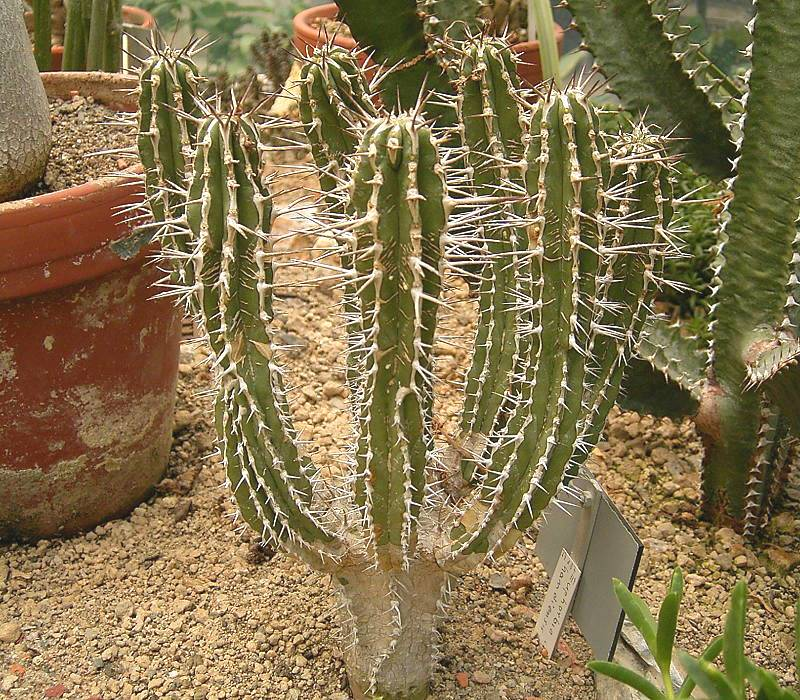
Euphorbia handiensis

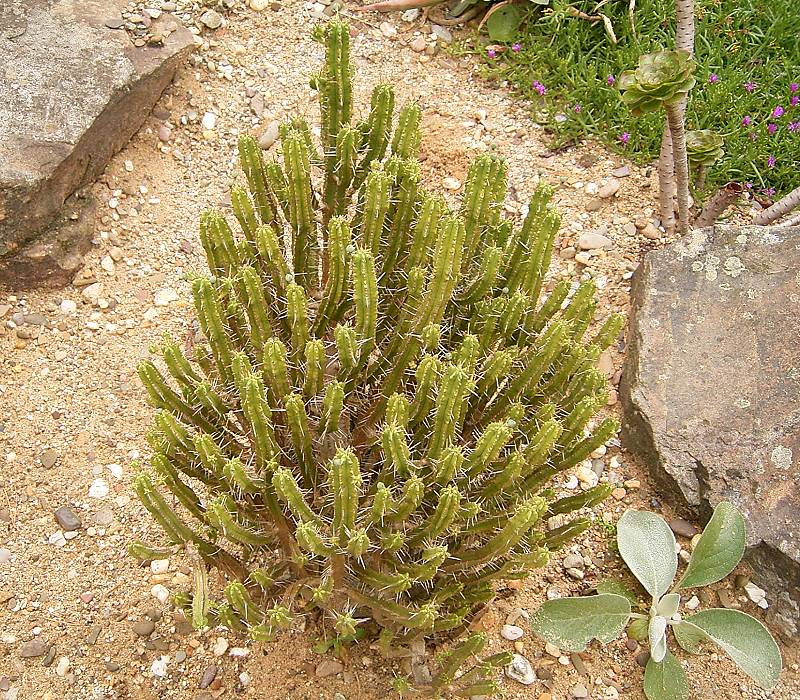
Euphorbia heptagona

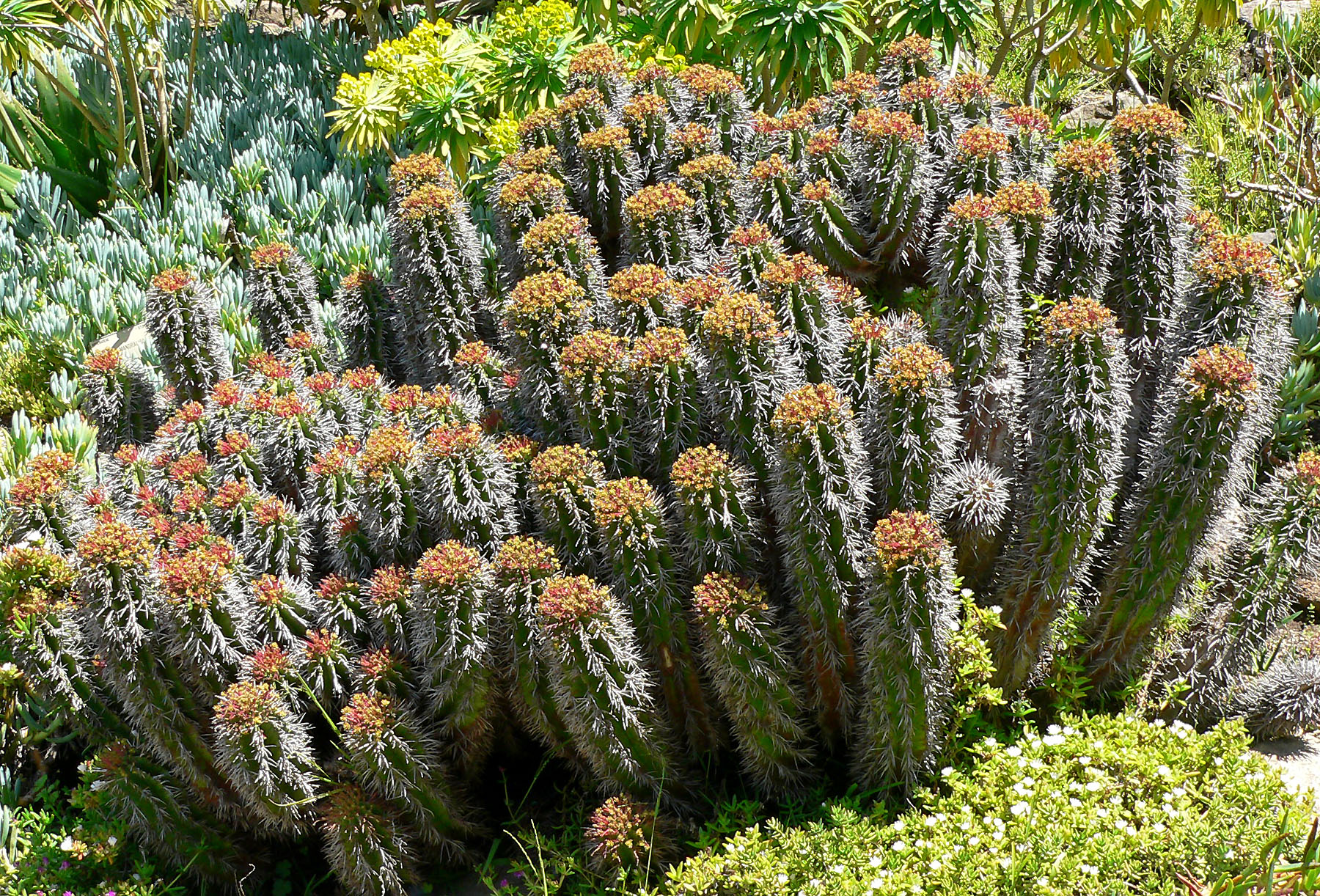
Euphorbia horrida

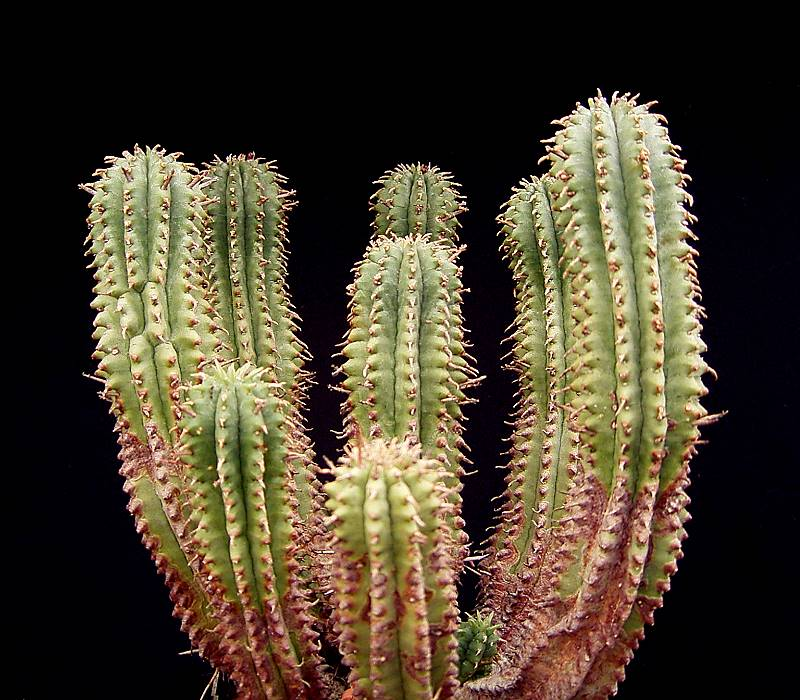
Euphorbia inconstantia

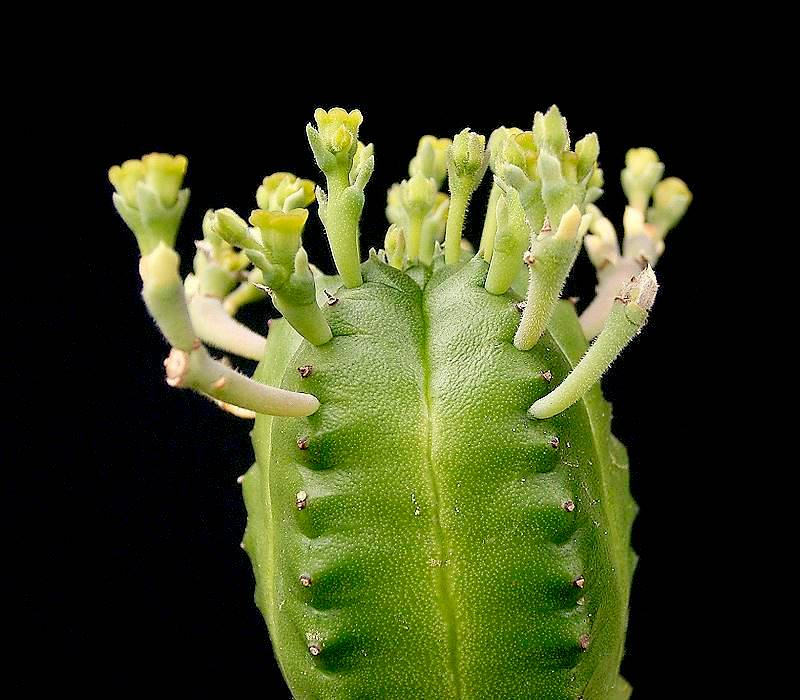
Euphorbia juglans

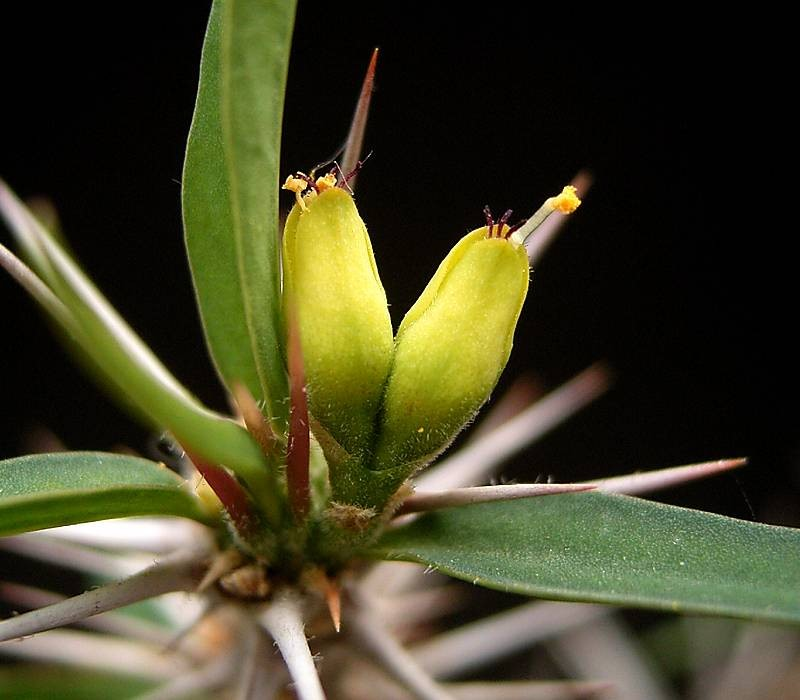
Euphorbia kondoi

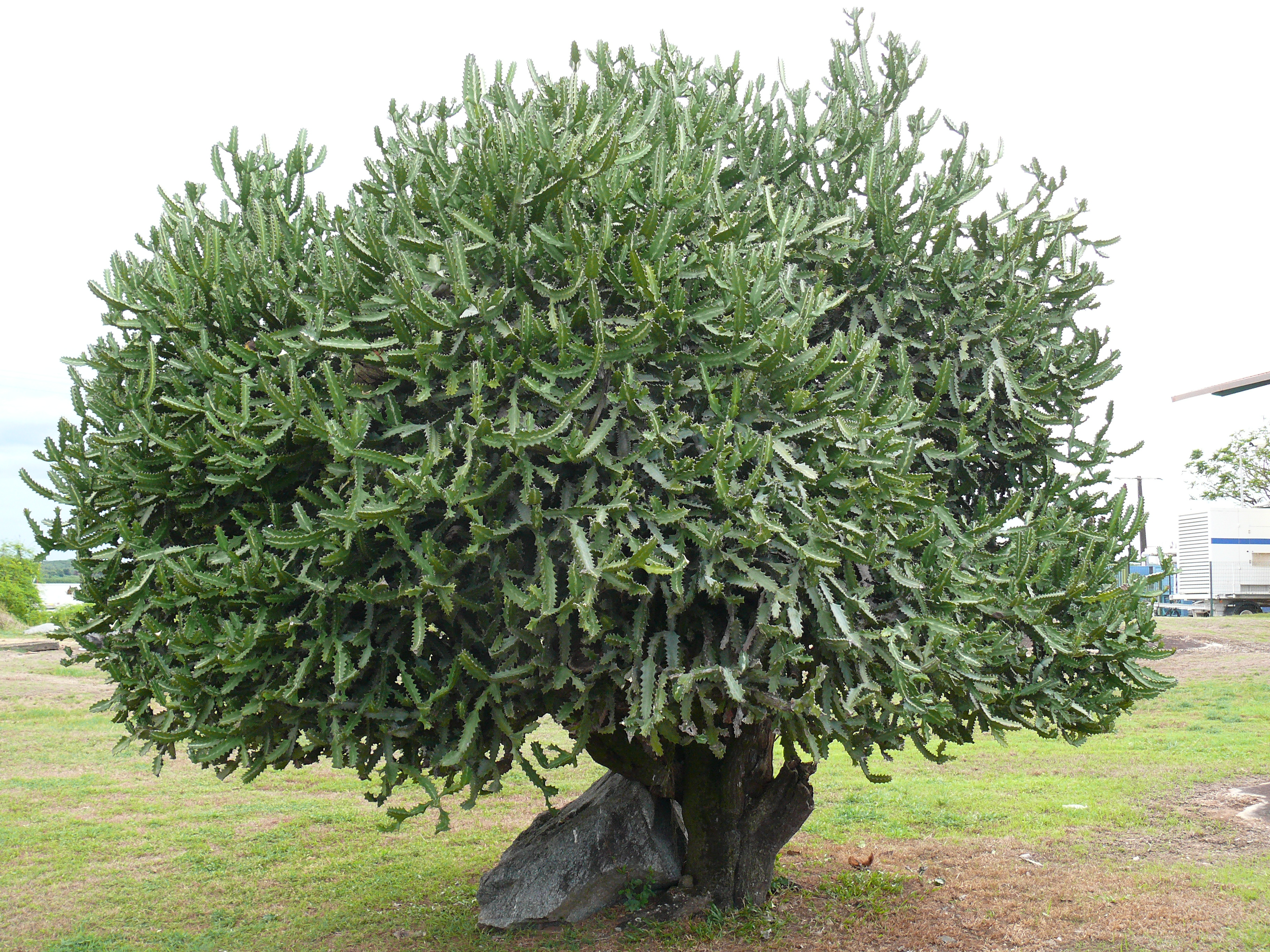
Euphorbia lactea

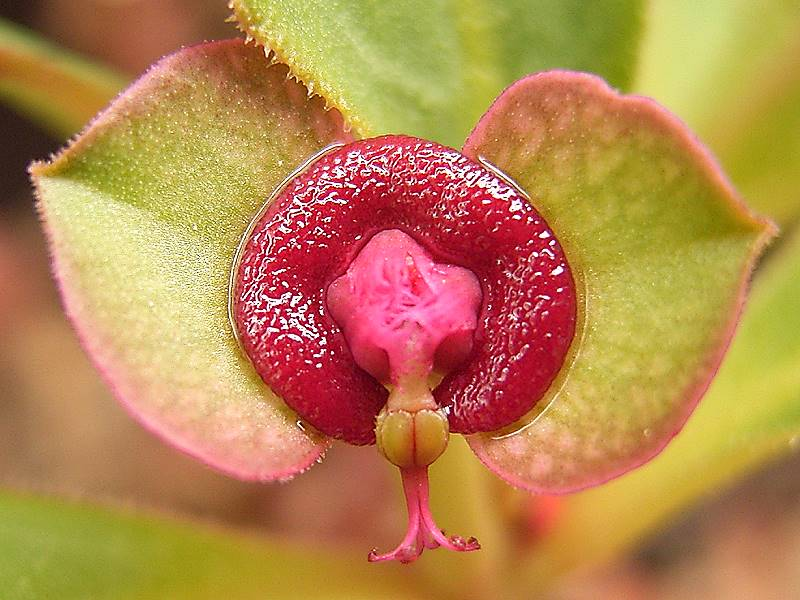
Euphorbia mafingensis

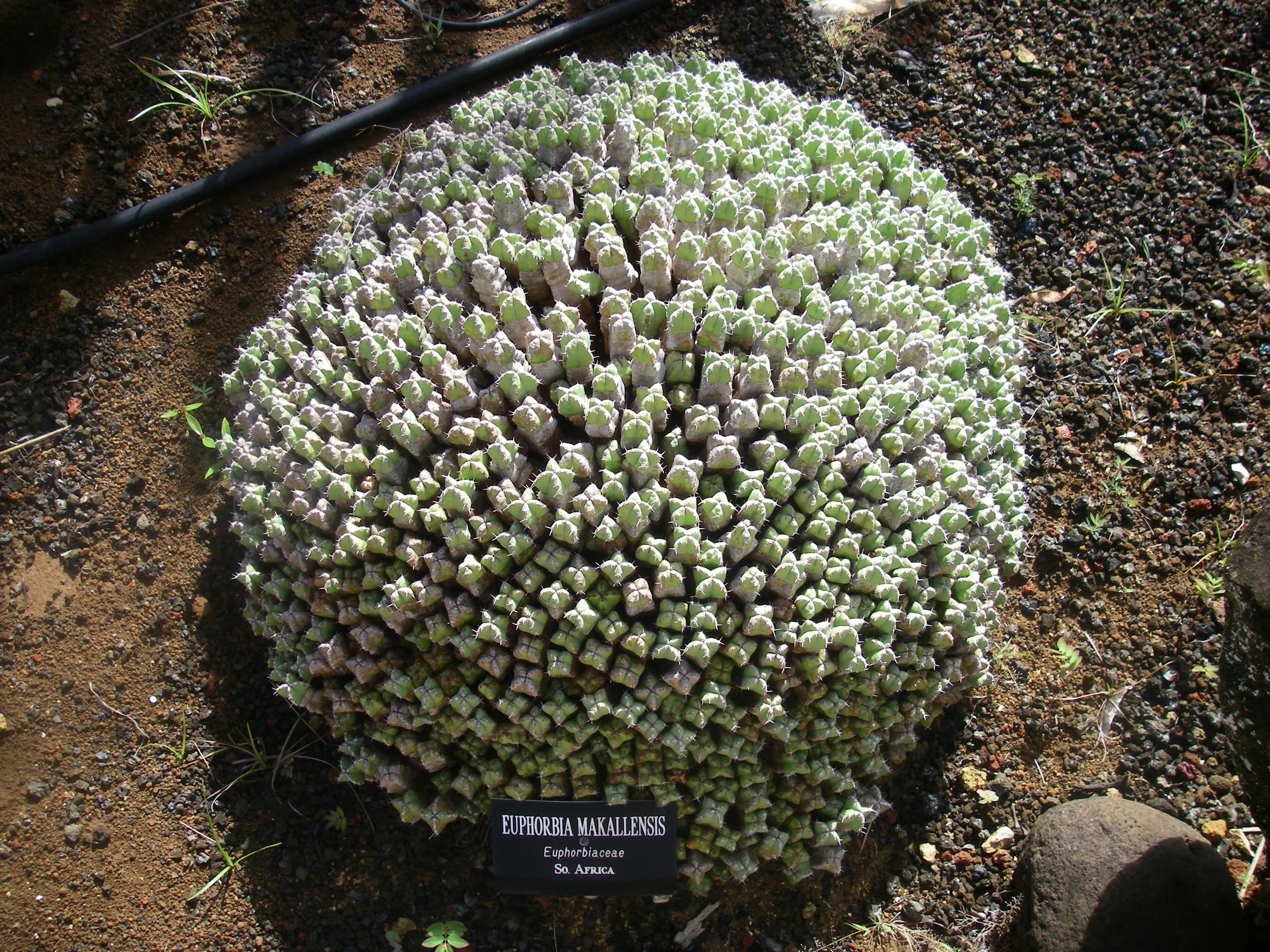
Euphorbia makallensis

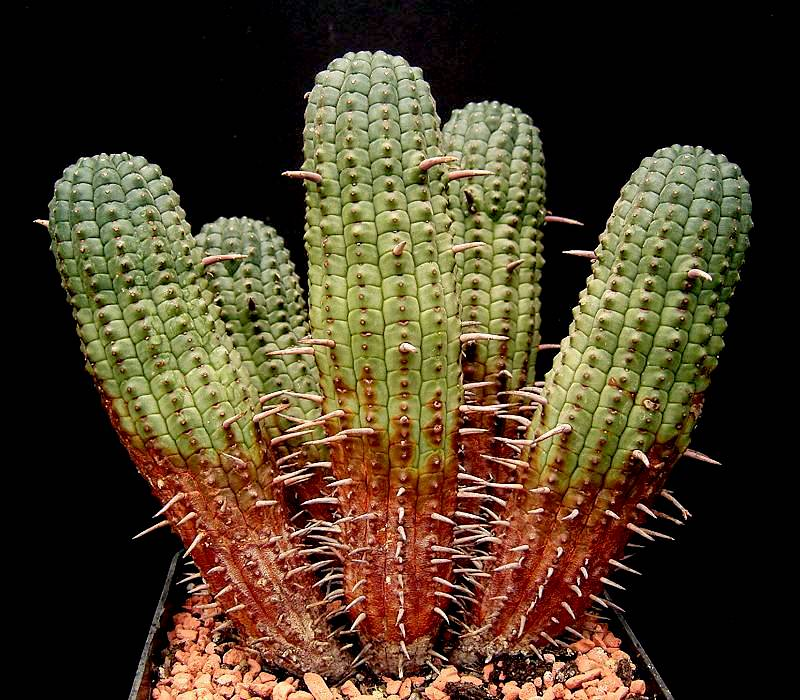
Euphorbia mammillaris

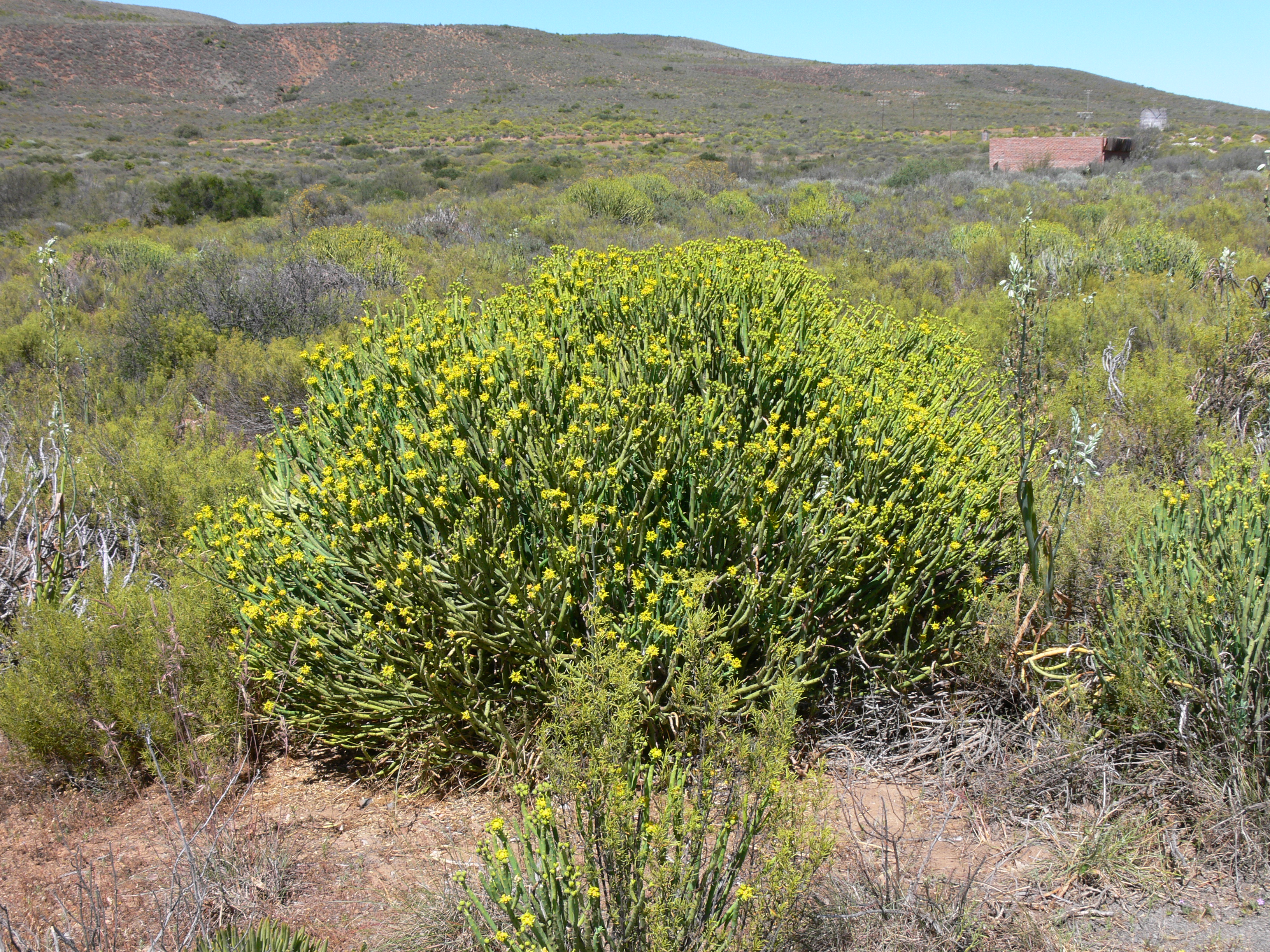
Euphorbia mauritanica

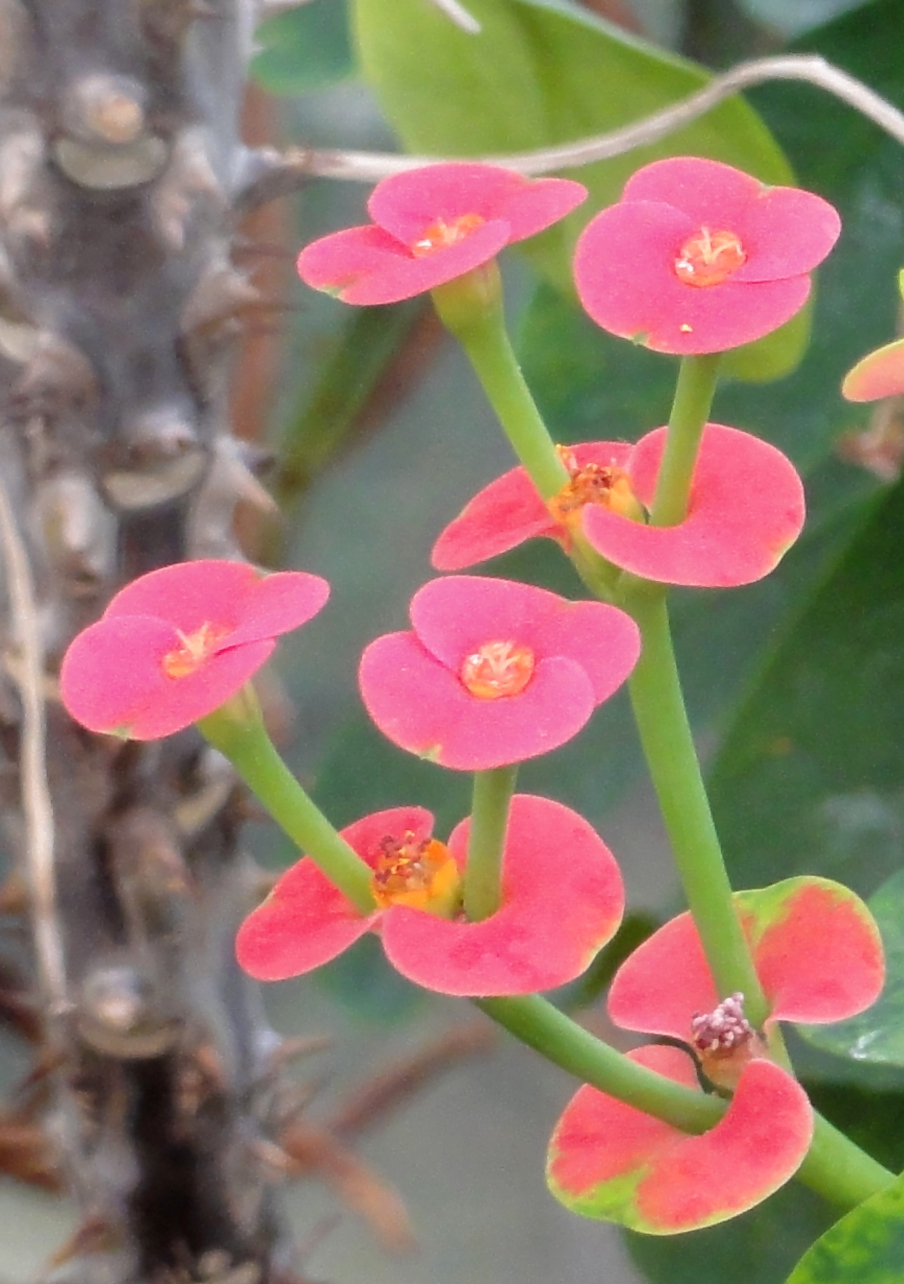
Euphorbia milii

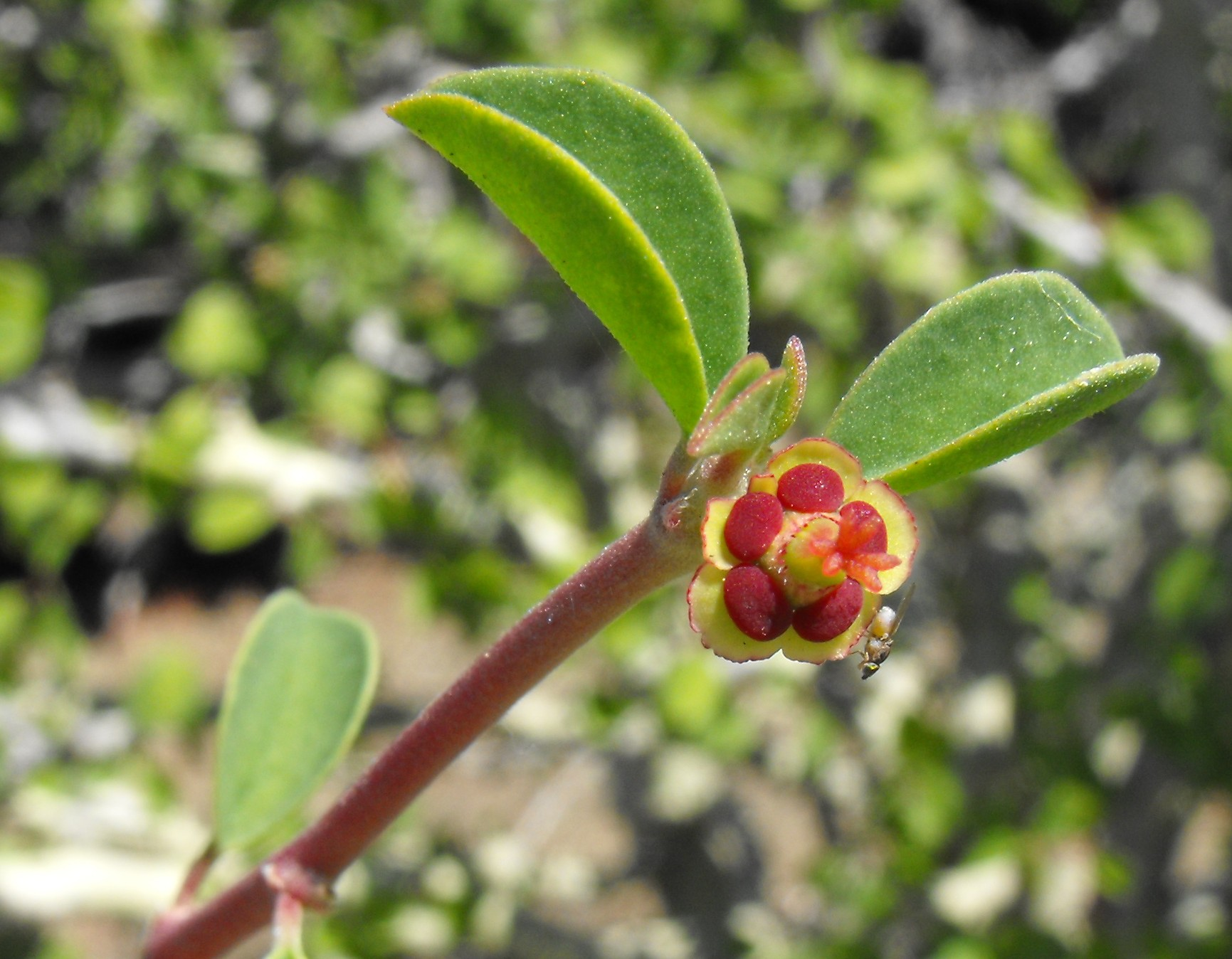
Euphorbia misera

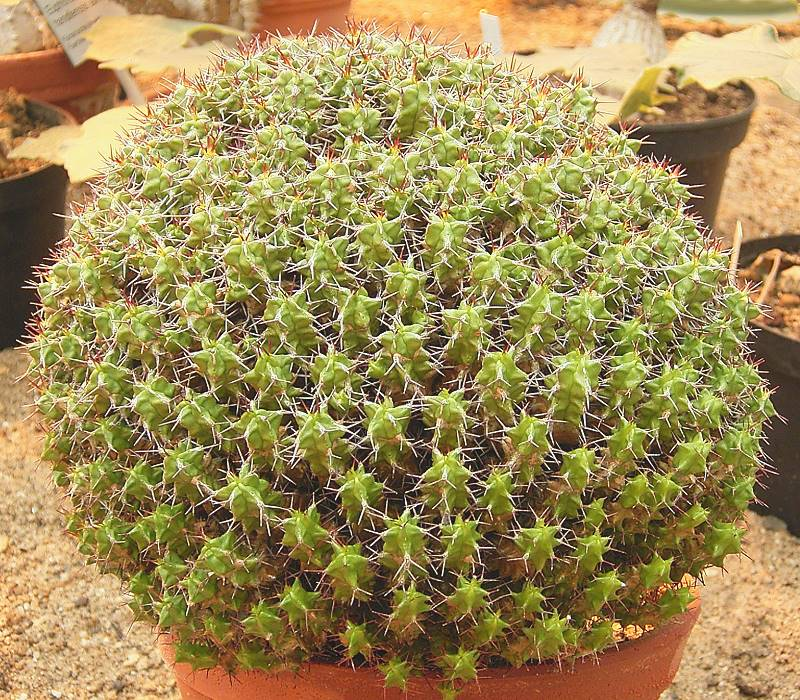
Euphorbia mitriformis

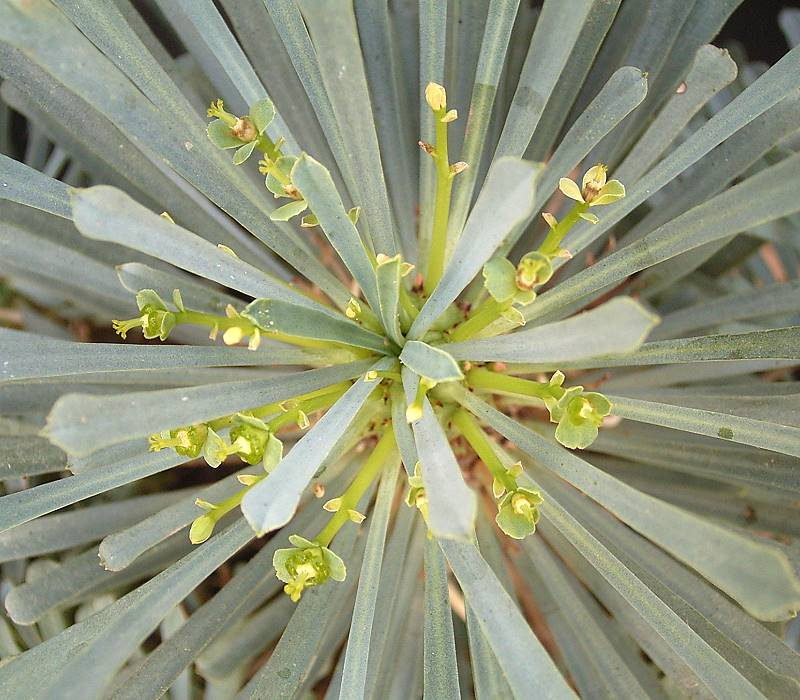
Euphorbia multifolia

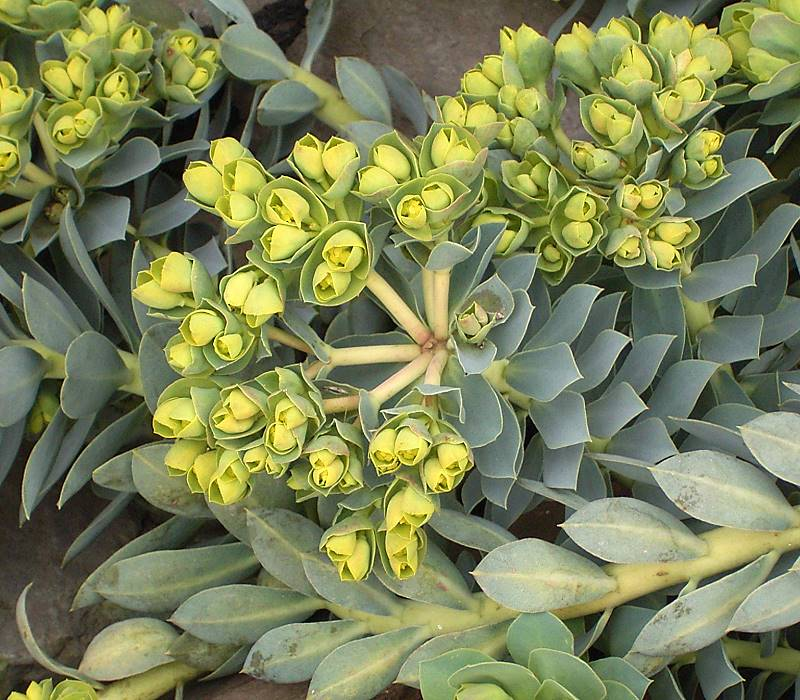
Euphorbia myrsinites

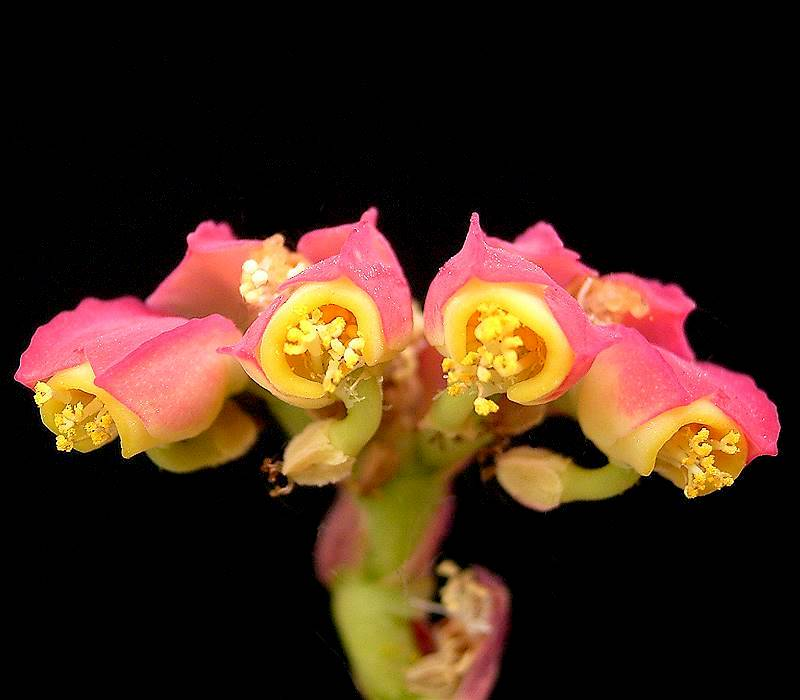
Euphorbia neococcinea

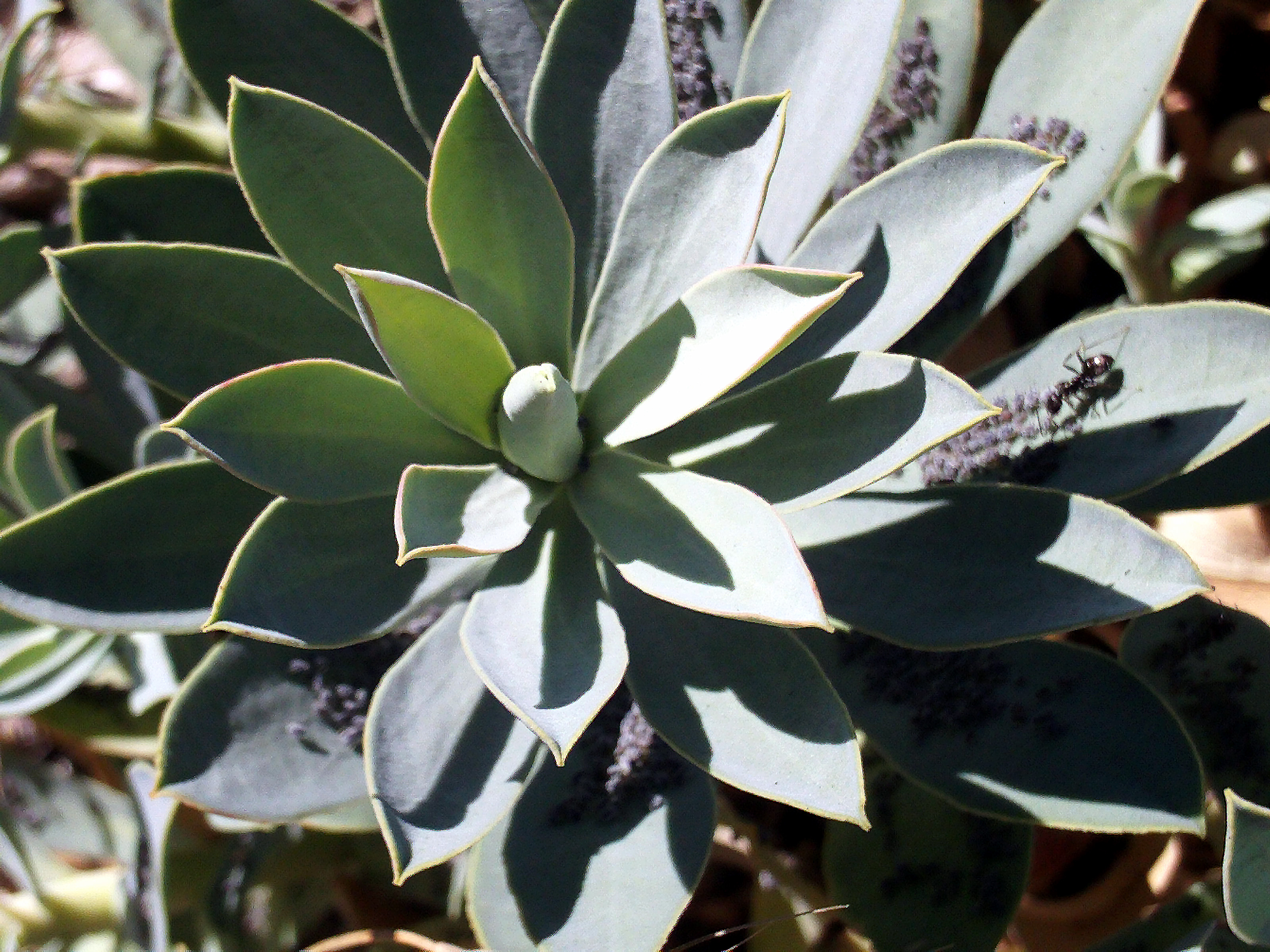
Euphorbia nevadensis

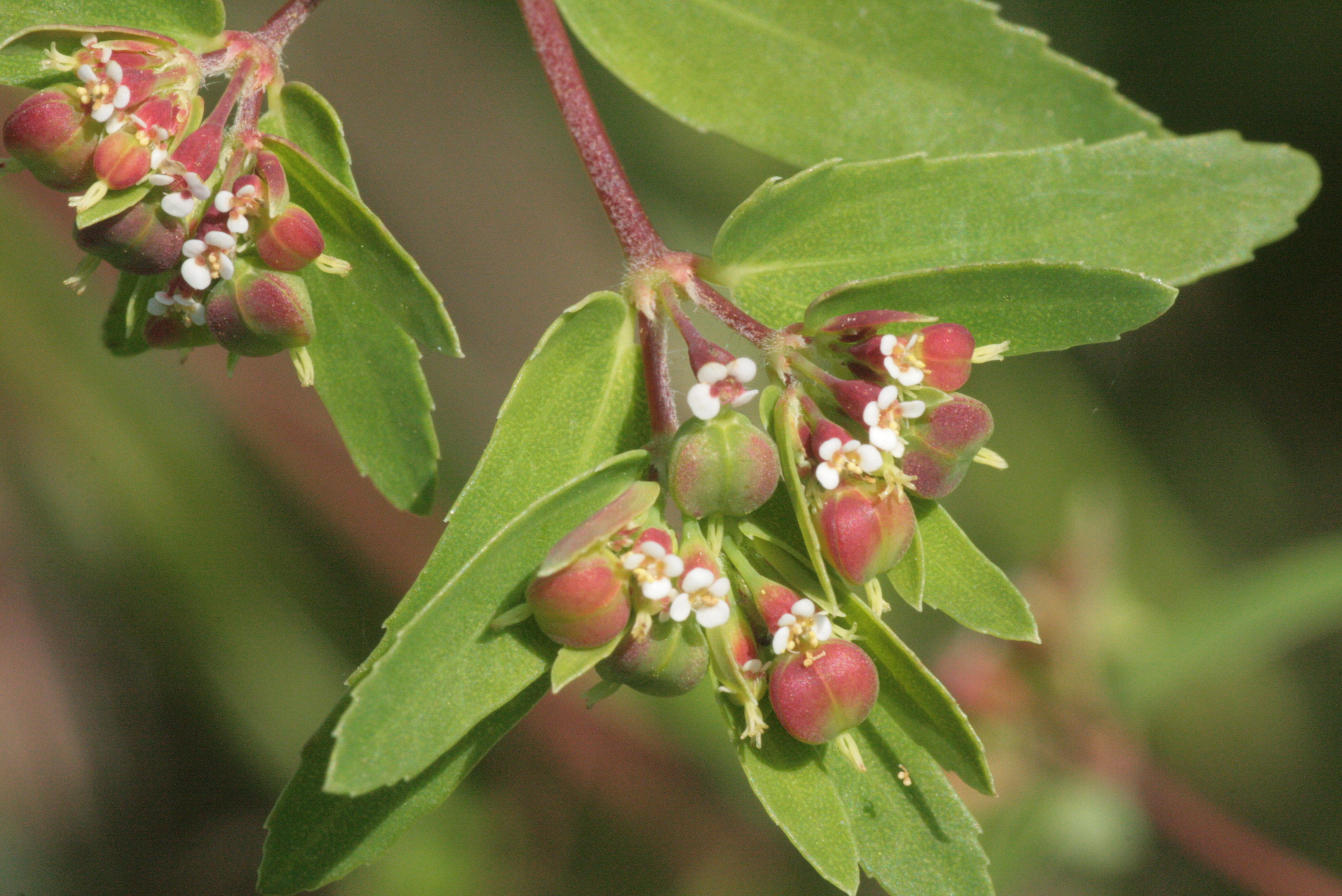
Euphorbia nutans

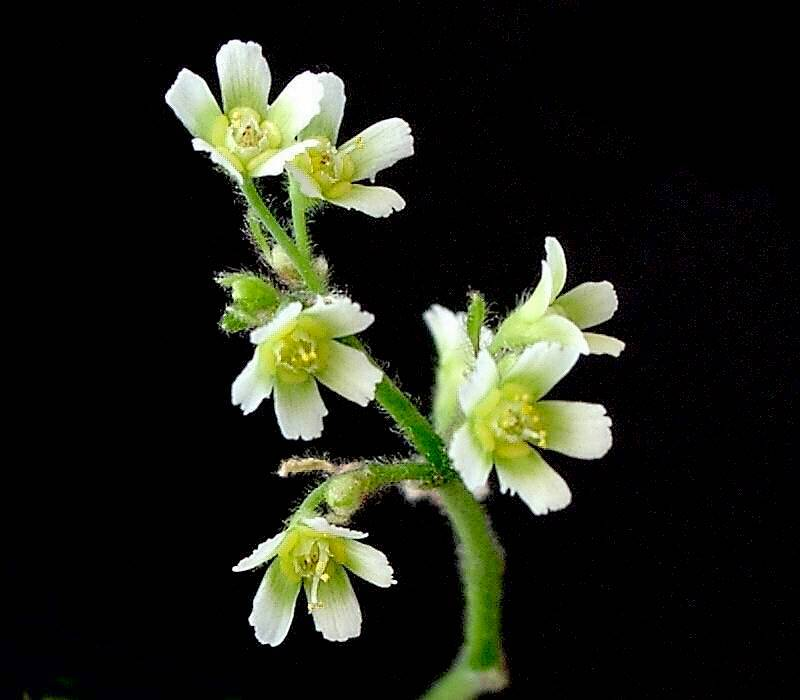
Euphorbia oaxacana

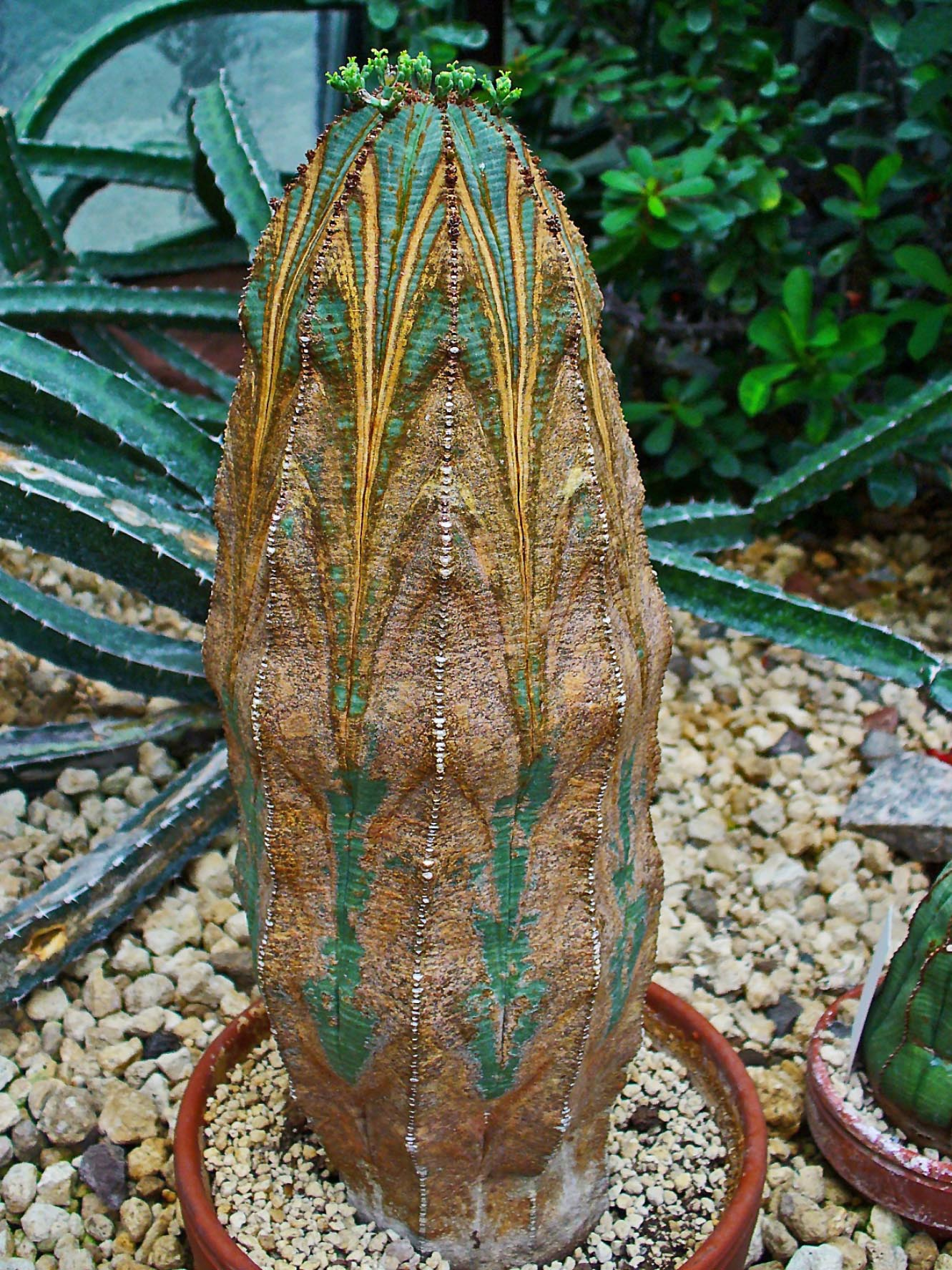
wilczomlecz opasły (Euphorbia obesa)

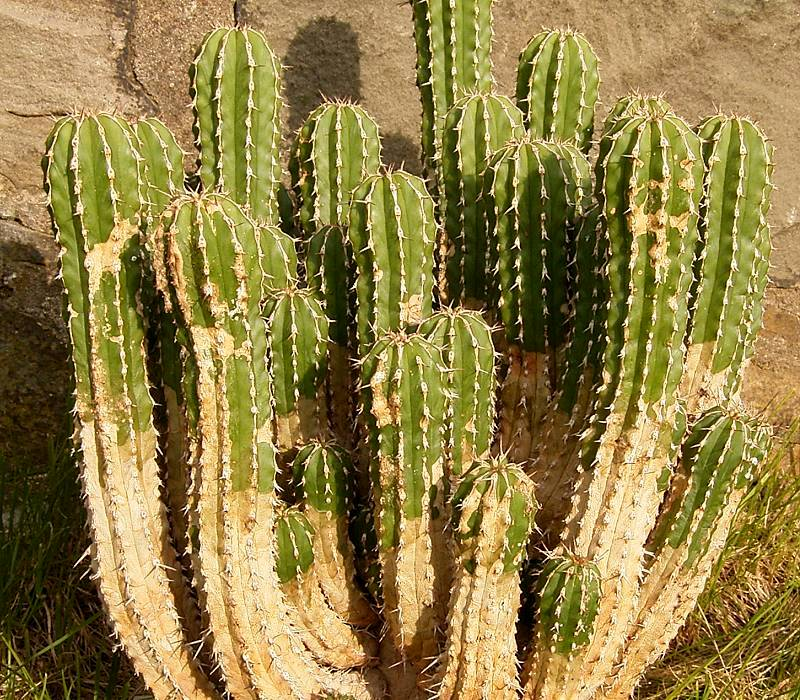
Euphorbia officinarum

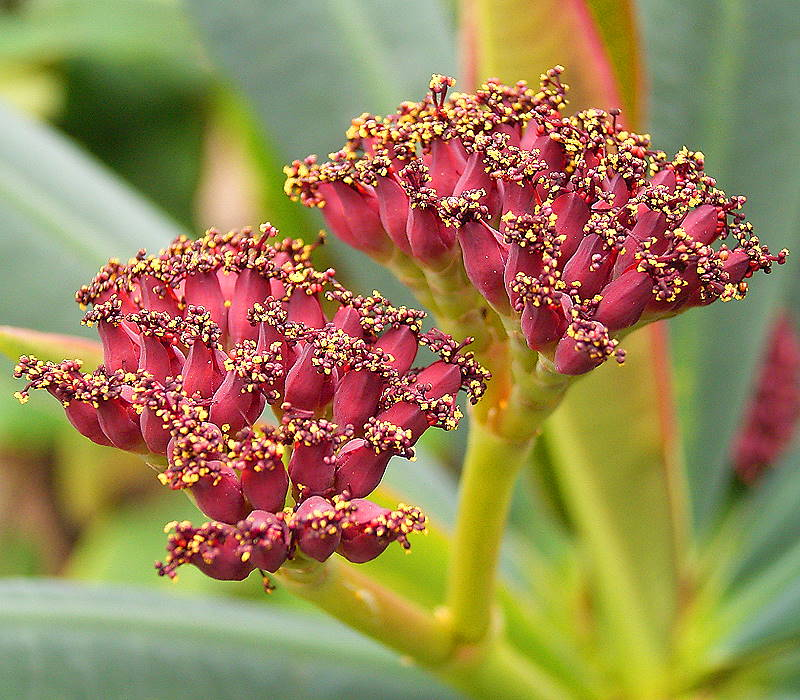
Euphorbia pachypodioides

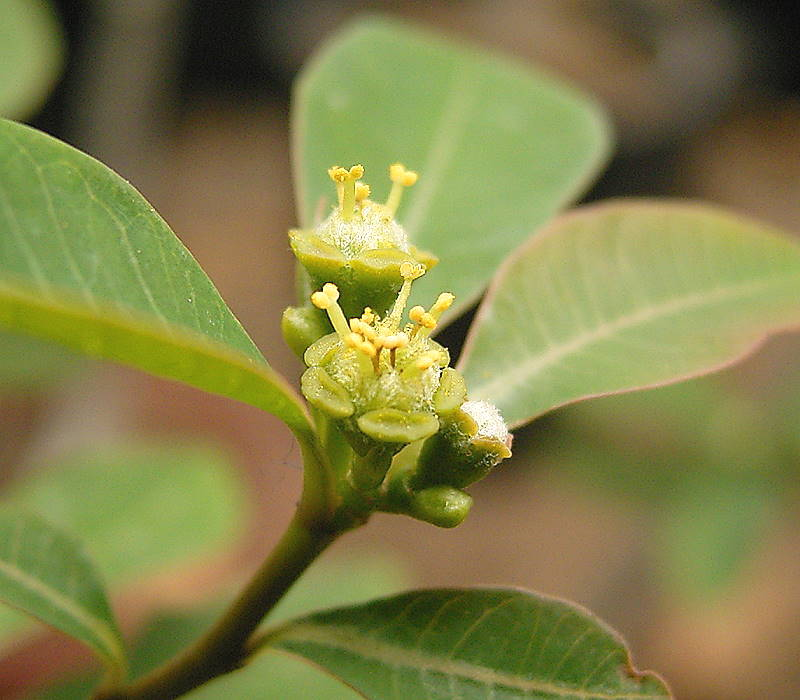
Euphorbia pervilleana

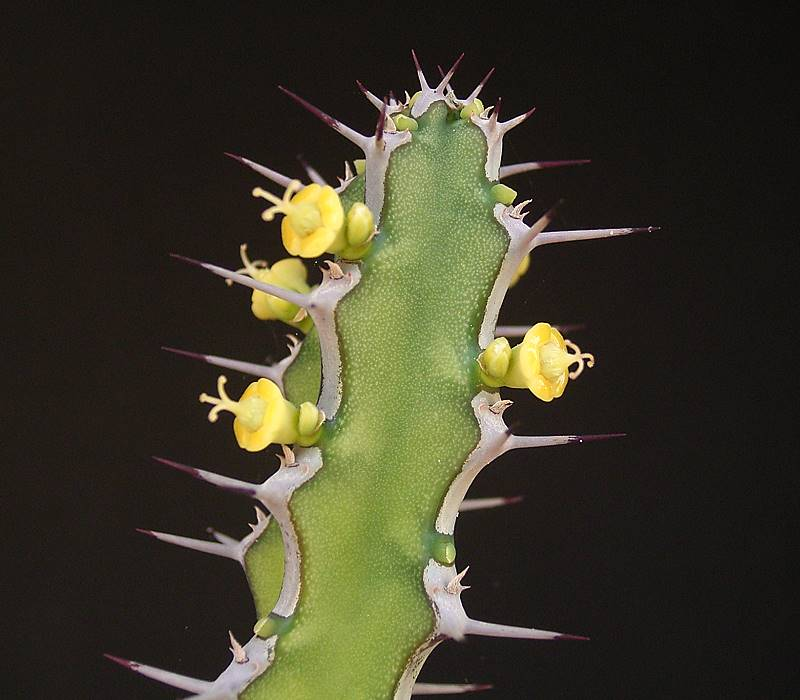
Euphorbia petraea

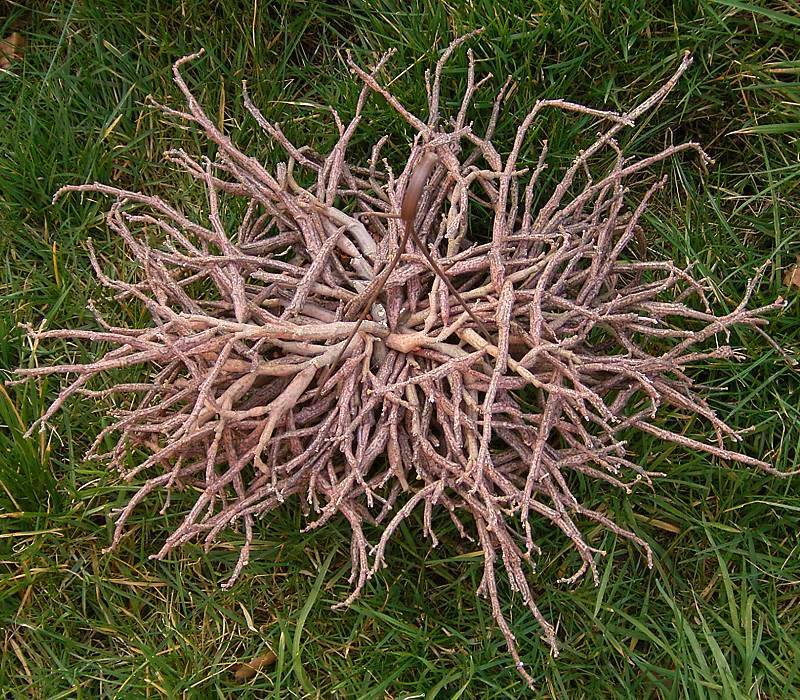
Euphorbia platyclada var. platyclada

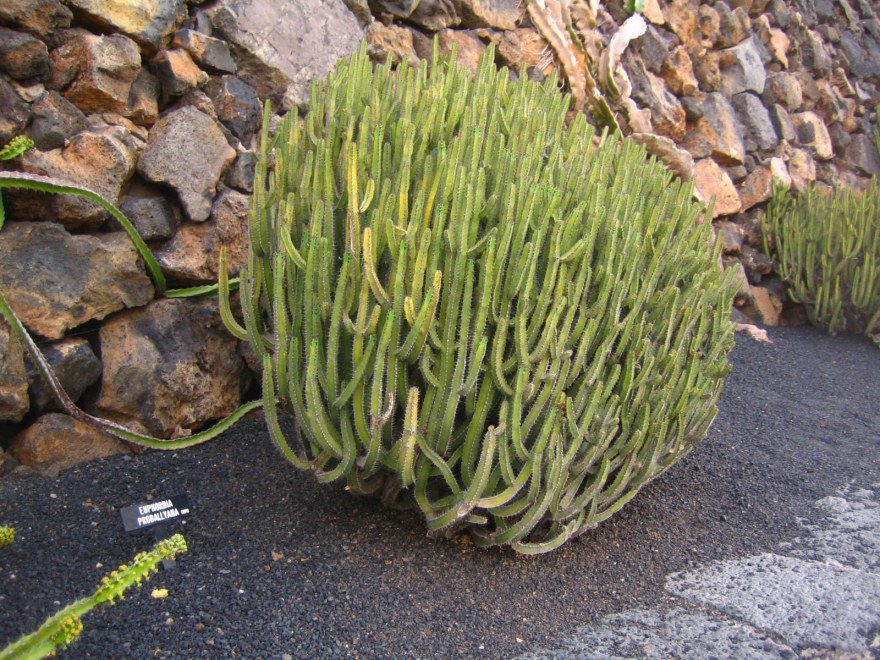
Euphorbia proballyana

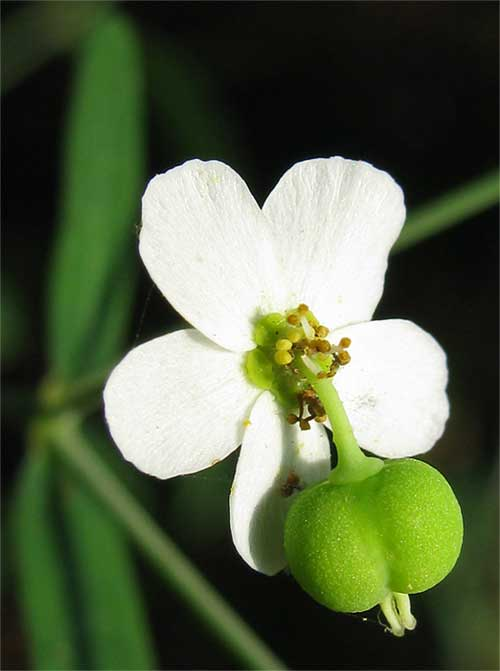
Euphorbia pubentissima

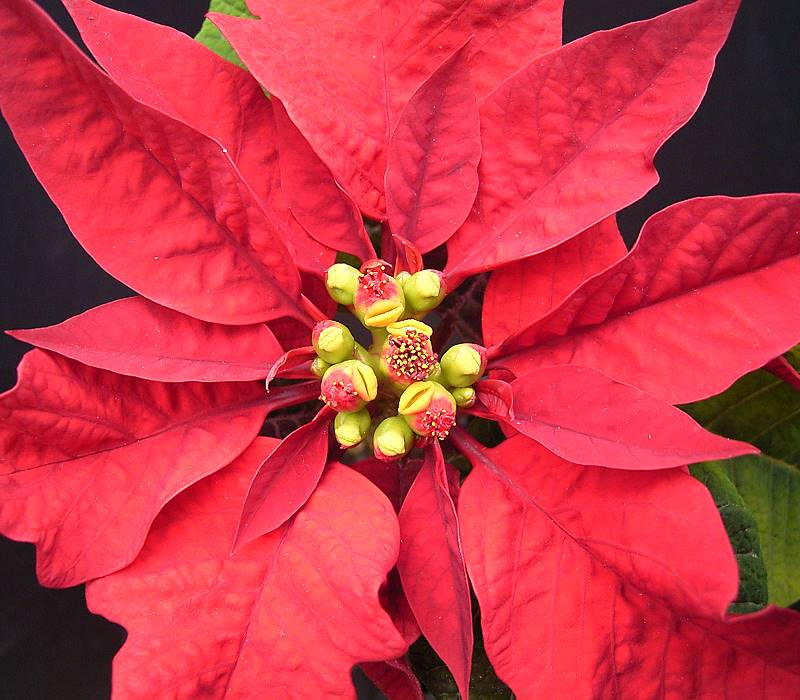
wilczomlecz nadobny (Euphorbia pulcherrima)

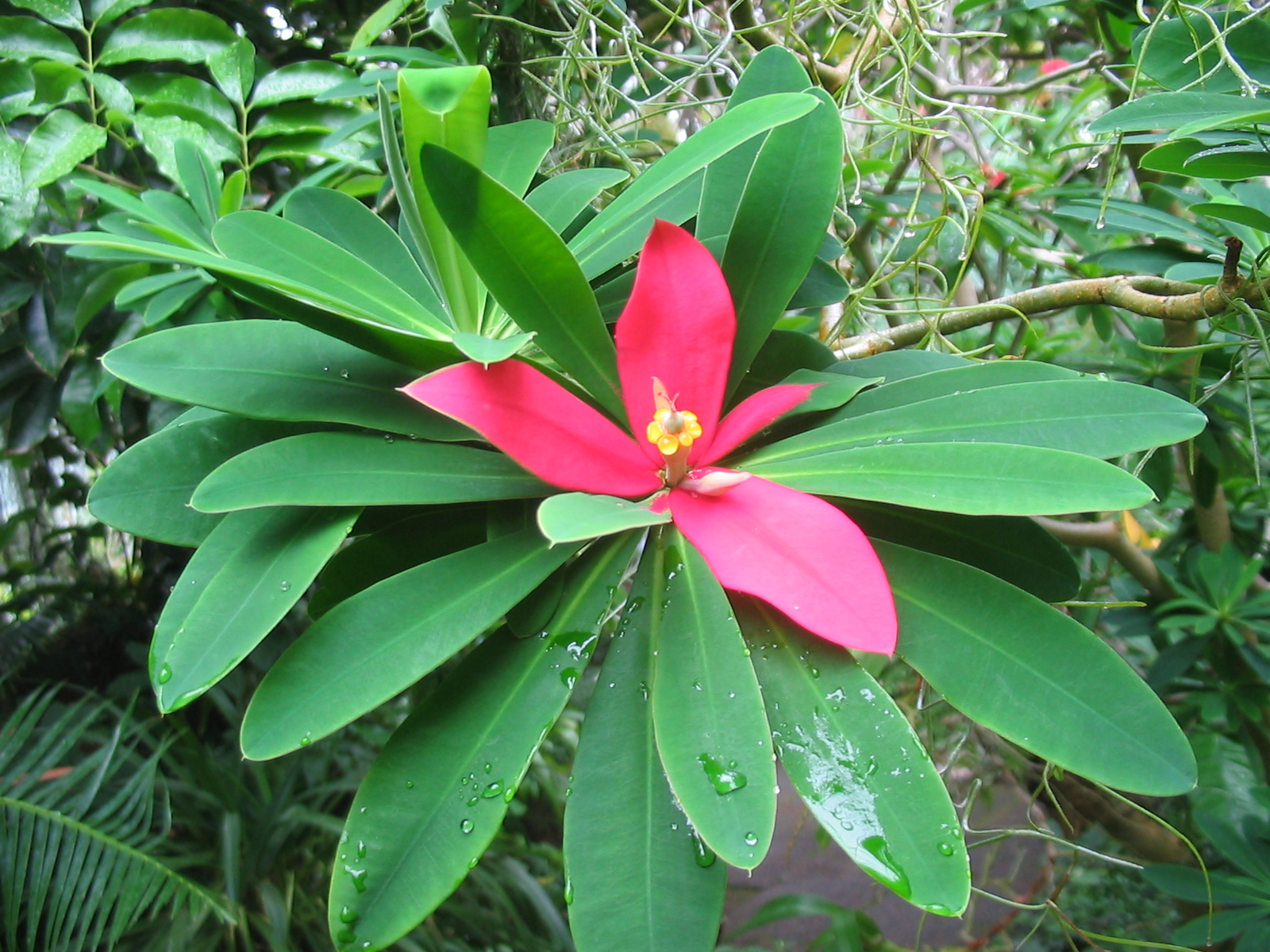
Euphorbia punicea

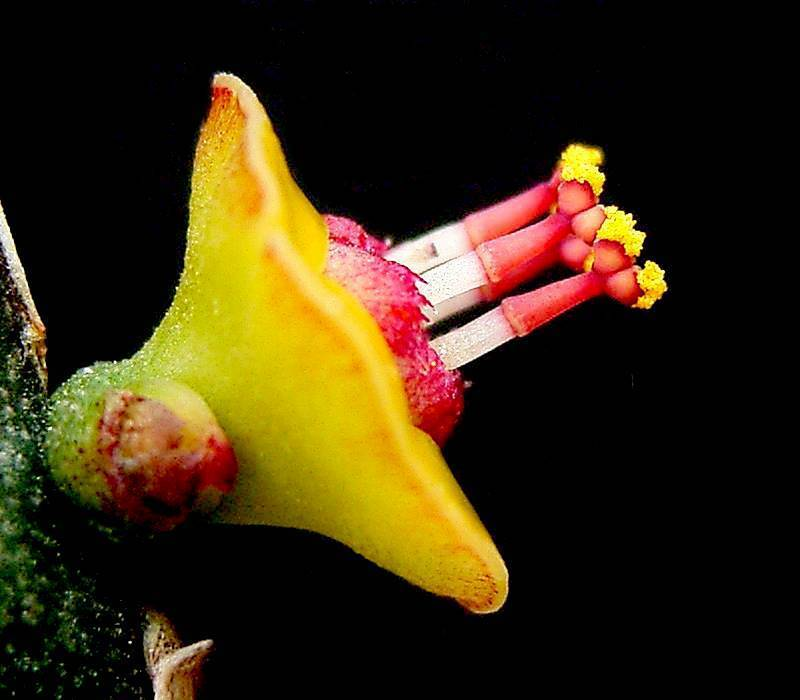
Euphorbia quadrilatera

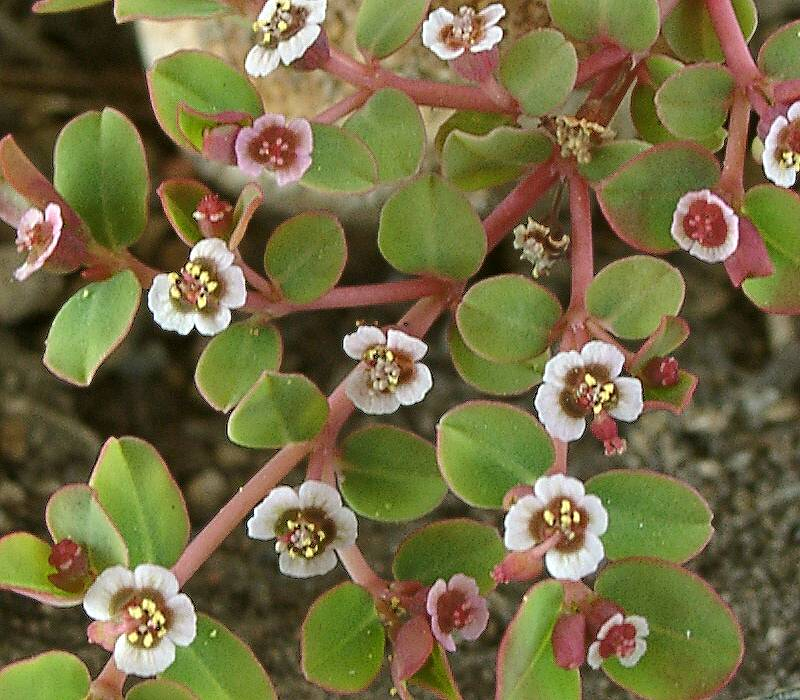
Euphorbia rivae

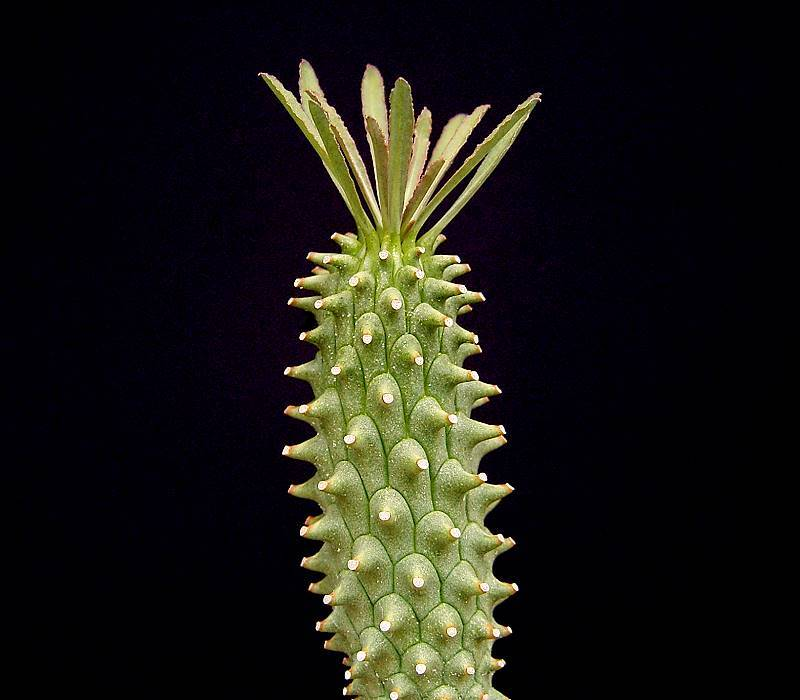
Euphorbia rudis

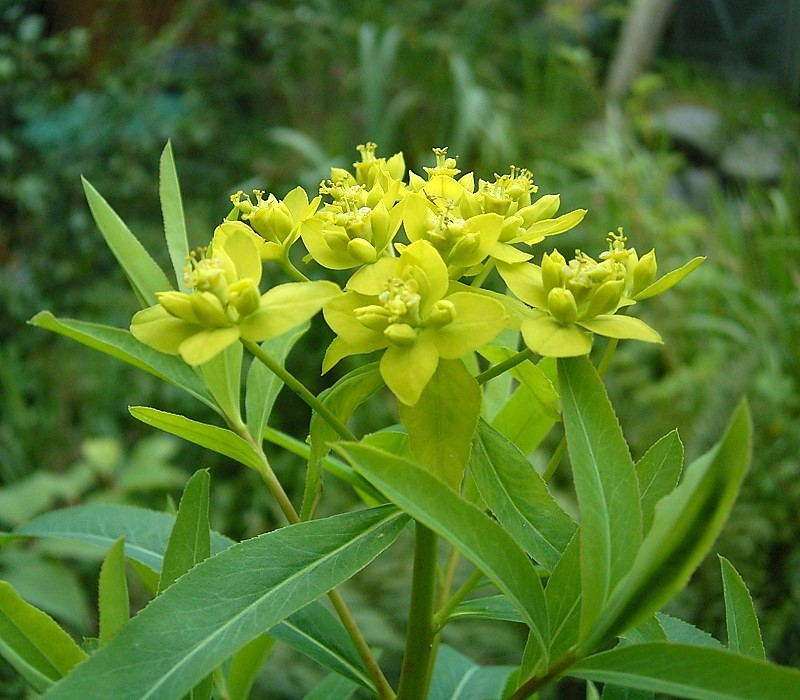
Euphorbia sarawschanica

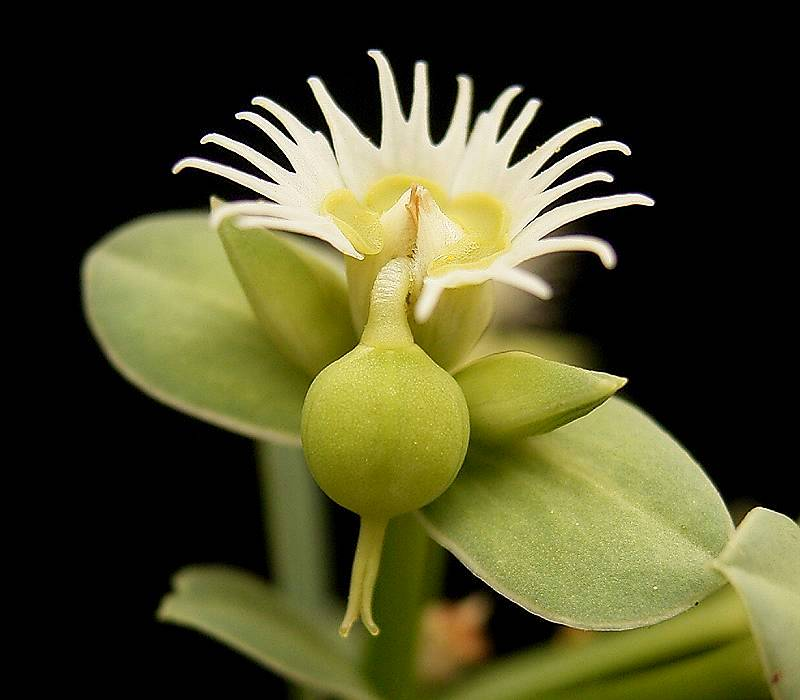
Euphorbia sarcodes

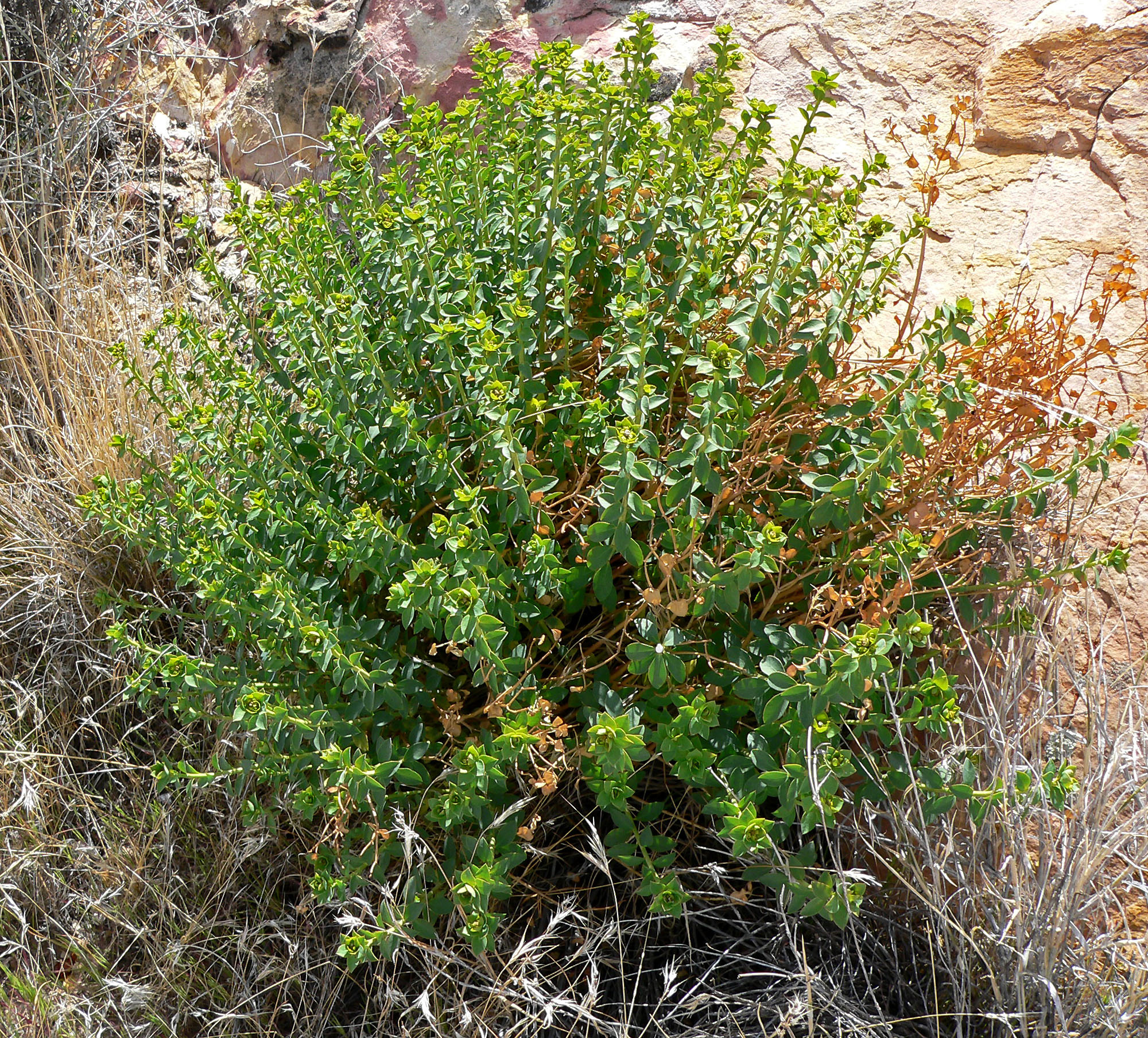
Euphorbia schizoloba

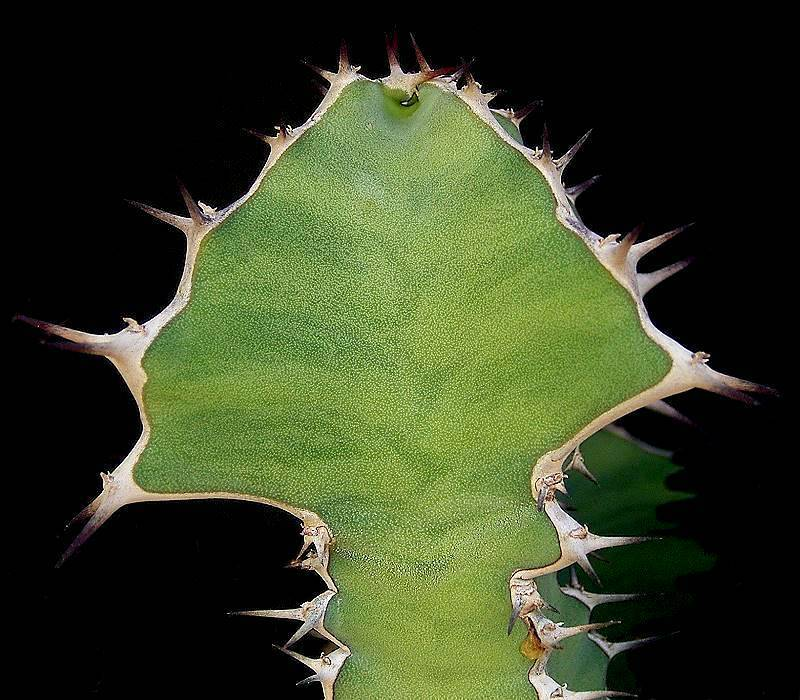
Euphorbia semperflorens

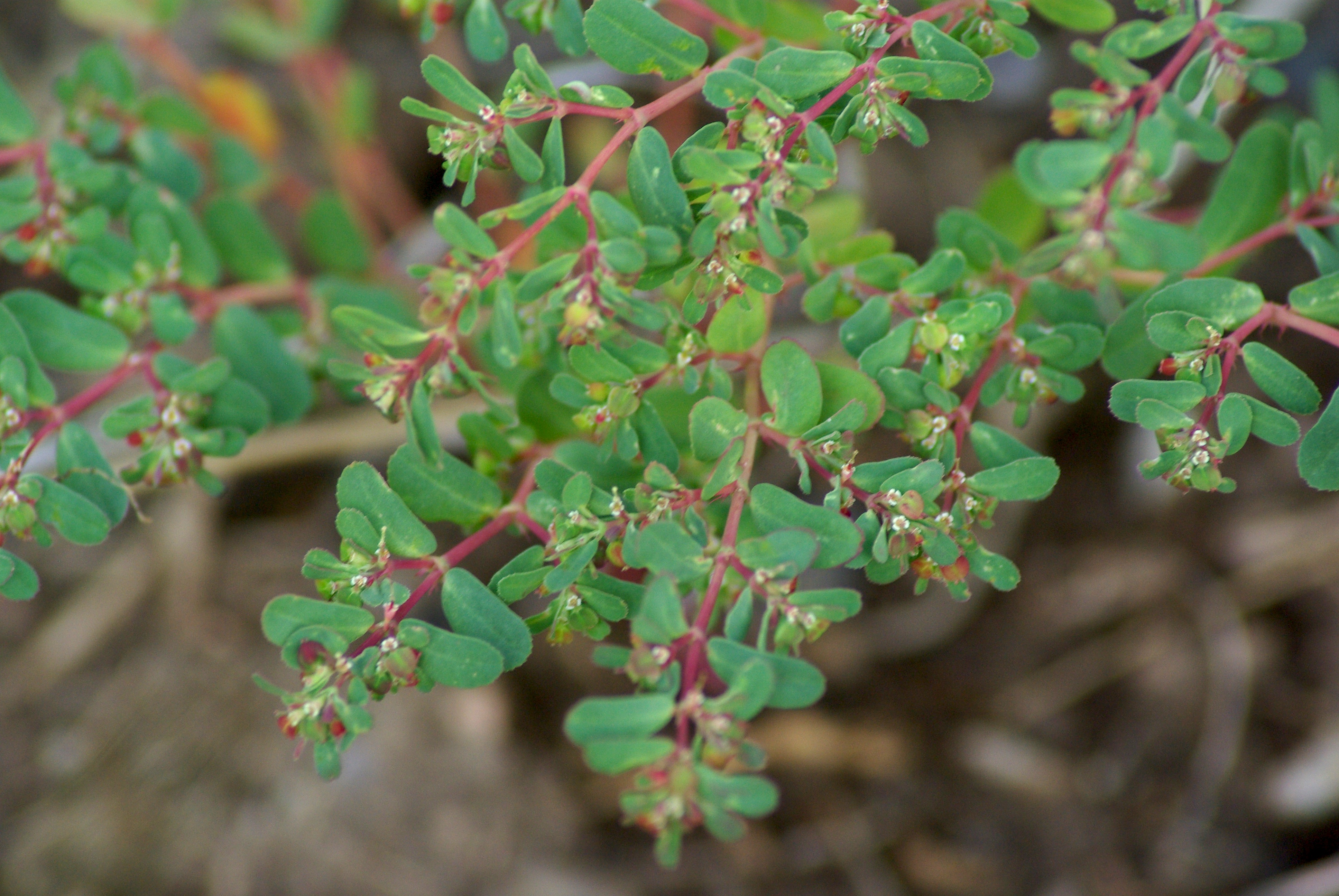
Euphorbia serpyllifolia

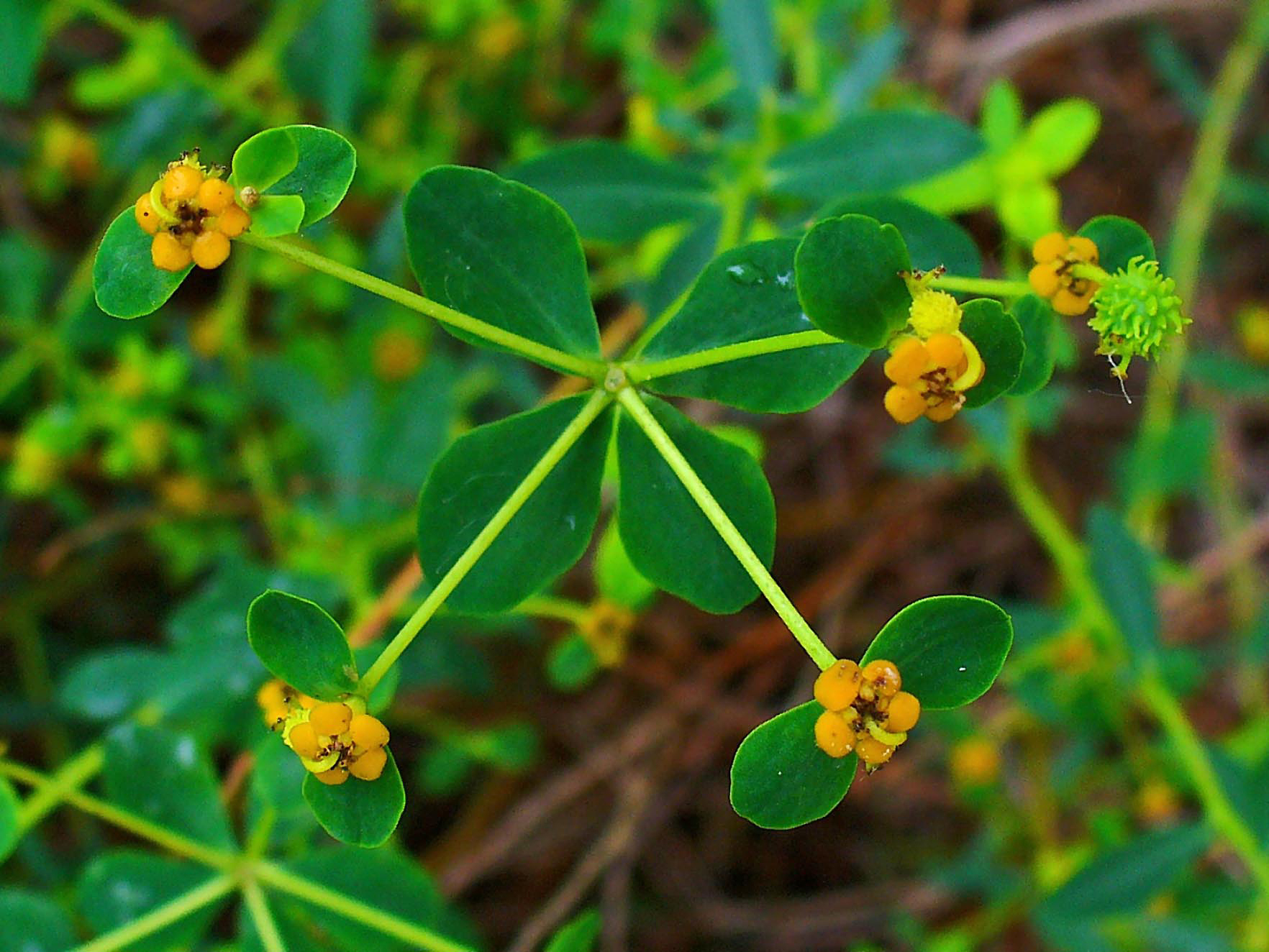
Euphorbia spinosa

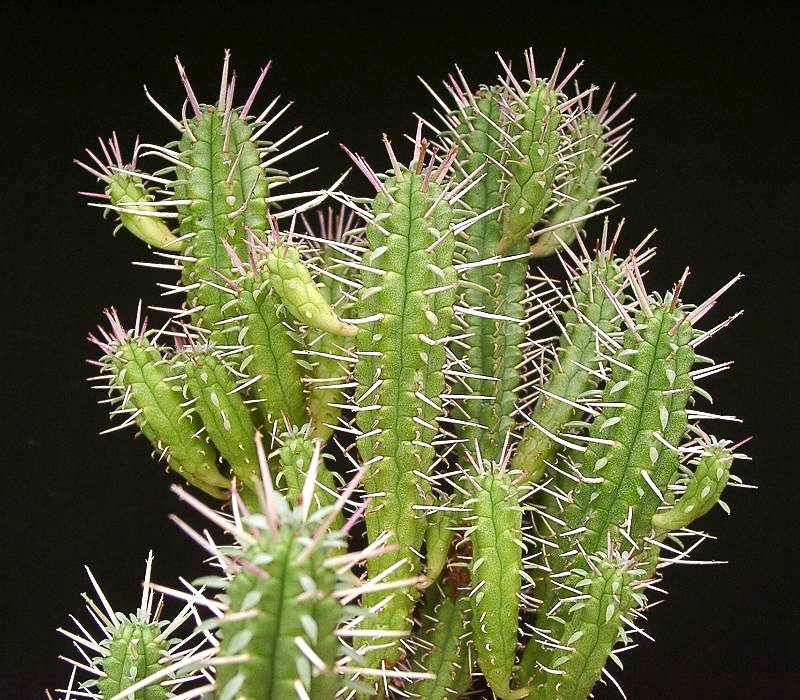
Euphorbia submammillaris

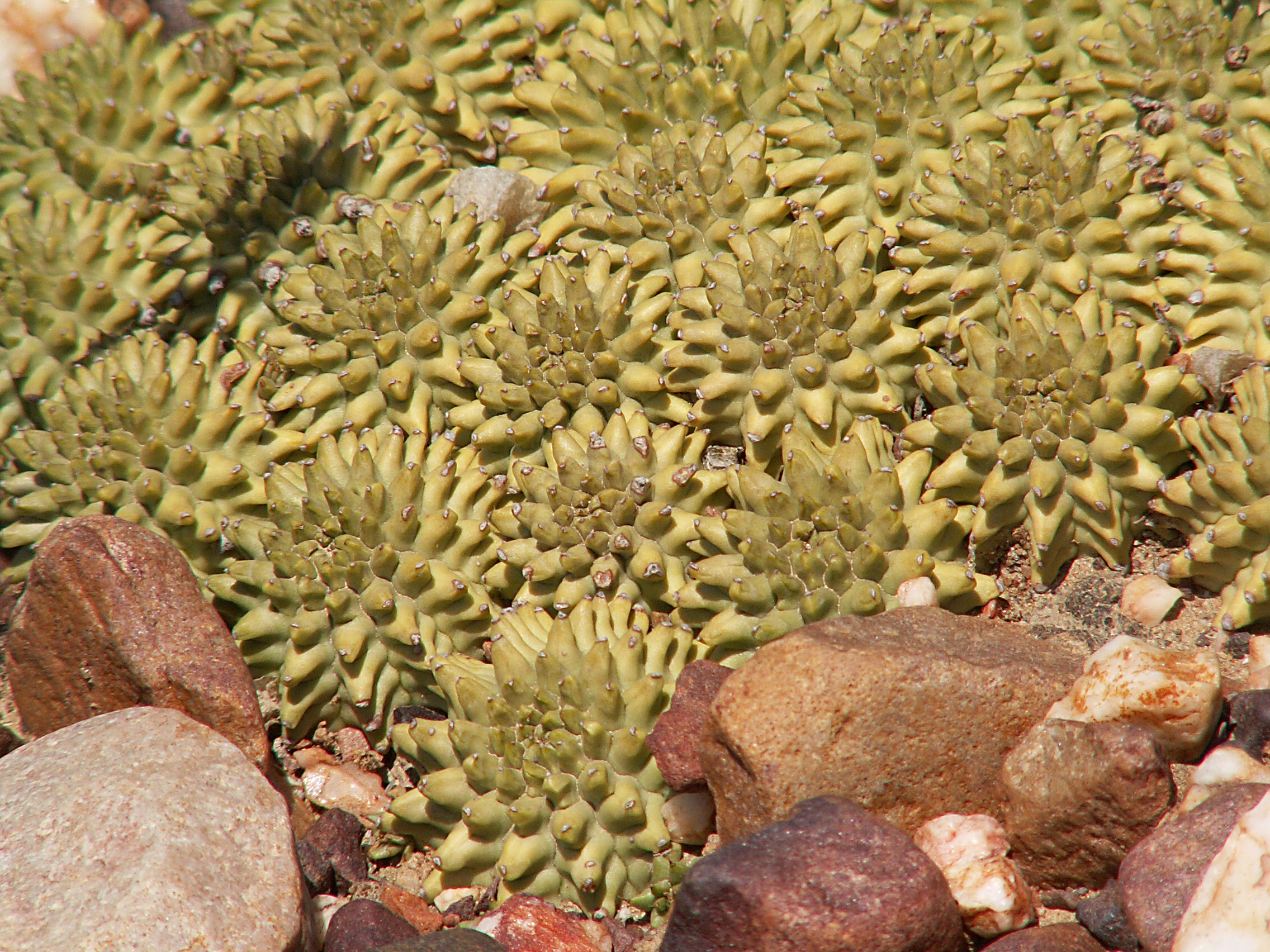
Euphorbia susannae

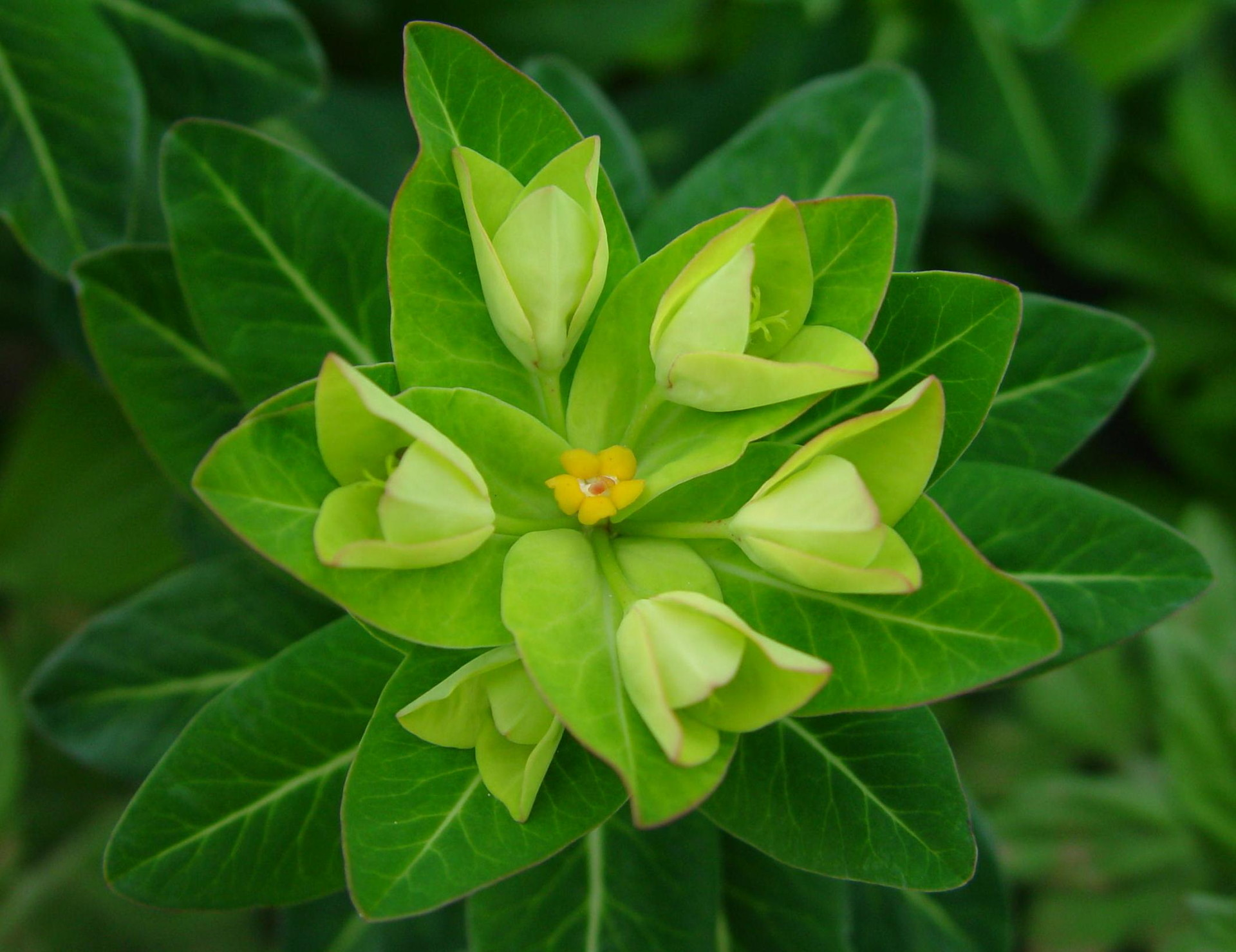
Euphorbia togakusensis

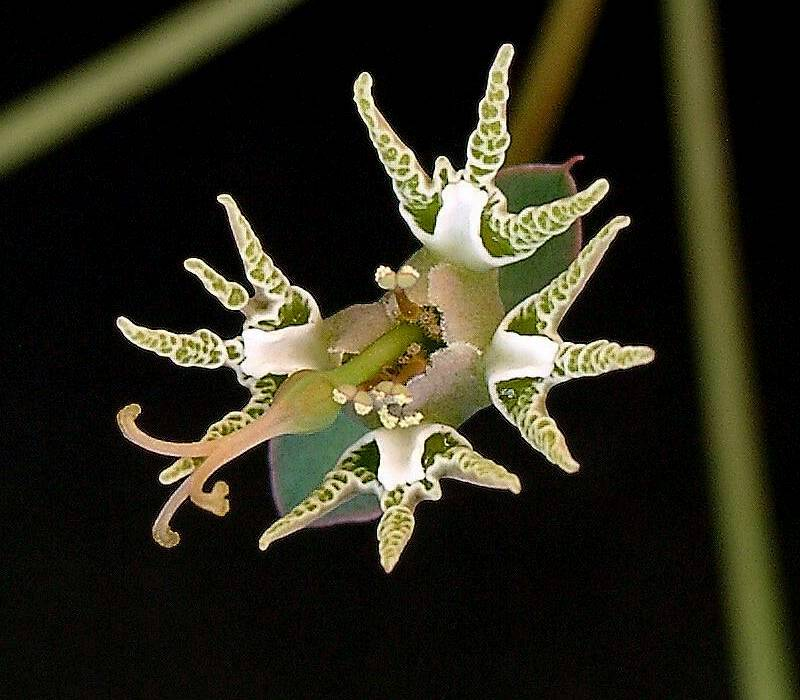
Euphorbia tridentata

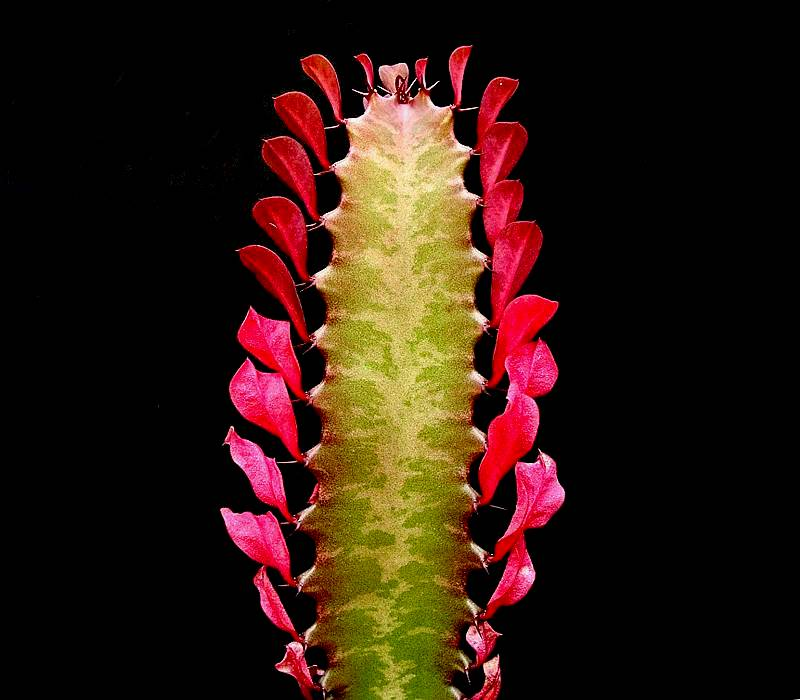
wilczomlecz trójżebrowy (Euphorbia trigona)

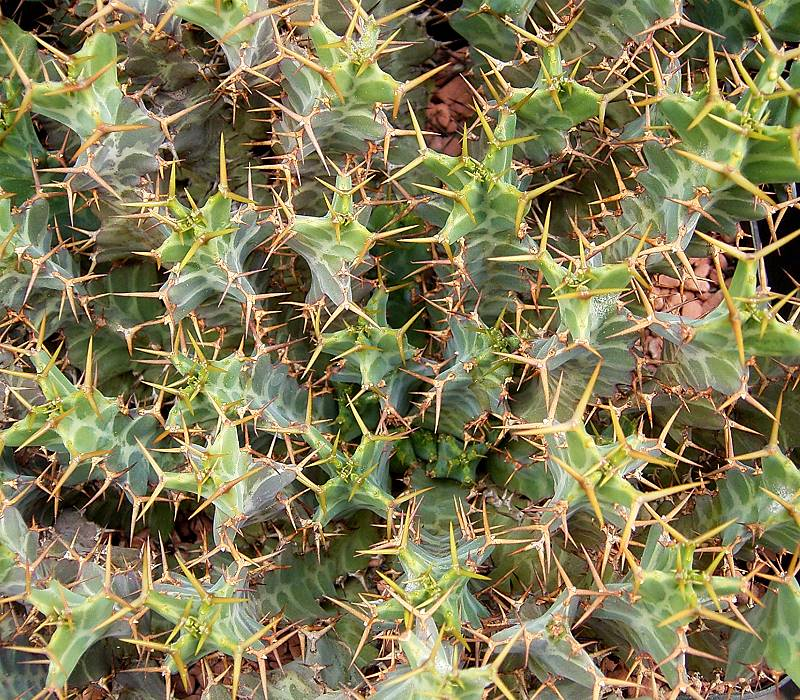
Euphorbia umfoloziensis

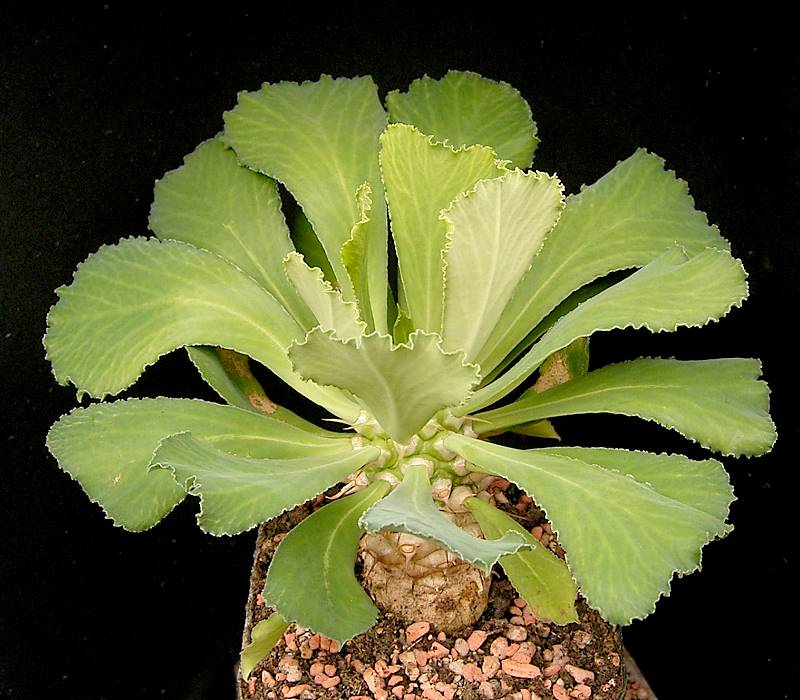
Euphorbia venenifica

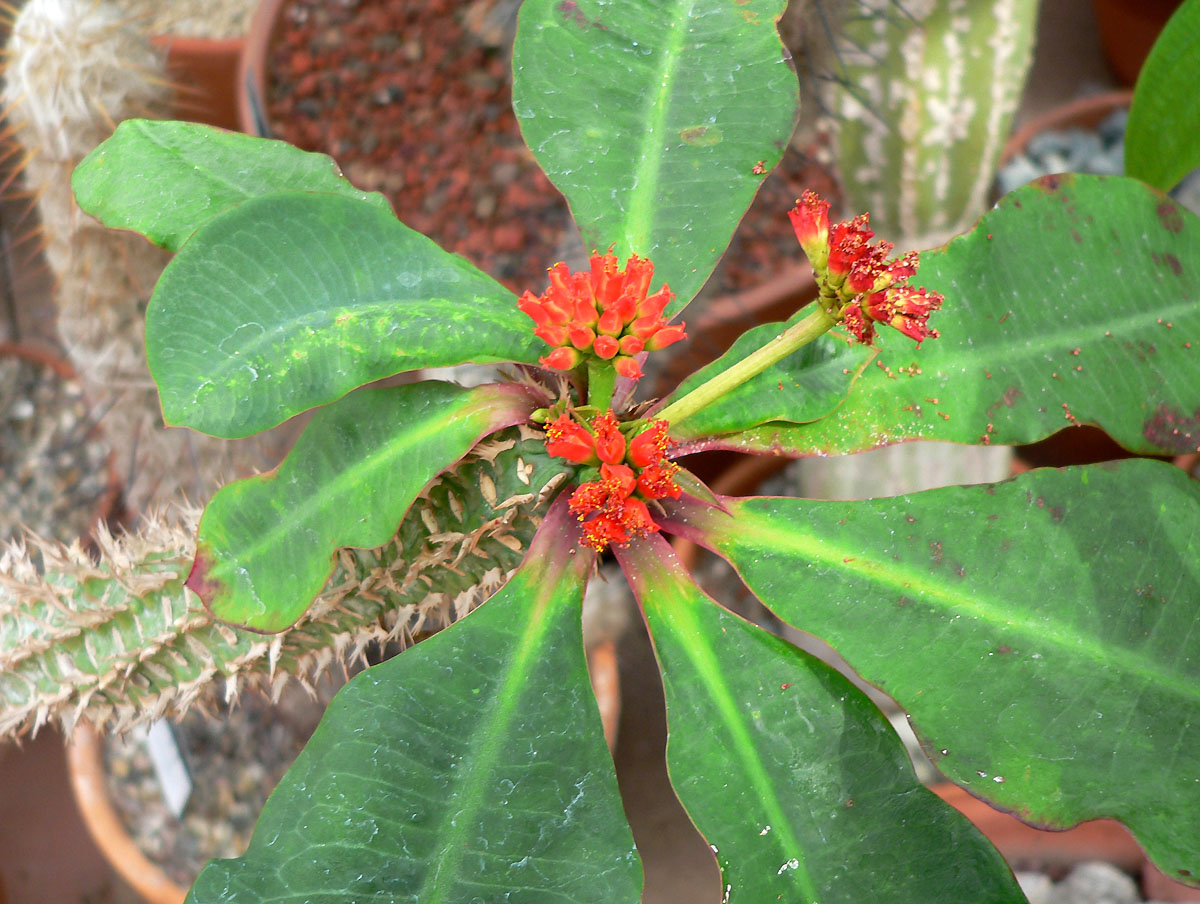
Euphorbia viguieri var. ankarafantsiensis

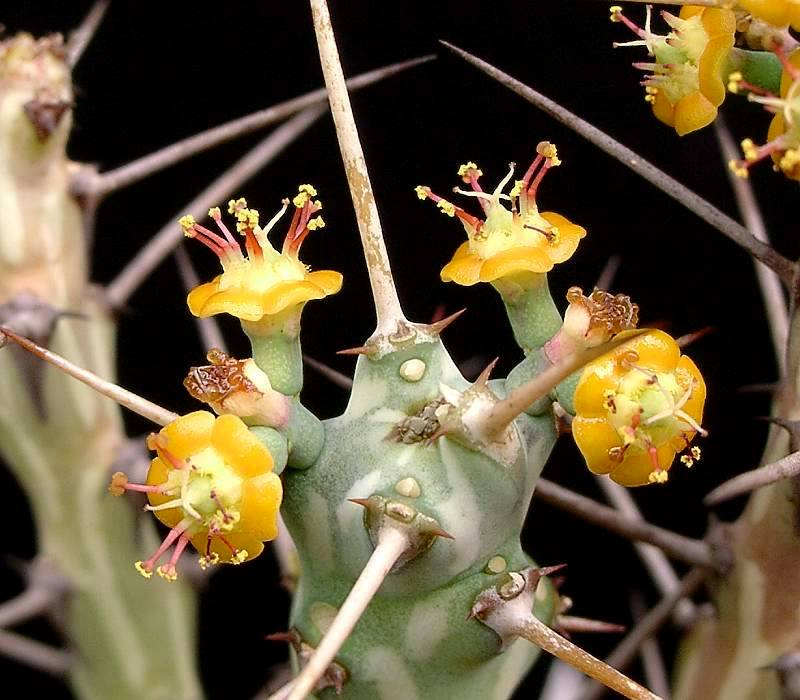
Euphorbia xylacantha

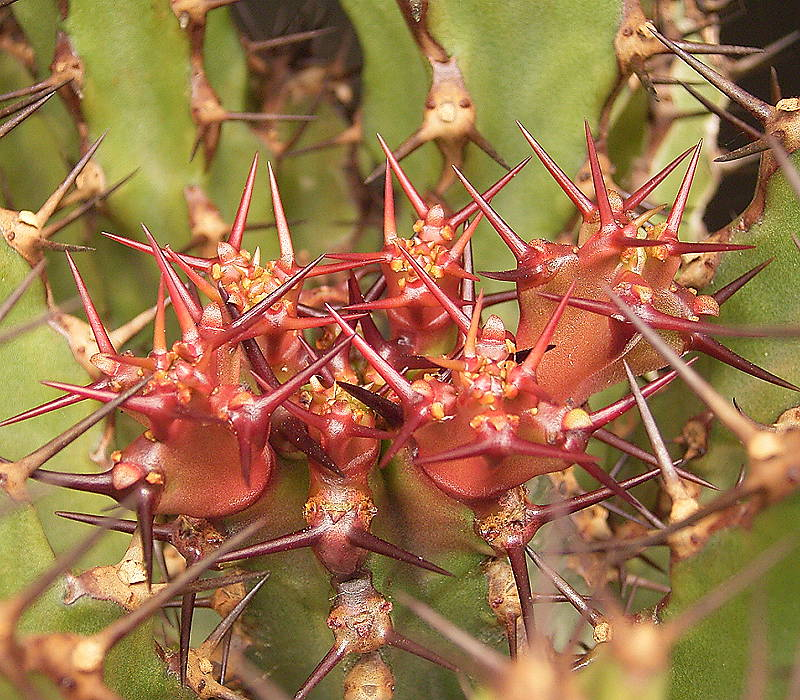
Euphorbia zoutpansbergensis

- Euphorbia aaron-rossii A.H.Holmgren & N.H.Holmgren
- Euphorbia abdelkuri Balf.f.
- Euphorbia abdita (D.G.Burch) Radcl.-Sm.
- Euphorbia abdulghafooriana Abedin
- Euphorbia abramsiana L.C.Wheeler
- Euphorbia abyssinica J.F.Gmel.
- Euphorbia acalyphoides Hochst. ex Boiss.
- Euphorbia acanthodes Akhani
- Euphorbia acanthothamnos Heldr. & Sart. ex Boiss. – wilczomlecz kłujący
- Euphorbia acerensis Boiss.
- Euphorbia acervata S.Carter
- Euphorbia actinoclada S.Carter
- Euphorbia aculeata Forssk.
- Euphorbia adenochila S.Carter
- Euphorbia adenochlora C.Morren & Decne.
- Euphorbia adenopoda Baill.
- Euphorbia adenoptera Bertol.
- Euphorbia adiantoides Lam.
- Euphorbia adjurana P.R.O.Bally & S.Carter
- Euphorbia aequoris N.E.Br.
- Euphorbia aeruginosa Schweick.
- Euphorbia aggregata A.Berger
- Euphorbia agowensis Hochst. ex Boiss.
- Euphorbia agraria M.Bieb.
- Euphorbia akenocarpa Guss.
- Euphorbia alaica (Prokh.) Prokh.
- Euphorbia alainii Oudejans
- Euphorbia alata Hook.
- Euphorbia alatavica Boiss.
- Euphorbia alatocaulis V.W.Steinm. & Felger
- Euphorbia albanica N.E.Br.
- Euphorbia albertensis N.E.Br.
- Euphorbia albipollinifera L.C.Leach
- Euphorbia albomarginata Torr. & A.Gray
- Euphorbia alcicornis Baker
- Euphorbia aleppica L.
- Euphorbia alfredii Rauh
- Euphorbia allocarpa S.Carter
- Euphorbia alluaudii Drake
- Euphorbia alpina C.A.Mey. ex Ledeb.
- Euphorbia alsiniflora Baill.
- Euphorbia alsinifolia Boiss.
- Euphorbia alsinoides Miq.
- Euphorbia alta Norton
- Euphorbia altaica C.A.Mey. ex Ledeb.
- Euphorbia altissima Boiss.
- Euphorbia altotibetica Paulsen
- Euphorbia amandi Oudejans
- Euphorbia amarifontana N.E.Br.
- Euphorbia ambacensis N.E.Br.
- Euphorbia ambarivatoensis Rauh & Bard.-Vauc.
- Euphorbia ambovombensis Rauh & Razaf.
- Euphorbia ambroseae L.C.Leach
- Euphorbia amicorum S.Carter
- Euphorbia ammak Schweinf.
- Euphorbia ammatotricha Boiss.
- Euphorbia ammophila S.Carter & Dioli
- Euphorbia amplexicaulis Hook.f.
- Euphorbia ampliphylla Pax
- Euphorbia amygdaloides L. – wilczomlecz migdałolistny
- Euphorbia anacampseros Boiss.
- Euphorbia anachoreta Svent.
- Euphorbia analalavensis Leandri
- Euphorbia analamerae Leandri
- Euphorbia analavelonensis Rauh & Mangelsdorff
- Euphorbia andrachnoides Schrenk
- Euphorbia angrae N.E.Br.
- Euphorbia angularis Klotzsch
- Euphorbia angulata Jacq. – wilczomlecz kątowy
- Euphorbia angusta Engelm.
- Euphorbia angustiflora Pax
- Euphorbia anisopetala (Prokh.) Prokh.
- Euphorbia ankaranae Leandri
- Euphorbia ankarensis Boiteau
- Euphorbia ankazobensis Rauh & Hofstätter
- Euphorbia annamarieae Rauh
- Euphorbia anoplia Stapf
- Euphorbia anthonyi Brandegee
- Euphorbia anthula Lavrent. & Papan.
- Euphorbia antilibanotica Mouterde
- Euphorbia antiquorum L.
- Euphorbia antisyphilitica Zucc.
- Euphorbia antonii Oudejans
- Euphorbia antso Denis
- Euphorbia anychioides Boiss.
- Euphorbia apatzingana McVaugh
- Euphorbia aphylla Brouss. ex Willd.
- Euphorbia apicata L.C.Wheeler
- Euphorbia apios L.
- Euphorbia apocynoides Klotzsch
- Euphorbia appariciana Rizzini
- Euphorbia appendiculata P.R.O.Bally & S.Carter
- Euphorbia applanata Thulin & Al-Gifri
- Euphorbia aprica Baill.
- Euphorbia apurimacensis Croizat
- Euphorbia arabica Hochst. & Steud. ex T.Anderson
- Euphorbia arabicoides N.E.Br.
- Euphorbia arahaka Poiss.
- Euphorbia araucana Phil.
- Euphorbia arbuscula Balf.f.
- Euphorbia arceuthobioides Boiss.
- Euphorbia ardonensis Galushko
- Euphorbia arenaria Kunth
- Euphorbia arenarioides Gagnep.
- Euphorbia argillicola Dinter
- Euphorbia argillosa Chodat & Hassl.
- Euphorbia arguta Banks & Sol.
- Euphorbia arida N.E.Br.
- Euphorbia ariensis Kunth
- Euphorbia aristata Schmalh.
- Euphorbia arizonica Engelm.
- Euphorbia armourii Millsp.
- Euphorbia armstrongiana Boiss.
- Euphorbia arnottiana Endl.
- Euphorbia arrecta N.E.Br.
- Euphorbia arteagae W.R.Buck & Huft
- Euphorbia articulata Burm.
- Euphorbia artifolia N.E.Br.
- Euphorbia arvalis Boiss. & Heldr.
- Euphorbia asclepiadea Milne-Redh.
- Euphorbia aserbajdzhanica Bordz.
- Euphorbia aspericaulis Pax
- Euphorbia asthenacantha S.Carter
- Euphorbia astrophora J.G.Marx
- Euphorbia astyla Engelm. ex Boiss.
- Euphorbia atoto G.Forst.
- Euphorbia atrispina N.E.Br.
- Euphorbia atrocarmesina L.C.Leach
- Euphorbia atrococca A.Heller
- Euphorbia atroflora S.Carter
- Euphorbia atropurpurea Brouss. ex Willd.
- Euphorbia atrox F.K.Horw. ex S.Carter
- Euphorbia attastoma Rizzini
- Euphorbia aucheri Boiss.
- Euphorbia aulacosperma Boiss.
- Euphorbia aureoviridiflora (Rauh) Rauh
- Euphorbia australis Boiss.
- Euphorbia austriaca A.Kern. – wilczomlecz austriacki
- Euphorbia austroanatolica Hub.-Mor. & M.S.Khan
- Euphorbia avasmontana Dinter
- Euphorbia awashensis M.G.Gilbert
- Euphorbia azorica Hochst.
- Euphorbia baetica Boiss.
- Euphorbia baga A.Chev.
- Euphorbia bagyrensis Stepanov
- Euphorbia bahiensis (Klotzsch & Garcke) Boiss.
- Euphorbia baioensis S.Carter
- Euphorbia balakrishnanii Binojk. & Gopalan
- Euphorbia balbisii Boiss.
- Euphorbia baleensis M.G.Gilbert
- Euphorbia baliola N.E.Br.
- Euphorbia ballyana Rauh
- Euphorbia ballyi S.Carter
- Euphorbia balsamifera Aiton
- Euphorbia banae Rauh
- Euphorbia baradii S.Carter
- Euphorbia barbicollis P.R.O.Bally
- Euphorbia bariensis S.Carter
- Euphorbia barnardii A.C.White, R.A.Dyer & B.Sloane
- Euphorbia barrelieri Savi
- Euphorbia bartolomei Greene
- Euphorbia basarabica Prodán
- Euphorbia basargica Prodán
- Euphorbia baueri Engelm. ex Boiss.
- Euphorbia baumii Pax
- Euphorbia baxanica Galushko
- Euphorbia bayeri L.C.Leach
- Euphorbia baylissii L.C.Leach
- Euphorbia beamanii M.C.Johnst.
- Euphorbia beharensis Leandri
- Euphorbia beillei A.Chev.
- Euphorbia belgradica Forssk.
- Euphorbia bemarahaensis Rauh & Mangelsdorff
- Euphorbia benthamii Hiern
- Euphorbia berevoensis Lawant & Buddens.
- Euphorbia bergeri N.E.Br.
- Euphorbia bergii A.C.White, R.A.Dyer & B.Sloane
- Euphorbia berorohae Rauh & Hofstätter
- Euphorbia berotica N.E.Br.
- Euphorbia bertemariae Bisseret & Dioli
- Euphorbia berteroana Balb. ex Spreng.
- Euphorbia berthelotii Bolle ex Boiss.
- Euphorbia berythea Boiss. & Blanche
- Euphorbia besseri (Klotzsch & Garcke) Boiss.
- Euphorbia betacea Baill.
- Euphorbia betulicortex M.G.Gilbert
- Euphorbia biaculeata Denis
- Euphorbia bianoensis (Malaisse & Lecron) Bruyns
- Euphorbia bicolor Engelm. & A.Gray
- Euphorbia bicompacta Bruyns
- Euphorbia biconvexa Domin
- Euphorbia bifida Hook. & Arn.
- Euphorbia bifurcata Engelm.
- Euphorbia biharamulensis S.Carter
- Euphorbia bilobata Engelm.
- Euphorbia biselegans Bruyns
- Euphorbia bisellenbeckii Bruyns
- Euphorbia bisglobosa Bruyns
- Euphorbia bitataensis M.G.Gilbert
- Euphorbia biumbellata Poir.
- Euphorbia bivonae Steud.
- Euphorbia blatteri Oudejans
- Euphorbia blepharophylla C.A.Mey. ex Ledeb.
- Euphorbia blodgettii Engelm. ex Hitchc.
- Euphorbia bodenghieniae (Malaisse & Lecron) Bruyns
- Euphorbia boerhaviifolia (Klotzsch & Garcke) Boiss.
- Euphorbia boerhavioides Rusby
- Euphorbia boinensis Denis ex Humbert & Leandri
- Euphorbia boissieri Baill.
- Euphorbia boissieriana (Woronow) Prokh.
- Euphorbia boiteaui Leandri
- Euphorbia boivinii Boiss.
- Euphorbia bolusii N.E.Br.
- Euphorbia bombensis Jacq.
- Euphorbia bongensis Kotschy & Peyr. ex Boiss.
- Euphorbia bongolavensis Rauh
- Euphorbia bonplandii Sweet
- Euphorbia boophthona C.A.Gardner
- Euphorbia borbonica Boiss.
- Euphorbia borealis Baikov
- Euphorbia borenensis M.G.Gilbert
- Euphorbia bosseri Leandri
- Euphorbia bottae Boiss.
- Euphorbia bougheyi L.C.Leach
- Euphorbia bouleyi S.Moore
- Euphorbia bourgeana J.Gay ex Boiss.
- Euphorbia brachiata (Klotzsch & Garcke) E.Mey. ex Boiss.
- Euphorbia brachycera Engelm.
- Euphorbia brachyphylla Denis
- Euphorbia bracteata Jacq.
- Euphorbia brakdamensis N.E.Br.
- Euphorbia brandegeei Millsp.
- Euphorbia brassii P.I.Forst.
- Euphorbia braunsii N.E.Br.
- Euphorbia bravoana Svent.
- Euphorbia breviarticulata Pax
- Euphorbia brevicornu Pax
- Euphorbia brevirama N.E.Br.
- Euphorbia brevis N.E.Br.
- Euphorbia brevitorta P.R.O.Bally
- Euphorbia briquetii Emb. & Maire
- Euphorbia brittonii Millsp.
- Euphorbia brownii Baill.
- Euphorbia brunellii Chiov.
- Euphorbia bruntii (Proctor) Oudejans
- Euphorbia bruynsii L.C.Leach
- Euphorbia bubalina Boiss.
- Euphorbia buchtormensis C.A.Mey. ex Ledeb.
- Euphorbia buhsei Boiss.
- Euphorbia bulbispina Rauh & Razaf.
- Euphorbia bungei Boiss.
- Euphorbia bupleurifolia Jacq.
- Euphorbia bupleuroides Desf.
- Euphorbia burchellii Müll.Arg.
- Euphorbia burgeri M.G.Gilbert
- Euphorbia burkartii Bacigalupo
- Euphorbia burmanica Hook.f.
- Euphorbia burmanni (Klotzsch & Garcke) E.Mey. ex Boiss.
- Euphorbia buruana Pax
- Euphorbia buschiana Grossh.
- Euphorbia bussei Pax
- Euphorbia buxoides Radcl.-Sm.
- Euphorbia bwambensis S.Carter
- Euphorbia cactus Ehrenb. ex Boiss.
- Euphorbia caducifolia Haines
- Euphorbia caeladenia Boiss.
- Euphorbia caerulescens Haw.
- Euphorbia caesia Kar. & Kir.
- Euphorbia caespitosa Lam.
- Euphorbia calamiformis P.R.O.Bally & S.Carter
- Euphorbia calcarata (Schltdl.) V.W.Steinm.
- Euphorbia calcicola Fernald
- Euphorbia calderoniae V.W.Steinm.
- Euphorbia californica Benth.
- Euphorbia caloderma S.Carter
- Euphorbia calyculata Kunth
- Euphorbia calyptrata Coss. & Kralik
- Euphorbia camagueyensis (Millsp.) Urb.
- Euphorbia cameronii N.E.Br.
- Euphorbia canariensis L.
- Euphorbia candelabrum Trémaux ex Kotschy – wilczomlecz kandelabrowy
- Euphorbia cannellii L.C.Leach
- Euphorbia canuti Parl.
- Euphorbia capansa Ducke
- Euphorbia caperata McVaugh
- Euphorbia caperonioides R.A.Dyer & P.G.Mey.
- Euphorbia capillaris Gagnep.
- Euphorbia capitellata Engelm.
- Euphorbia capitulata Rchb.
- Euphorbia capmanambatoensis Rauh
- Euphorbia capuronii Ursch & Leandri
- Euphorbia caput-aureum Denis
- Euphorbia caput-medusae L.
- Euphorbia carinifolia N.E.Br.
- Euphorbia carinulata P.R.O.Bally & S.Carter
- Euphorbia carissoides F.M.Bailey
- Euphorbia carniolica Jacq.
- Euphorbia carpatica Wol. – wilczomlecz karpacki
- Euphorbia carteriana P.R.O.Bally
- Euphorbia carunculata Waterf.
- Euphorbia carunculifera L.C.Leach
- Euphorbia cashmeriana Royle
- Euphorbia cassia Boiss.
- Euphorbia cassythoides Boiss.
- Euphorbia catamarcensis (Croizat) Subils
- Euphorbia cataractarum S.Carter
- Euphorbia catenata (S.Carter) Bruyns
- Euphorbia caterviflora N.E.Br.
- Euphorbia cattimandoo Elliot ex Wight
- Euphorbia caudiculosa Boiss.
- Euphorbia cayensis Millsp.
- Euphorbia cedrorum Rauh & Hebding
- Euphorbia celastroides Boiss.
- Euphorbia celata R.A.Dyer
- Euphorbia celerieri (Emb.) Emb. ex Vindt
- Euphorbia centralis B.G.Thomson
- Euphorbia centunculoides Kunth
- Euphorbia ceratocarpa Ten.
- Euphorbia cereiformis L.
- Euphorbia ceroderma I.M.Johnst.
- Euphorbia cervicornu Baill.
- Euphorbia cestrifolia Kunth
- Euphorbia chaborasia Gomb.
- Euphorbia chaculana Donn.Sm.
- Euphorbia chaetocalyx (Boiss.) Tidestr.
- Euphorbia chamaecaula Weath.
- Euphorbia chamaeclada Ule
- Euphorbia chamaepeplus Boiss. & Gaill.
- Euphorbia chamaerrhodos Boiss.
- Euphorbia chamaesula Boiss.
- Euphorbia chamaesyce L.
- Euphorbia chamaesycoides B.Nord.
- Euphorbia chamissonis (Klotzsch & Garcke) Boiss.
- Euphorbia chapmanii Oudejans
- Euphorbia characias L. – wilczomlecz błękitnawy
- Euphorbia charleswilsoniana V.Vlk
- Euphorbia cheiradenia Boiss. & Hohen.
- Euphorbia cheirolepis Fisch. & C.A.Mey. ex Karelin
- Euphorbia chenopodiifolia Boiss.
- Euphorbia chersina N.E.Br.
- Euphorbia chersonesa Huft
- Euphorbia chevalieri (N.E.Br.) Bruyns
- Euphorbia chimaera Lipsky
- Euphorbia chiogenes (Small) Oudejans
- Euphorbia chiribensis V.W.Steinm. & Felger
- Euphorbia cibdela N.E.Br.
- Euphorbia cikaea F.K.Mey.
- Euphorbia cinerascens Engelm.
- Euphorbia citrina S.Carter
- Euphorbia clandestina Jacq.
- Euphorbia clarae (Malaisse & Lecron) Bruyns
- Euphorbia clarkeana Hook.f.
- Euphorbia classenii P.R.O.Bally & S.Carter
- Euphorbia clava Jacq.
- Euphorbia clavarioides Boiss.
- Euphorbia clavidigitata Gage
- Euphorbia clavigera N.E.Br.
- Euphorbia claytonioides Pax
- Euphorbia clementei Boiss.
- Euphorbia clivicola R.A.Dyer
- Euphorbia clusiifolia Hook. & Arn.
- Euphorbia coalcomanensis (Croizat) V.W.Steinm.
- Euphorbia coccinea B.Heyne ex Roth
- Euphorbia coerulans Pax
- Euphorbia coghlanii F.M.Bailey
- Euphorbia collenetteae Al-Zahrani & El-Karemy
- Euphorbia colletioides Benth.
- Euphorbia colliculina A.C.White, R.A.Dyer & B.Sloane
- Euphorbia colligata V.W.Steinm.
- Euphorbia colorata Engelm.
- Euphorbia colubrina P.R.O.Bally & S.Carter
- Euphorbia columnaris P.R.O.Bally
- Euphorbia comans W.Fitzg.
- Euphorbia commersonii Baill.
- Euphorbia commutata Engelm. ex A.Gray
- Euphorbia comosa Vell.
- Euphorbia complanata Warb.
- Euphorbia complexa R.A.Dyer
- Euphorbia compressa Boiss.
- Euphorbia concanensis Janarth. & S.R.Yadav
- Euphorbia condylocarpa M.Bieb.
- Euphorbia conferta (Small) B.E.Sm.
- Euphorbia confinalis R.A.Dyer
- Euphorbia confluens Nel
- Euphorbia congestiflora L.C.Leach
- Euphorbia coniosperma Boiss. & Buhse
- Euphorbia connata Boiss.
- Euphorbia consanguinea Schrenk
- Euphorbia consoquitlae Brandegee
- Euphorbia conspicua N.E.Br.
- Euphorbia contorta L.C.Leach
- Euphorbia convolvuloides Hochst. ex Benth.
- Euphorbia conzattii V.W.Steinm.
- Euphorbia cooperi N.E.Br. ex A.Berger
- Euphorbia copiapina Phil.
- Euphorbia corallioides L.
- Euphorbia cordatella Oudejans
- Euphorbia cordellata Haw.
- Euphorbia cordifolia Elliott
- Euphorbia cornastra (Dressler) Radcl.-Sm.
- Euphorbia corniculata R.A.Dyer
- Euphorbia cornigera Boiss.
- Euphorbia corollata L.
- Euphorbia correllii M.C.Johnst.
- Euphorbia correntina Parodi
- Euphorbia corrigioloides Boiss.
- Euphorbia corsica Req.
- Euphorbia corymbosa N.E.Br.
- Euphorbia cossoniana Boiss.
- Euphorbia cotinifolia L.
- Euphorbia cowellii (Millsp. ex Britton) Oudejans
- Euphorbia cozumelensis Millsp.
- Euphorbia craspedia Boiss.
- Euphorbia crassinodis Urb.
- Euphorbia crassipes Marloth
- Euphorbia creberrima McVaugh
- Euphorbia crebrifolia S.Carter
- Euphorbia cremersii Rauh & Razaf.
- Euphorbia crenata (N.E.Br.) Bruyns
- Euphorbia crenulata Engelm.
- Euphorbia crepitata L.C.Wheeler
- Euphorbia crepuscula (L.C.Wheeler) Steinm. & Felger
- Euphorbia cressoides M.C.Johnst.
- Euphorbia crispa (Haw.) Sweet
- Euphorbia cristata B.Heyne ex Roth
- Euphorbia croizatii Leandri
- Euphorbia crossadenia Pax & K.Hoffm.
- Euphorbia crotonoides Boiss.
- Euphorbia cruentata Graham
- Euphorbia cryptocaulis M.G.Gilbert
- Euphorbia cryptospinosa P.R.O.Bally
- Euphorbia cubensis Boiss.
- Euphorbia cuchumatanensis Standl. & Steyerm.
- Euphorbia cucumerina Willd.
- Euphorbia culminicola Ant.Molina
- Euphorbia cumbrae Boiss.
- Euphorbia cumulata R.A.Dyer
- Euphorbia cumulicola (Small) Oudejans
- Euphorbia cuneata Vahl
- Euphorbia cuneifolia Guss.
- Euphorbia cuneneana L.C.Leach
- Euphorbia cupricola (Malaisse & Lecron) Bruyns
- Euphorbia cuprispina S.Carter
- Euphorbia cupularis Boiss.
- Euphorbia curocana L.C.Leach
- Euphorbia curtisii Engelm.
- Euphorbia curvirama R.A.Dyer
- Euphorbia cuspidata Bertol.
- Euphorbia cussonioides P.R.O.Bally
- Euphorbia cyathophora Murray
- Euphorbia cylindrica Marloth ex A.C.White, R.A.Dyer & B.Sloane
- Euphorbia cylindrifolia Marn.-Lap. & Rauh
- Euphorbia cymbifera (Schltdl.) V.W.Steinm.
- Euphorbia cymbiformis Rusby
- Euphorbia cymosa Poir.
- Euphorbia cyparissias L. – wilczomlecz sosnka
- Euphorbia cyparissioides Pax
- Euphorbia cyri V.W.Steinm.
- Euphorbia cyrtophylla (Prokh.) Prokh.
- Euphorbia czerepanovii Geltman
- Euphorbia dahurica Peschkova
- Euphorbia dalettiensis M.G.Gilbert
- Euphorbia dallachyana Baill.
- Euphorbia damarana L.C.Leach
- Euphorbia damasoi Oudejans
- Euphorbia darbandensis N.E.Br.
- Euphorbia dasyacantha S.Carter
- Euphorbia dauana S.Carter
- Euphorbia davidii Subils
- Euphorbia daviesii E.A.Bruce
- Euphorbia davisii M.L.S.Khan
- Euphorbia davyi N.E.Br.
- Euphorbia dawei N.E.Br.
- Euphorbia debilispina L.C.Leach
- Euphorbia decaryi Guillaumin
- Euphorbia deccanensis V.S.Raju
- Euphorbia decepta N.E.Br.
- Euphorbia decidua P.R.O.Bally & L.C.Leach
- Euphorbia decliviticola L.C.Leach
- Euphorbia decorsei Drake
- Euphorbia dedzana L.C.Leach
- Euphorbia deflexa Sibth. & Sm.
- Euphorbia defoliata Urb.
- Euphorbia degeneri Sherff
- Euphorbia deightonii Croizat
- Euphorbia dekindtii Pax
- Euphorbia delicatissima S.Carter
- Euphorbia delicatula Boiss.
- Euphorbia delphinensis Ursch & Leandri
- Euphorbia deltobracteata (Prokh.) Prokh.
- Euphorbia deltoidea Engelm. ex Chapm.
- Euphorbia demissa L.C.Leach
- Euphorbia dendroides L. – wilczomlecz drzewiasty
- Euphorbia denisiana Guillaumin
- Euphorbia denisii Oudejans
- Euphorbia densa Schrenk
- Euphorbia densiflora (Klotzsch) Klotzsch
- Euphorbia densifolia K.Koch
- Euphorbia densispina S.Carter
- Euphorbia densiuscula Popov
- Euphorbia densiusculiformis (Pazij) Botsch.
- Euphorbia dentata Michx.
- Euphorbia denticulata Lam.
- Euphorbia dentosa I.M.Johnst.
- Euphorbia depauperata Hochst. ex A.Rich.
- Euphorbia deppeana Boiss.
- Euphorbia derickii V.W.Steinm.
- Euphorbia descampsii (Pax) Bruyns
- Euphorbia desmondii Keay & Milne-Redh.
- Euphorbia dhofarensis S.Carter
- Euphorbia diazlunana (J.Lomelí & Sahagun) V.W.Steinm.
- Euphorbia dichroa S.Carter
- Euphorbia didiereoides Denis ex Leandri
- Euphorbia digestiva Rojas Acosta
- Euphorbia dilobadena S.Carter
- Euphorbia dilunguensis (Malaisse & Lecron) Bruyns
- Euphorbia diminuta S.Carter
- Euphorbia dimorphocaulon P.H.Davis
- Euphorbia dinteri A.Berger
- Euphorbia dioeca Kunth
- Euphorbia dioscoreoides Boiss.
- Euphorbia discoidalis Chapm.
- Euphorbia discoidea (P.R.O.Bally) Bruyns
- Euphorbia discrepans S.Carter
- Euphorbia dispersa L.C.Leach
- Euphorbia dissitispina L.C.Leach
- Euphorbia distans W.Fitzg.
- Euphorbia distinctissima L.C.Leach
- Euphorbia diuretica Larrañaga
- Euphorbia djimilensis Boiss.
- Euphorbia dolichoceras S.Carter
- Euphorbia doloensis M.G.Gilbert
- Euphorbia donii Oudejans
- Euphorbia dracunculoides Lam.
- Euphorbia dregeana E.Mey. ex Boiss.
- Euphorbia dressleri V.W.Steinm.
- Euphorbia drummondii Boiss.
- Euphorbia drupifera Thonn.
- Euphorbia dubovikii Oudejans
- Euphorbia duckei (Croizat) Oudejans
- Euphorbia duclouxii Radcl.-Sm.
- Euphorbia dugandiana Croizat
- Euphorbia dulcis L. – wilczomlecz słodki
- Euphorbia dumalis S.Carter
- Euphorbia dumeticola P.R.O.Bally & S.Carter
- Euphorbia dunensis S.Carter
- Euphorbia durandoi Chabert
- Euphorbia duranii Ursch & Leandri
- Euphorbia duriuscula Pax & K.Hoffm. ex Herzog
- Euphorbia duseimata R.A.Dyer
- Euphorbia dussii Krug & Urb. ex Duss
- Euphorbia duvalii Lecoq & Lamotte
- Euphorbia dwyeri D.G.Burch
- Euphorbia eanophylla Croizat
- Euphorbia ebracteolata Hayata
- Euphorbia echinulata (Stapf) Bruyns
- Euphorbia ecklonii (Klotzsch & Garcke) Baill.
- Euphorbia ecorniculata Kitam.
- Euphorbia edmondii Hochr.
- Euphorbia eduardoi L.C.Leach
- Euphorbia eggersii Urb.
- Euphorbia eglandulosa V.W.Steinm.
- Euphorbia eichleri Müll.Arg.
- Euphorbia eilensis S.Carter
- Euphorbia einensis G.Will.
- Euphorbia elastica Jum.
- Euphorbia eleanoriae (D.H.Lorence & W.L.Wagner) Govaerts
- Euphorbia elegans Spreng.
- Euphorbia elegantissima P.R.O.Bally & S.Carter
- Euphorbia ellenbeckii Pax
- Euphorbia elliotii Leandri
- Euphorbia ellipsifolia Gilli
- Euphorbia elodes Boiss.
- Euphorbia elquiensis Phil.
- Euphorbia elymaitica Bornm.
- Euphorbia emetica Padilla
- Euphorbia emirnensis Baker
- Euphorbia engelmannii Boiss.
- Euphorbia engleri Pax
- Euphorbia engleriana Dinter
- Euphorbia enopla Boiss.
- Euphorbia enormis N.E.Br.
- Euphorbia ensifolia Baker
- Euphorbia enterophora Drake
- Euphorbia ephedroides E.Mey. ex Boiss.
- Euphorbia ephedromorpha Bartlett ex B.L.Rob. & Bartlett
- Euphorbia epicyparissias (E.Mey. ex Klotzsch & Garcke) Boiss.
- Euphorbia epiphylloides Kurz
- Euphorbia epithymoides L. – wilczomlecz pstry
- Euphorbia equisetiformis A.Stewart
- Euphorbia eranthes R.A.Dyer & Milne-Redh.
- Euphorbia eriantha Benth.
- Euphorbia ericoides Lam.
- Euphorbia erigavensis S.Carter
- Euphorbia erinacea Boiss. & Kotschy
- Euphorbia eriophora Boiss.
- Euphorbia erlangeri Pax
- Euphorbia ernestii N.E.Br.
- Euphorbia erubescens Boiss.
- Euphorbia erythradenia Boiss.
- Euphorbia erythrina Link
- Euphorbia erythrocephala P.R.O.Bally & Milne-Redh.
- Euphorbia erythroclada Boiss.
- Euphorbia erythrocucullata Mangelsdorff
- Euphorbia erythrodon Boiss. & Heldr.
- Euphorbia erythroxyloides Baker
- Euphorbia esculenta Marloth
- Euphorbia espinosa Pax
- Euphorbia estevesii N.Zimm. & P.J.Braun
- Euphorbia esula L. – wilczomlecz lancetowaty
- Euphorbia esuliformis Nees & Schauer
- Euphorbia etuberculosa P.R.O.Bally & S.Carter
- Euphorbia eugeniae Prokh.
- Euphorbia euonymoclada Croizat
- Euphorbia eustacei N.E.Br.
- Euphorbia evansii Pax
- Euphorbia excelsa A.C.White, R.A.Dyer & B.Sloane
- Euphorbia excisa Urb. & Ekman
- Euphorbia exigua L. – wilczomlecz drobny
- Euphorbia exilis L.C.Leach
- Euphorbia exilispina S.Carter
- Euphorbia exserta (Small) Coker
- Euphorbia exstipulata Engelm.
- Euphorbia eyassiana P.R.O.Bally & S.Carter
- Euphorbia eylesii Rendle
- Euphorbia falcata L. – wilczomlecz sierpowaty
- Euphorbia famatamboay F.Friedmann & Cremers
- Euphorbia fanshawei L.C.Leach
- Euphorbia fascicaulis S.Carter
- Euphorbia fasciculata Thunb.
- Euphorbia faucicola L.C.Leach
- Euphorbia fauriei H.Lév. & Vaniot
- Euphorbia feddemae McVaugh
- Euphorbia fendleri Torr. & A.Gray
- Euphorbia ferganensis B.Fedtsch.
- Euphorbia ferox Marloth
- Euphorbia fianarantsoae Ursch & Leandri
- Euphorbia fiherenensis Poiss.
- Euphorbia filicaulis Urb.
- Euphorbia filiflora Marloth
- Euphorbia filiformis (P.R.O.Bally) Bruyns
- Euphorbia filipes Benth.
- Euphorbia fimbriata Scop.
- Euphorbia fimbrilligera Mart.
- Euphorbia finkii (Boiss.) V.W.Steinm.
- Euphorbia fischeri Pax
- Euphorbia fischeriana Steud.
- Euphorbia fissispina P.R.O.Bally & S.Carter
- Euphorbia fistulosa M.L.S.Khan
- Euphorbia flanaganii N.E.Br.
- Euphorbia flavicoma DC.
- Euphorbia fleckii Pax
- Euphorbia flindersica Halford & W.K.Harris
- Euphorbia floribunda Engelm. ex Boiss.
- Euphorbia florida Engelm.
- Euphorbia floridana Chapm.
- Euphorbia fluminis S.Carter
- Euphorbia foliolosa Boiss.
- Euphorbia foliosa (Klotzsch & Garcke) N.E.Br.
- Euphorbia fontqueriana Greuter
- Euphorbia forolensis L.E.Newton
- Euphorbia forsskalii J.Gay
- Euphorbia fortissima L.C.Leach
- Euphorbia fortuita A.C.White, R.A.Dyer & B.Sloane
- Euphorbia fosbergii (J.Florence) Govaerts
- Euphorbia fractiflexa S.Carter & J.R.I.Wood
- Euphorbia fragifera Jan
- Euphorbia franchetii B.Fedtsch.
- Euphorbia franckiana A.Berger
- Euphorbia francoana Boiss.
- Euphorbia francoisii Leandri
- Euphorbia frankii Lavranos
- Euphorbia franksiae N.E.Br.
- Euphorbia fraseri Boiss.
- Euphorbia friedrichiae Dinter
- Euphorbia friesii (N.E.Br.) Bruyns
- Euphorbia friesiorum (Hassl.) S.Carter
- Euphorbia fruticosa Forssk.
- Euphorbia fruticulosa Engelm. ex Boiss.
- Euphorbia fulgens Karw. ex Klotzsch
- Euphorbia furcata N.E.Br.
- Euphorbia furcatifolia M.G.Gilbert
- Euphorbia furcillata Kunth
- Euphorbia fusca Marloth
- Euphorbia fuscolanata Gilli
- Euphorbia fusiformis Buch.-Ham. ex D.Don
- Euphorbia fwambensis (N.E.Br.) Bruyns
- Euphorbia gaditana Coss.
- Euphorbia gaillardotii Boiss. & Blanche
- Euphorbia galapageia B.L.Rob. & Greenm.
- Euphorbia galgalana S.Carter
- Euphorbia gamkensis J.G.Marx
- Euphorbia gammaranoi G.Will.
- Euphorbia garanbiensis Hayata
- Euphorbia garberi Engelm. ex Chapm.
- Euphorbia gariepina Boiss.
- Euphorbia garkeana Boiss.
- Euphorbia garuana N.E.Br.
- Euphorbia gasparrinii Boiss.
- Euphorbia gatbergensis N.E.Br.
- Euphorbia gaubae (Soják) Radcl.-Sm.
- Euphorbia gaudichaudii Boiss.
- Euphorbia gaumeri Millsp.
- Euphorbia gayi Salis
- Euphorbia gebelica Brullo
- Euphorbia gedrosiaca Rech.f., Aellen & Esfand.
- Euphorbia geldorensis S.Carter
- Euphorbia gemmea P.R.O.Bally & S.Carter
- Euphorbia genistoides P.J.Bergius
- Euphorbia genoudiana Ursch & Leandri
- Euphorbia gentilis N.E.Br.
- Euphorbia gentryi V.W.Steinm. & T.F.Daniel
- Euphorbia georgei Oudejans
- Euphorbia germainii Phil.
- Euphorbia geroldii Rauh
- Euphorbia geyeri Engelm. & A.Gray
- Euphorbia giessii L.C.Leach
- Euphorbia gilbertiana Bisseret & Specks
- Euphorbia gillettii P.R.O.Bally & S.Carter
- Euphorbia giumboensis A.Hässl.
- Euphorbia glaberrima K.Koch
- Euphorbia glabriflora Vis.
- Euphorbia gladiata (P.R.O.Bally) Bruyns
- Euphorbia glandularis L.C.Leach & G.Will.
- Euphorbia glanduligera Pax
- Euphorbia glareosa Pall. ex M.Bieb.
- Euphorbia glauca G.Forst.
- Euphorbia globosa (Haw.) Sims
- Euphorbia globulicaulis S.Carter
- Euphorbia glochidiata Pax
- Euphorbia glyptosperma Engelm.
- Euphorbia godana Buddens., Lawant & Lavranos
- Euphorbia goetzei Pax
- Euphorbia goliana Comm. ex Lam.
- Euphorbia gollmeriana Klotzsch ex Boiss.
- Euphorbia golondrina L.C.Wheeler
- Euphorbia gorenflotii Mobayen
- Euphorbia gorgonis A.Berger
- Euphorbia gossypina Pax
- Euphorbia gottlebei Rauh
- Euphorbia goudotii Boiss.
- Euphorbia goyazensis Boiss.
- Euphorbia gracilicaulis L.C.Leach
- Euphorbia gracilior Cronquist
- Euphorbia graciliramea Pax
- Euphorbia gracillima S.Watson
- Euphorbia gradyi V.W.Steinm. & Ram.-Roa
- Euphorbia graminea Jacq.
- Euphorbia graminifolia Vill.
- Euphorbia grammata (McVaugh) Oudejans
- Euphorbia grandialata R.A.Dyer
- Euphorbia grandicornis Goebel ex N.E.Br.
- Euphorbia grandidens Haw.
- Euphorbia grandidieri Baill.
- Euphorbia grandifolia Haw.
- Euphorbia grandilobata Chiov.
- Euphorbia graniticola L.C.Leach
- Euphorbia grantii Oliv.
- Euphorbia granulata Forssk.
- Euphorbia greenwayi P.R.O.Bally & S.Carter
- Euphorbia gregaria Marloth
- Euphorbia gregersenii K.Malý ex Beck
- Euphorbia greggii Engelm. ex Boiss.
- Euphorbia greuteri N.Kilian, Kürschner & P.Hein
- Euphorbia griffithii Hook.f.
- Euphorbia grisea Engelm. ex Boiss.
- Euphorbia griseola Pax
- Euphorbia grisophylla M.L.S.Khan
- Euphorbia groenewaldii R.A.Dyer
- Euphorbia grosseri Pax
- Euphorbia grossheimii (Prokh.) Prokh.
- Euphorbia guachanca Azara
- Euphorbia guadalajarana S.Watson
- Euphorbia guanarensis Pittier
- Euphorbia guatemalensis Standl. & Steyerm.
- Euphorbia gueinzii Boiss.
- Euphorbia guentheri (Pax) Bruyns
- Euphorbia guerichiana Pax ex Engl.
- Euphorbia guiengola W.R.Buck & Huft
- Euphorbia guillauminiana Boiteau
- Euphorbia guineensis Brot. ex N.E.Br.
- Euphorbia gulestanica Podlech
- Euphorbia gumaroi J.Meyrán
- Euphorbia gummifera Boiss.
- Euphorbia gundlachii Urb.
- Euphorbia guntensis (Prokh.) Prokh.
- Euphorbia guyoniana Boiss. & Reut.
- Euphorbia gymnocalycioides M.G.Gilbert & S.Carter
- Euphorbia gymnoclada Boiss.
- Euphorbia gymnonota Urb.
- Euphorbia gypsicola Rech.f. & Aellen
- Euphorbia gypsophila S.Carter
- Euphorbia hadramautica Baker
- Euphorbia haeleeleana Herbst
- Euphorbia haematantha Boiss.
- Euphorbia hainanensis Croizat
- Euphorbia hajhirensis Radcl.-Sm.
- Euphorbia hakutosanensis Hurus.
- Euphorbia halemanui Sherff
- Euphorbia halipedicola L.C.Leach
- Euphorbia hallii R.A.Dyer
- Euphorbia hamaderoensis A.G.Mill.
- Euphorbia hamata (Haw.) Sweet
- Euphorbia handeniensis S.Carter
- Euphorbia handiensis Burchard
- Euphorbia hararensis Pax
- Euphorbia haussknechtii Boiss.
- Euphorbia hebecarpa Boiss.
- Euphorbia hedigeriana (Malaisse) Bruyns
- Euphorbia hedyotoides N.E.Br.
- Euphorbia heishuiensis W.T.Wang
- Euphorbia heldreichii Orph. ex Boiss.
- Euphorbia helenae Urb.
- Euphorbia heleniana Thell. & Stapf
- Euphorbia helioscopia L. – wilczomlecz obrotny
- Euphorbia helleri Millsp.
- Euphorbia helwigii Urb. & Ekman
- Euphorbia henricksonii M.C.Johnst.
- Euphorbia hepatica Urb. & Ekman
- Euphorbia heptagona L.
- Euphorbia heptapotamica Golosk.
- Euphorbia heraldiana (Millsp.) Oudejans
- Euphorbia herbacea (Pax) Bruyns
- Euphorbia herbstii (W.L.Wagner) Oudejans
- Euphorbia herman-schwartzii Rauh
- Euphorbia herniariifolia Willd.
- Euphorbia herrei A.C.White, R.A.Dyer & B.Sloane
- Euphorbia herteri Arechav.
- Euphorbia heteradena Jaub. & Spach
- Euphorbia heterochroma Pax
- Euphorbia heterodoxa Müll.Arg.
- Euphorbia heterophylla L.
- Euphorbia heteropodum Pax
- Euphorbia heterospina S.Carter
- Euphorbia hexadenia Denis
- Euphorbia hexagona Nutt. ex Spreng.
- Euphorbia hexagonoides S.Watson
- Euphorbia heyligersiana P.I.Forst.
- Euphorbia heyneana Spreng.
- Euphorbia hiernii (Croizat) Oudejans
- Euphorbia hieroglyphica Coss. & Durieu ex Boiss.
- Euphorbia hieronymi Subils
- Euphorbia hierosolymitana Boiss.
- Euphorbia hildebrandtii Baill.
- Euphorbia hillebrandii H.Lév.
- Euphorbia hindsiana Benth.
- Euphorbia hinkleyorum I.M.Johnst.
- Euphorbia hintonii L.C.Wheeler
- Euphorbia hirsuta L.
- Euphorbia hirta L.
- Euphorbia hirtella Boiss.
- Euphorbia hispida Boiss.
- Euphorbia hockii De Wild.
- Euphorbia hoffmanniana (Klotzsch & Garcke) Boiss.
- Euphorbia hofstaetteri Rauh
- Euphorbia holmesiae Lavranos
- Euphorbia holochlorina Rizzini
- Euphorbia hondurana Standl. & L.O.Williams
- Euphorbia hooveri L.C.Wheeler
- Euphorbia hopetownensis Nel
- Euphorbia hormentiana Lem.
- Euphorbia hormorrhiza Radcl.-Sm.
- Euphorbia horombensis Ursch & Leandri
- Euphorbia horrida Boiss.
- Euphorbia horwoodii S.Carter & Lavranos
- Euphorbia hottentota Marloth
- Euphorbia hsinchuensis (S.C.Lin & S.M.Chaw) C.Y.Wu & J.S.Ma
- Euphorbia huanchahana (Klotzsch & Garcke) Boiss.
- Euphorbia hubertii Pax
- Euphorbia humayensis Brandegee
- Euphorbia humbertii Denis
- Euphorbia humifusa Willd. – wilczomlecz rozesłany
- Euphorbia humilis C.A.Mey. ex Ledeb.
- Euphorbia humistrata Engelm. ex A.Gray
- Euphorbia hunzikeri Subils
- Euphorbia hyberna L.
- Euphorbia hylonoma Hand.-Mazz.
- Euphorbia hypericifolia L.
- Euphorbia hypogaea Marloth
- Euphorbia hyrcana Grossh.
- Euphorbia hyssopifolia L.
- Euphorbia iancannellii Bruyns
- Euphorbia iberica Boiss.
- Euphorbia iharanae Rauh
- Euphorbia illirica Lam. – wilczomlecz włosisty
- Euphorbia iloitaii Powys & S.Carter
- Euphorbia imerina Cremers
- Euphorbia imitata N.E.Br.
- Euphorbia immersa P.R.O.Bally & S.Carter
- Euphorbia imparispina S.Carter
- Euphorbia impressa Chiov.
- Euphorbia inaequilatera Sond.
- Euphorbia inaequispina N.E.Br.
- Euphorbia inaguaensis Oudejans
- Euphorbia inappendiculata Domin
- Euphorbia inarticulata Schweinf.
- Euphorbia incerta Brandegee
- Euphorbia inconstantia R.A.Dyer
- Euphorbia inculta P.R.O.Bally
- Euphorbia indecora N.E.Br.
- Euphorbia inderiensis Less. ex Kar. & Kir.
- Euphorbia indica Lam.
- Euphorbia indistincta P.I.Forst.
- Euphorbia indivisa (Engelm.) Tidestr.
- Euphorbia indurescens L.C.Leach
- Euphorbia inermis Mill.
- Euphorbia infernidialis V.W.Steinm.
- Euphorbia ingens E.Mey. ex Boiss.
- Euphorbia ingenticapsa L.C.Leach
- Euphorbia innocua L.C.Wheeler
- Euphorbia inornata N.E.Br.
- Euphorbia insarmentosa P.G.Mey.
- Euphorbia insulana Vell.
- Euphorbia insularis Boiss.
- Euphorbia intisy Drake
- Euphorbia intricata S.Carter
- Euphorbia inundata Torr. ex Chapm.
- Euphorbia inundaticola L.C.Leach
- Euphorbia invaginata Croizat
- Euphorbia invenusta (N.E.Br.) Bruyns
- Euphorbia ipecacuanhae L.
- Euphorbia iranshahrii Pahlevani
- Euphorbia irgisensis Litv.
- Euphorbia isacantha Pax
- Euphorbia isaloensis Drake
- Euphorbia isatidifolia Lam.
- Euphorbia isaurica M.L.S.Khan
- Euphorbia itremensis Kimnach & Lavranos
- Euphorbia ivanjohnstonii M.C.Johnst.
- Euphorbia jablonskii V.W.Steinm.
- Euphorbia jacquemontii Boiss.
- Euphorbia jaliscensis B.L.Rob. & Greenm.
- Euphorbia jamesonii Boiss.
- Euphorbia jansenvillensis Nel
- Euphorbia jatrophoides Pax
- Euphorbia jejuna M.C.Johnst. & Warnock
- Euphorbia jenisseiensis Baikov
- Euphorbia jodhpurensis Blatt. & Hallb.
- Euphorbia johannis S.Carter
- Euphorbia johnstonii Mayfield
- Euphorbia jolkinii Boiss.
- Euphorbia josei Oudejans
- Euphorbia joyae P.R.O.Bally & S.Carter
- Euphorbia jubata L.C.Leach
- Euphorbia juglans Compton
- Euphorbia juttae Dinter
- Euphorbia juvoklanti Pax
- Euphorbia kabridarensis Thulin
- Euphorbia kaessneri Pax
- Euphorbia kalbaensis Baikov & I.V.Khan
- Euphorbia kalisana S.Carter
- Euphorbia kamerunica Pax
- Euphorbia kamponii Rauh & Petignat
- Euphorbia kanalensis Boiss.
- Euphorbia kanaorica Boiss.
- Euphorbia kansuensis Prokh.
- Euphorbia kansui S.L.Liou ex S.B.Ho
- Euphorbia kaokoensis (A.C.White, R.A.Dyer & B.Sloane) L.C.Leach
- Euphorbia karibensis S.Carter
- Euphorbia karrooensis (Boiss.) N.E.Br.
- Euphorbia katrajensis Gage
- Euphorbia keithii R.A.Dyer
- Euphorbia kelleri Pax
- Euphorbia kerneri Huter ex A.Kern.
- Euphorbia kerstingii Pax
- Euphorbia khasyana Boiss.
- Euphorbia kilwana N.E.Br.
- Euphorbia kimberleyana (G.Will.) Bruyns
- Euphorbia kimberleyensis B.G.Thomson
- Euphorbia kimmerica Lipsky ex Grossh.
- Euphorbia kingdon-wardii Binojk. & N.P.Balakr.
- Euphorbia kirimzjulica Stepanov
- Euphorbia kiritensis P.R.O.Bally & S.Carter
- Euphorbia kirkii (N.E.Br.) Bruyns
- Euphorbia kischenensis Vierh.
- Euphorbia kitagawae (Hurus.) Kitag.
- Euphorbia klotzschii Oudejans
- Euphorbia knobelii Letty
- Euphorbia knuthii Pax
- Euphorbia kondoi Rauh & Razaf.
- Euphorbia kopetdaghi (Prokh.) Prokh.
- Euphorbia korshinskyi Geltman
- Euphorbia kotschyana Fenzl
- Euphorbia kouandenensis Beille ex A.Chev.
- Euphorbia kozlovii Prokh.
- Euphorbia kraussiana Bernh. ex Krauss
- Euphorbia kudrjaschevii (Pazij) Prokh.
- Euphorbia kundelunguensis (Malaisse) Bruyns
- Euphorbia kuriensis Vierh.
- Euphorbia kurtzii Subils
- Euphorbia kuwaleana O.Deg. & Sherff
- Euphorbia labatii Rauh & Bard.-Vauc.
- Euphorbia lacei Craib
- Euphorbia lacera Boiss.
- Euphorbia laciniata Panigrahi
- Euphorbia lactea Haw.
- Euphorbia lactiflua Phil.
- Euphorbia laevigata Lam.
- Euphorbia lagascae Spreng.
- Euphorbia lagunensis Huft
- Euphorbia lagunillarum Croizat
- Euphorbia laikipiensis S.Carter
- Euphorbia lamarckii Sweet
- Euphorbia lamprocarpa (Prokh.) Prokh.
- Euphorbia lancasteriana Radcl.-Sm.
- Euphorbia lancifolia Schltdl.
- Euphorbia laredana Millsp.
- Euphorbia larica Boiss.
- Euphorbia larranagae Oudejans
- Euphorbia lasiocarpa Klotzsch
- Euphorbia lata Engelm.
- Euphorbia latericolor Brandegee
- Euphorbia lateriflora Schumach.
- Euphorbia lathyris L. – wilczomlecz groszkowy
- Euphorbia latifolia C.A.Mey. ex Ledeb.
- Euphorbia latimammillaris Croizat
- Euphorbia laurifolia Juss. ex Lam.
- Euphorbia lavicola S.Carter
- Euphorbia lavranii L.C.Leach
- Euphorbia lawsonii Binojk. & Dwarakan
- Euphorbia laxa Drake
- Euphorbia lecheoides Millsp.
- Euphorbia ledebourii Boiss.
- Euphorbia ledermanniana Pax & K.Hoffm.
- Euphorbia ledienii A.Berger
- Euphorbia leistneri R.H.Archer
- Euphorbia lenensis Baikov
- Euphorbia lenewtonii S.Carter
- Euphorbia leonardii (D.G.Burch) Radcl.-Sm.
- Euphorbia leontopoda S.Carter
- Euphorbia leptocaula Boiss.
- Euphorbia leptoclada Balf.f.
- Euphorbia letestuana (Denis) Bruyns
- Euphorbia letestui J.Raynal
- Euphorbia letouzeyana (Malaisse) Bruyns
- Euphorbia leucocephala Lotsy
- Euphorbia leucochlamys Chiov.
- Euphorbia leuconeura Boiss. – wilczomlecz białounerwiony
- Euphorbia leucophylla Benth.
- Euphorbia lignosa Marloth
- Euphorbia limaensis Oudejans
- Euphorbia limpopoana L.C.Leach ex S.Carter
- Euphorbia lindenii (S.Carter) Bruyns
- Euphorbia linearibracteata L.C.Leach
- Euphorbia lineata S.Watson
- Euphorbia lingiana C.Shih
- Euphorbia linguiformis McVaugh
- Euphorbia lioui C.Y.Wu & S.J.Ma
- Euphorbia lipskyi (Prokh.) Prokh.
- Euphorbia lissosperma S.Carter
- Euphorbia liukiuensis Hayata
- Euphorbia livida E.Mey. ex Boiss.
- Euphorbia lividiflora L.C.Leach
- Euphorbia loandensis N.E.Br.
- Euphorbia lomelii V.W.Steinm.
- Euphorbia longicornuta S.Watson
- Euphorbia longicruris Scheele
- Euphorbia longinsulicola S.R.Hill
- Euphorbia longispina Chiov.
- Euphorbia longistyla Boiss.
- Euphorbia longituberculosa Hochst. ex Boiss.
- Euphorbia lophiosperma S.Carter
- Euphorbia lophogona Lam.
- Euphorbia lorentzii Müll.Arg.
- Euphorbia loricata Lam.
- Euphorbia lottiae V.W.Steinm.
- Euphorbia louwii L.C.Leach
- Euphorbia luapulana L.C.Leach
- Euphorbia lucida Waldst. & Kit. – wilczomlecz błyszczący
- Euphorbia lucii-smithii B.L.Rob. & Greenm.
- Euphorbia lucorum Rupr.
- Euphorbia ludoviciana Raf.
- Euphorbia lugardae (N.E.Br.) Bruyns
- Euphorbia lukoseana S.Carter
- Euphorbia lumbricalis L.C.Leach
- Euphorbia lundelliana Croizat
- Euphorbia lupatensis N.E.Br.
- Euphorbia lurida Engelm.
- Euphorbia luteoviridis D.G.Long
- Euphorbia lutosa S.Carter
- Euphorbia lutulenta (Croizat) Oudejans
- Euphorbia luzoniensis Merr.
- Euphorbia lycioides Boiss.
- Euphorbia lydenburgensis Schweick. & Letty
- Euphorbia macella N.E.Br.
- Euphorbia macgillivrayi Boiss.
- Euphorbia machrisiae Steyerm.
- Euphorbia maconochieana B.G.Thomson
- Euphorbia macra Hiern
- Euphorbia macraulonia Phil.
- Euphorbia macrocarpa Boiss. & Buhse
- Euphorbia macroceras Fisch. & C.A.Mey.
- Euphorbia macroclada Boiss.
- Euphorbia macroglypha Lem.
- Euphorbia macrophylla Pax
- Euphorbia macropodoides B.L.Rob. & Greenm.
- Euphorbia macropus (Klotzsch & Garcke) Boiss.
- Euphorbia macrorhiza C.A.Mey. ex Ledeb.
- Euphorbia maculata L. – wilczomlecz plamisty
- Euphorbia macvaughii Carvajal & Lomelí
- Euphorbia maddenii Boiss.
- Euphorbia madinahensis Fayed & Al-Zahrani
- Euphorbia mafingensis (Hargr.) Bruyns
- Euphorbia magdalenae Benth.
- Euphorbia magnicapsula S.Carter
- Euphorbia magnifica (E.A.Bruce) Bruyns
- Euphorbia mahabobokensis Rauh
- Euphorbia mahafalensis Denis
- Euphorbia mainty (Poiss.) Denis ex Leandri
- Euphorbia major (Pax) Bruyns
- Euphorbia makallensis S.Carter
- Euphorbia makinoi Hayata
- Euphorbia maleolens E.Phillips
- Euphorbia malevola L.C.Leach
- Euphorbia malleata Boiss.
- Euphorbia malurensis Rech.f.
- Euphorbia malvana Maire
- Euphorbia mamfwensis (Malaisse & Lecron) Bruyns
- Euphorbia mammillaris L.
- Euphorbia mandravioky Leandri
- Euphorbia mangelsdorffii Rauh
- Euphorbia mangokyensis Denis
- Euphorbia mangorensis Leandri
- Euphorbia marayensis Subils
- Euphorbia maresii Knoche
- Euphorbia margalidiana Kuhbier & Lewej.
- Euphorbia margaretae S.Carter
- Euphorbia marginata Pursh – wilczomlecz obrzeżony, w. białobrzegi
- Euphorbia maritae Rauh
- Euphorbia marlothiana N.E.Br.
- Euphorbia maromokotrensis Rebmann
- Euphorbia marrupana Bruyns
- Euphorbia marsabitensis S.Carter
- Euphorbia marschalliana Boiss.
- Euphorbia martinae Rauh
- Euphorbia maryrichardsiae G.Will.
- Euphorbia masirahensis Ghaz.
- Euphorbia matabelensis Pax
- Euphorbia matritensis Boiss.
- Euphorbia mauritanica L.
- Euphorbia maysillesii McVaugh
- Euphorbia mazicum Emb. & Maire
- Euphorbia mcvaughiana M.C.Johnst.
- Euphorbia medicaginea Boiss.
- Euphorbia meenae S.Carter
- Euphorbia megalatlantica Ball
- Euphorbia megalocarpa Rech.f.
- Euphorbia melanadenia Torr. & A.Gray
- Euphorbia melanocarpa Boiss.
- Euphorbia melanohydrata Nel
- Euphorbia melitensis Parl.
- Euphorbia mellifera Aiton
- Euphorbia meloformis Aiton
- Euphorbia memoralis R.A.Dyer
- Euphorbia mendezii Boiss.
- Euphorbia mercurialina Michx.
- Euphorbia meridensis Pittier
- Euphorbia meridionalis P.R.O.Bally & S.Carter
- Euphorbia mertonii Fosberg
- Euphorbia mesembryanthemifolia Jacq.
- Euphorbia meuleniana O.Schwartz
- Euphorbia mexiae Standl.
- Euphorbia meyeniana Klotzsch
- Euphorbia meyeriana Galushko
- Euphorbia michaelii Thulin
- Euphorbia micracantha Boiss.
- Euphorbia micractina Boiss.
- Euphorbia micradenia Boiss.
- Euphorbia microcarpa (Prokh.) Krylov
- Euphorbia microcephala Boiss.
- Euphorbia micromera Boiss. ex Engelm.
- Euphorbia microsciadia Boiss.
- Euphorbia microsphaera Boiss.
- Euphorbia migiurtinorum Chiov.
- Euphorbia milii Des Moul. – wilczomlecz piękny, korona cierniowa
- Euphorbia millotii Ursch & Leandri
- Euphorbia millspaughii V.W.Steinm. & P.E.Berry
- Euphorbia minbuensis Gage
- Euphorbia minuta Loscos & J.Pardo
- Euphorbia minutifolia Boiss.
- Euphorbia minutula Boiss.
- Euphorbia mira L.C.Leach
- Euphorbia miscella L.C.Leach
- Euphorbia misella S.Watson
- Euphorbia misera Benth.
- Euphorbia missurica Raf.
- Euphorbia mitchelliana Boiss.
- Euphorbia mitriformis P.R.O.Bally & S.Carter
- Euphorbia mixta N.E.Br.
- Euphorbia mlanjeana L.C.Leach
- Euphorbia moehringioides Pax
- Euphorbia monacantha Pax
- Euphorbia monadenioides M.G.Gilbert
- Euphorbia monantha C.Wright ex Boiss.
- Euphorbia mongolica (Prokh.) Prokh.
- Euphorbia monocyathium (Prokh.) Prokh.
- Euphorbia monostyla Prokh.
- Euphorbia monteiroi Hook.
- Euphorbia montenegrina (Bald.) K.Malý
- Euphorbia moratii Rauh
- Euphorbia mosaica P.R.O.Bally & S.Carter
- Euphorbia mossambicensis (Klotzsch & Garcke) Boiss.
- Euphorbia mossamedensis N.E.Br.
- Euphorbia mucronulata (Prokh.) Pavlov
- Euphorbia muelleri Boiss.
- Euphorbia muirii N.E.Br.
- Euphorbia multiceps A.Berger
- Euphorbia multiclava P.R.O.Bally & S.Carter
- Euphorbia multifida N.E.Br.
- Euphorbia multifolia A.C.White, R.A.Dyer & B.Sloane
- Euphorbia multiformis Gaudich. ex Hook. & Arn.
- Euphorbia multinodis Urb.
- Euphorbia multiramosa Nel
- Euphorbia multiseta Benth.
- Euphorbia mundii N.E.Br.
- Euphorbia munizii Borhidi
- Euphorbia muraltioides N.E.Br.
- Euphorbia muricata Thunb.
- Euphorbia muscicola Fernald
- Euphorbia musilii Velen.
- Euphorbia mwinilungensis L.C.Leach
- Euphorbia myrioclada S.Carter
- Euphorbia myrsinites L.
- Euphorbia myrtillifolia L.
- Euphorbia myrtoides Boiss.
- Euphorbia nagleri (Klotzsch & Garcke) Boiss.
- Euphorbia namibensis Marloth
- Euphorbia namuliensis Bruyns
- Euphorbia namuskluftensis L.C.Leach
- Euphorbia nana Royle
- Euphorbia natalensis Bernh. ex Krauss
- Euphorbia nayarensis V.W.Steinm.
- Euphorbia negromontana N.E.Br.
- Euphorbia neilmulleri M.C.Johnst.
- Euphorbia nelii A.C.White, R.A.Dyer & B.Sloane
- Euphorbia neoangolensis Bruyns
- Euphorbia neoarborescens Bruyns
- Euphorbia neobosseri Rauh
- Euphorbia neocaledonica Boiss.
- Euphorbia neocapitata Bruyns
- Euphorbia neococcinea Bruyns
- Euphorbia neocrispa Bruyns
- Euphorbia neocymosa Bruyns
- Euphorbia neogillettii Bruyns
- Euphorbia neoglabrata Bruyns
- Euphorbia neoglaucescens Bruyns
- Euphorbia neogoetzei Bruyns
- Euphorbia neogossweileri Bruyns
- Euphorbia neogracilis Bruyns
- Euphorbia neohalipedicola Bruyns
- Euphorbia neohumbertii Boiteau
- Euphorbia neokaessneri Bruyns
- Euphorbia neomontana Bruyns
- Euphorbia neoparviflora Bruyns
- Euphorbia neopedunculata Bruyns
- Euphorbia neopolycnemoides Pax & K.Hoffm.
- Euphorbia neoreflexa Bruyns
- Euphorbia neorubella Bruyns
- Euphorbia neostolonifera Bruyns
- Euphorbia neovirgata Bruyns
- Euphorbia nephradenia Barneby
- Euphorbia nereidum Jahand. & Maire
- Euphorbia neriifolia L.
- Euphorbia nevadensis Boiss. & Reut.
- Euphorbia nicaeensis All.
- Euphorbia nicholasii Oudejans
- Euphorbia nigrispina N.E.Br.
- Euphorbia nigrispinoides M.G.Gilbert
- Euphorbia nivulia Buch.-Ham.
- Euphorbia nocens (L.C.Wheeler) V.W.Steinm.
- Euphorbia nodosa Houtt.
- Euphorbia nogalensis (A.Hässl.) S.Carter
- Euphorbia norfolkiana Boiss.
- Euphorbia normannii Schmalh. ex Lipsky
- Euphorbia notoptera Boiss.
- Euphorbia noxia Pax
- Euphorbia nubica N.E.Br.
- Euphorbia nubigena L.C.Leach
- Euphorbia nuda Velen.
- Euphorbia nudicaulis Perr.
- Euphorbia nummularia Hook.f.
- Euphorbia nurae P.Fraga & Rosselló
- Euphorbia nutans Lag.
- Euphorbia nyassae Pax
- Euphorbia nyikae Pax ex Engl.
- Euphorbia oatesii Rolfe
- Euphorbia oaxacana B.L.Rob. & Greenm.
- Euphorbia obconica Bojer ex N.E.Br.
- Euphorbia obcordata Balf.f.
- Euphorbia obesa Hook.f. – wilczomlecz opasły
- Euphorbia oblanceolata Balf.f.
- Euphorbia obliqua F.A.Bauer ex Endl.
- Euphorbia oblongata Griseb.
- Euphorbia oblongifolia (K.Koch) K.Koch
- Euphorbia obovata Decne.
- Euphorbia occidentaustralica Radcl.-Sm. & Govaerts
- Euphorbia ocellata Durand & Hilg.
- Euphorbia ocymoidea L.
- Euphorbia odontophora S.Carter
- Euphorbia oerstediana (Klotzsch & Garcke) Boiss.
- Euphorbia officinalis Forssk.
- Euphorbia officinarum L.
- Euphorbia ogadenensis P.R.O.Bally & S.Carter
- Euphorbia ohiva Swanepoel
- Euphorbia oidorrhiza Pojark.
- Euphorbia oligoclada L.C.Leach
- Euphorbia olowaluana Sherff
- Euphorbia omariana M.G.Gilbert
- Euphorbia ophthalmica Pers.
- Euphorbia oppositifolia McVaugh
- Euphorbia opuntioides Welw. ex Hiern
- Euphorbia oranensis (Croizat) Subils
- Euphorbia orbiculata Kunth
- Euphorbia orbiculifolia S.Carter
- Euphorbia orbifolia (Alain) Oudejans
- Euphorbia orientalis L.
- Euphorbia origanoides L.
- Euphorbia orizabae Boiss.
- Euphorbia orjeni Beck
- Euphorbia ornithopus Jacq.
- Euphorbia orobanchoides (P.R.O.Bally) Bruyns
- Euphorbia orphanidis Boiss.
- Euphorbia orthoclada Baker
- Euphorbia oryctis Dinter
- Euphorbia osyridea Boiss.
- Euphorbia osyridiformis Parsa
- Euphorbia otjingandu Swanepoel
- Euphorbia otjipembana L.C.Leach
- Euphorbia ovalleana Phil.
- Euphorbia ovata (E.Mey. ex Klotzsch & Garcke) Boiss.
- Euphorbia oxycoccoides Boiss.
- Euphorbia oxyodonta Boiss.
- Euphorbia oxyphylla Boiss.
- Euphorbia oxystegia Boiss.
- Euphorbia pachyclada S.Carter
- Euphorbia pachypodioides Boiteau
- Euphorbia pachyrrhiza Kar. & Kir.
- Euphorbia pachysantha Baill.
- Euphorbia paganorum A.Chev.
- Euphorbia pallens Dillwyn
- Euphorbia palustris L. – wilczomlecz błotny
- Euphorbia pamirica (Prokh.) Prokh.
- Euphorbia pampeana Speg.
- Euphorbia pancheri Baill.
- Euphorbia paniculata Desf.
- Euphorbia panjutinii Grossh.
- Euphorbia pannonica Host
- Euphorbia pantomalaca Standl. & Steyerm.
- Euphorbia papilionum S.Carter
- Euphorbia papillaris (Boiss.) Raffaelli & Ricceri
- Euphorbia papillosa A.St.-Hil.
- Euphorbia papillosicapsa L.C.Leach
- Euphorbia paralias L.
- Euphorbia paranensis Dusén
- Euphorbia parciflora Urb.
- Euphorbia parciramulosa Schweinf.
- Euphorbia paredonensis (Millsp.) Oudejans
- Euphorbia parifolia N.E.Br.
- Euphorbia parishii Greene
- Euphorbia parkeri Binojk. & N.P.Balakr.
- Euphorbia parodii Oudejans
- Euphorbia parryi Engelm.
- Euphorbia parva N.E.Br.
- Euphorbia parvicaruncula D.C.Hassall
- Euphorbia parviceps L.C.Leach
- Euphorbia parvicyathophora Rauh
- Euphorbia parviflora L.
- Euphorbia parvula Delile
- Euphorbia patentispina S.Carter
- Euphorbia patula Mill.
- Euphorbia pauciradiata Blatt.
- Euphorbia paulianii Ursch & Leandri
- Euphorbia paxiana Dinter
- Euphorbia pedemontana L.C.Leach
- Euphorbia pedersenii Subils
- Euphorbia pediculifera Engelm.
- Euphorbia pedilanthoides Denis
- Euphorbia pedroi Molero & Rovira
- Euphorbia peganoides Boiss.
- Euphorbia pekinensis Rupr.
- Euphorbia pellegrinii Leandri
- Euphorbia peltata Roxb.
- Euphorbia pendula Boiss.
- Euphorbia peninsularis I.M.Johnst.
- Euphorbia pentadactyla Griseb.
- Euphorbia pentagona Haw.
- Euphorbia pentlandii Boiss.
- Euphorbia pentops Marloth ex A.C.White, R.A.Dyer & B.Sloane
- Euphorbia peperomioides Boiss.
- Euphorbia peplidion Engelm.
- Euphorbia peplus L. – wilczomlecz ogrodowy
- Euphorbia perangusta R.A.Dyer
- Euphorbia perangustifolia S.Carter
- Euphorbia perarmata S.Carter
- Euphorbia perbracteata Gage
- Euphorbia perennans (Shinners) Warnock & M.C.Johnst.
- Euphorbia pereskiifolia Houllet ex Baill.
- Euphorbia perfoliata Scheutz
- Euphorbia pergamena Small
- Euphorbia pergracilis P.G.Mey.
- Euphorbia peritropoides (Millsp.) V.W.Steinm.
- Euphorbia perlignea McVaugh
- Euphorbia perpera N.E.Br.
- Euphorbia perplexa L.C.Leach
- Euphorbia perrieri Drake
- Euphorbia persistentifolia L.C.Leach
- Euphorbia personata (Croizat) V.W.Steinm.
- Euphorbia peruviana L.C.Wheeler
- Euphorbia pervilleana Baill.
- Euphorbia pervittata S.Carter
- Euphorbia pestalozzae Boiss.
- Euphorbia petala Ewart & L.R.Kerr
- Euphorbia petiolaris Sims
- Euphorbia petiolata Banks & Sol.
- Euphorbia petitiana A.Rich.
- Euphorbia petraea S.Carter
- Euphorbia petricola P.R.O.Bally & S.Carter
- Euphorbia petrina S.Watson
- Euphorbia petrophila C.A.Mey.
- Euphorbia pfeilii Pax
- Euphorbia philippiana (Klotzsch & Garcke) Boiss.
- Euphorbia phillipsiae N.E.Br.
- Euphorbia phillipsioides S.Carter
- Euphorbia phosphorea Mart.
- Euphorbia phylloclada Boiss.
- Euphorbia phymatosperma Boiss.
- Euphorbia physocaulos Mouterde
- Euphorbia physoclada Boiss.
- Euphorbia picachensis Brandegee
- Euphorbia piceoides Thulin
- Euphorbia pillansii N.E.Br.
- Euphorbia pilosa L.
- Euphorbia pilosissima S.Carter
- Euphorbia pinkavana M.C.Johnst.
- Euphorbia pionosperma V.W.Steinm. & Felger
- Euphorbia pirottae N.Terracc.
- Euphorbia piscatoria Aiton
- Euphorbia piscidermis M.G.Gilbert
- Euphorbia pisidica Hub.-Mor. & M.S.Khan
- Euphorbia pithyusa L.
- Euphorbia plagiantha Drake
- Euphorbia planiceps A.C.White, R.A.Dyer & B.Sloane
- Euphorbia planiticola D.C.Hassall
- Euphorbia platycephala Pax
- Euphorbia platyclada Rauh
- Euphorbia platyphylla L.
- Euphorbia platyphyllos L. – wilczomlecz szerokolistny
- Euphorbia platypoda Pax
- Euphorbia platyrrhiza L.C.Leach
- Euphorbia platysperma Engelm. ex S.Watson
- Euphorbia plebeia Boiss.
- Euphorbia plenispina S.Carter
- Euphorbia plumerioides Teijsm. ex Hassk.
- Euphorbia podadenia Boiss.
- Euphorbia podocarpifolia Urb.
- Euphorbia poecilophylla (Prokh.) Prokh.
- Euphorbia poeppigii (Klotzsch & Garcke) Boiss.
- Euphorbia poissonii Pax
- Euphorbia polyacantha Boiss.
- Euphorbia polyantha Pax
- Euphorbia polycarpa Benth.
- Euphorbia polycaulis Boiss. & Hohen.
- Euphorbia polycephala Marloth
- Euphorbia polycnemoides Hochst. ex Boiss.
- Euphorbia polygalifolia Boiss. & Reut.
- Euphorbia polygona Haw.
- Euphorbia polygonifolia L. – wilczomlecz rdestolistny
- Euphorbia polyphylla Engelm. ex Holz.
- Euphorbia ponderosa S.Carter
- Euphorbia pondii Millsp.
- Euphorbia popayanensis Pax
- Euphorbia porphyrantha Phil.
- Euphorbia porteriana (Small) Oudejans
- Euphorbia portlandica L.
- Euphorbia portucasadiana (Croizat) Subils
- Euphorbia portulacoides L.
- Euphorbia potaninii Prokh.
- Euphorbia potentilloides Boiss.
- Euphorbia potosina Fernald
- Euphorbia praecox (Boiss.) Fisch. ex Grossh.
- Euphorbia primulifolia Baker
- Euphorbia proballyana L.C.Leach
- Euphorbia procera M.Bieb.
- Euphorbia proctorii (D.G.Burch) Correll
- Euphorbia procumbens Mill.
- Euphorbia prolifera Buch.-Ham. ex D.Don
- Euphorbia promecocarpa Davis
- Euphorbia prona S.Carter
- Euphorbia prostrata Aiton
- Euphorbia psammogeton P.S.Green
- Euphorbia psammophila Ule
- Euphorbia pseudoapios Maire & Weiller
- Euphorbia pseudoburuana P.R.O.Bally & S.Carter
- Euphorbia pseudocactus A.Berger
- Euphorbia pseudoduseimata A.C.White, R.A.Dyer & B.Sloane
- Euphorbia pseudofalcata Chiov.
- Euphorbia pseudofulva Miranda
- Euphorbia pseudoglobosa Marloth
- Euphorbia pseudograntii Pax
- Euphorbia pseudohirsuta Bruyns
- Euphorbia pseudohypogaea Dinter
- Euphorbia pseudolaevis Bruyns
- Euphorbia pseudomollis Bruyns
- Euphorbia pseudonudicaulis Bruyns
- Euphorbia pseudopetiolata Bruyns
- Euphorbia pseudoracemosa (P.R.O.Bally) Bruyns
- Euphorbia pseudosikkimensis (Hurus. & Yu.Tanaka) Radcl.-Sm.
- Euphorbia pseudosimplex Bruyns
- Euphorbia pseudostellata Bruyns
- Euphorbia pseudotrinervis Bruyns
- Euphorbia pseudotuberosa Pax
- Euphorbia pseudovolkensii Bruyns
- Euphorbia pteroclada L.C.Leach
- Euphorbia pterococca Brot.
- Euphorbia pteroneura A.Berger
- Euphorbia pubentissima Michx.
- Euphorbia pubicaulis S.Moore
- Euphorbia pubiglans N.E.Br.
- Euphorbia pudibunda (P.R.O.Bally) Bruyns
- Euphorbia pueblensis Brandegee
- Euphorbia pulcherrima Willd. ex Klotzsch – wilczomlecz nadobny, poinsecja nadobna
- Euphorbia pulvinata Marloth
- Euphorbia pumicicola Huft
- Euphorbia punctata Delile
- Euphorbia punctulata Andersson
- Euphorbia punicea Sw.
- Euphorbia purpurea (Raf.) Fernald
- Euphorbia pycnostegia Boiss.
- Euphorbia pyrenaica Jord.
- Euphorbia pyrifolia Lam.
- Euphorbia qarad Deflers
- Euphorbia quadrangularis Pax
- Euphorbia quadrata Nel
- Euphorbia quadrialata Pax
- Euphorbia quadrilatera L.C.Leach
- Euphorbia quadrispina S.Carter
- Euphorbia quaitensis S.Carter
- Euphorbia quartziticola Leandri
- Euphorbia quinquecostata Volkens
- Euphorbia quitensis Boiss.
- Euphorbia radians Benth.
- Euphorbia radiifera L.C.Leach
- Euphorbia radioloides Boiss.
- Euphorbia ramiglans N.E.Br.
- Euphorbia ramipressa Croizat
- Euphorbia ramofraga Denis & Humbert ex Leandri
- Euphorbia ramosa Seaton
- Euphorbia ramulosa L.C.Leach
- Euphorbia randrianijohanyi Haevermans & Labat
- Euphorbia rangovalensis Leandri
- Euphorbia raphanorrhiza (Millsp.) J.F.Macbr.
- Euphorbia raphilippii Oudejans
- Euphorbia rapulum Kar. & Kir.
- Euphorbia rauhii Haevermans & Labat
- Euphorbia razafindratsirae Lavranos
- Euphorbia razafinjohanyi Ursch & Leandri
- Euphorbia reclinata P.R.O.Bally & S.Carter
- Euphorbia reconciliationis Radcl.-Sm.
- Euphorbia rectirama N.E.Br.
- Euphorbia recurva Hook.f.
- Euphorbia regis-jubae J.Gay
- Euphorbia reineckei Pax
- Euphorbia remyi A.Gray ex Boiss.
- Euphorbia reniformis Blume
- Euphorbia renneyi (S.Carter) Bruyns
- Euphorbia repanda (Haw.) Sweet
- Euphorbia repens K.Koch
- Euphorbia repetita Hochst. ex A.Rich.
- Euphorbia reptans P.R.O.Bally & S.Carter
- Euphorbia resinifera O.Berg – wilczomlecz żywiconośny
- Euphorbia restiacea Benth.
- Euphorbia restituta N.E.Br.
- Euphorbia restricta R.A.Dyer
- Euphorbia retrospina Rauh & Gerold
- Euphorbia retusa Forssk.
- Euphorbia reuteriana Boiss.
- Euphorbia revoluta Engelm.
- Euphorbia rhabdodes Boiss.
- Euphorbia rhabdotosperma Radcl.-Sm.
- Euphorbia rhizophora (P.R.O.Bally) Bruyns
- Euphorbia rhombifolia Boiss.
- Euphorbia rhytidosperma Boiss. & Balansa
- Euphorbia rhytisperma (Klotzsch & Garcke) Boiss.
- Euphorbia richardsiae L.C.Leach
- Euphorbia ridleyi Croizat
- Euphorbia riebeckii Pax
- Euphorbia rigida M.Bieb.
- Euphorbia rimarum Coss. & Balansa
- Euphorbia ritchiei (P.R.O.Bally) Bruyns
- Euphorbia rivae Pax
- Euphorbia robecchii Pax
- Euphorbia robivelonae Rauh
- Euphorbia rochaensis (Croizat) Alonso Paz & Marchesi
- Euphorbia rockii C.N.Forbes
- Euphorbia roemeriana Scheele
- Euphorbia rohlenae Velen.
- Euphorbia roschanica (Ikonn.) Czerep.
- Euphorbia rosea Retz.
- Euphorbia rosescens E.L.Bridges & Orzell
- Euphorbia rossiana Pax
- Euphorbia rossii Rauh & Buchloh
- Euphorbia rosularis Fed.
- Euphorbia rothiana Spreng.
- Euphorbia rothrockii (Millsp.) Oudejans
- Euphorbia rowlandii R.A.Dyer
- Euphorbia royleana Boiss.
- Euphorbia rubella Pax
- Euphorbia rubriflora N.E.Br.
- Euphorbia rubriseminalis S.Carter ex Boulos
- Euphorbia rubrispinosa S.Carter
- Euphorbia rubromarginata L.E.Newton
- Euphorbia rudis N.E.Br.
- Euphorbia rudolfii N.E.Br.
- Euphorbia ruficeps S.Carter
- Euphorbia rugosiflora L.C.Leach
- Euphorbia ruiziana (Klotzsch & Garcke) Boiss.
- Euphorbia ruizlealii Subils
- Euphorbia rupestris C.A.Mey. ex Ledeb.
- Euphorbia ruscifolia (Boiss.) N.E.Br.
- Euphorbia rutilis (Millsp.) Standl. & Steyerm.
- Euphorbia rzedowskii McVaugh
- Euphorbia sabulicola Boiss.
- Euphorbia saccharata Boiss.
- Euphorbia sachetiana (J.Florence) Govaerts
- Euphorbia sahendi Bornm.
- Euphorbia sakarahaensis Rauh
- Euphorbia salicifolia Host
- Euphorbia salota Leandri
- Euphorbia salsicola S.Carter
- Euphorbia salsuginosa (McVaugh) Radcl.-Sm. & Govaerts
- Euphorbia samburuensis P.R.O.Bally & S.Carter
- Euphorbia sanasunitensis Hand.-Mazz.
- Euphorbia sanctae-catharinae Fayed
- Euphorbia sanmartensis Rusby
- Euphorbia santapaui A.N.Henry
- Euphorbia sapinii De Wild.
- Euphorbia sarawschanica Regel
- Euphorbia sarcodes Boiss.
- Euphorbia sarcostemmatoides Dinter
- Euphorbia sarcostemmoides J.H.Willis
- Euphorbia sareciana M.G.Gilbert
- Euphorbia sareptana Becker
- Euphorbia sarmentosa Welw. ex Pax
- Euphorbia saudiarabica Fayed & Al-Zahrani
- Euphorbia saurica Baikov
- Euphorbia saxatilis Jacq.
- Euphorbia saxicola Radcl.-Sm.
- Euphorbia saxorum P.R.O.Bally & S.Carter
- Euphorbia scabrifolia Kurz
- Euphorbia scandens Kunth
- Euphorbia scarlatina S.Carter
- Euphorbia scatorhiza S.Carter
- Euphorbia schaijesii (Malaisse) Bruyns
- Euphorbia scheffleri Pax
- Euphorbia schickendantzii Hieron.
- Euphorbia schillingii Radcl.-Sm.
- Euphorbia schimperi C.Presl
- Euphorbia schimperiana Scheele
- Euphorbia schinzii Pax
- Euphorbia schizacantha Pax
- Euphorbia schizolepis F.Muell. ex Boiss.
- Euphorbia schizoloba Engelm.
- Euphorbia schlechtendalii Boiss.
- Euphorbia schlechteri Pax
- Euphorbia schmitzii L.C.Leach
- Euphorbia schoenlandii Pax
- Euphorbia schottiana Boiss.
- Euphorbia schubei Pax
- Euphorbia schugnanica B.Fedtsch.
- Euphorbia schultzii Benth.
- Euphorbia schumannii Radcl.-Sm.
- Euphorbia schweinfurthii Balf.f.
- Euphorbia sciadophila Boiss.
- Euphorbia scitula L.C.Leach
- Euphorbia sclerocyathium Korovin & Popov
- Euphorbia sclerophylla Boiss.
- Euphorbia scopulorum Brandegee
- Euphorbia scordiifolia Jacq.
- Euphorbia scripta Sommier & Levier
- Euphorbia scutiformis V.W.Steinm. & P.E.Berry
- Euphorbia scyphadena S.Carter
- Euphorbia sebastinei Binojk. & N.P.Balakr.
- Euphorbia sebsebei M.G.Gilbert
- Euphorbia segetalis L.
- Euphorbia segoviensis (Klotzsch & Garcke) Boiss.
- Euphorbia seguieriana Neck.
- Euphorbia seibanica Lavranos & Gifri
- Euphorbia sekukuniensis R.A.Dyer
- Euphorbia seleri Donn.Sm.
- Euphorbia selloi (Klotzsch & Garcke) Boiss.
- Euphorbia selousiana S.Carter
- Euphorbia semiperfoliata Viv.
- Euphorbia semivillosa (Prokh.) Krylov
- Euphorbia semperflorens L.C.Leach
- Euphorbia sendaica Makino
- Euphorbia senguptae N.P.Balakr. & Subr.
- Euphorbia senilis Standl. & Steyerm.
- Euphorbia sennii Chiov.
- Euphorbia septemsulcata Vierh.
- Euphorbia septentrionalis P.R.O.Bally & S.Carter
- Euphorbia sepulta P.R.O.Bally & S.Carter
- Euphorbia serendipita L.E.Newton
- Euphorbia seretii De Wild.
- Euphorbia serpens Kunth
- Euphorbia serpentini Novák
- Euphorbia serpyllifolia Pers.
- Euphorbia serrata L.
- Euphorbia serratifolia S.Carter
- Euphorbia serrula Engelm.
- Euphorbia sessei Oudejans
- Euphorbia sessiliflora Roxb.
- Euphorbia sessilifolia Klotzsch ex Boiss.
- Euphorbia setiloba Engelm. ex Torr.
- Euphorbia setispina S.Carter
- Euphorbia setosa (Boiss.) Müll.Arg.
- Euphorbia sewerzowii (Prokh.) Pavlov
- Euphorbia sharkoensis Baill.
- Euphorbia sharmae U.C.Bhattach.
- Euphorbia shebeliensis (M.G.Gilbert) Bruyns
- Euphorbia sieboldiana C.Morren & Decne.
- Euphorbia sikkimensis Boiss.
- Euphorbia silenifolia (Haw.) Sweet
- Euphorbia similiramea S.Carter
- Euphorbia simulans (L.C.Wheeler) Warnock & M.C.Johnst.
- Euphorbia sinaloensis Brandegee
- Euphorbia sinclairiana Benth.
- Euphorbia sintenisii Boiss. ex Freyn
- Euphorbia sipolisii N.E.Br.
- Euphorbia skottsbergii Sherff
- Euphorbia smirnovii Geltman
- Euphorbia smithii S.Carter
- Euphorbia socotrana Balf.f.
- Euphorbia sogdiana Popov
- Euphorbia sojakii (Chrtek & Krísa) Dubovik
- Euphorbia somalensis Pax
- Euphorbia songweana S.Carter
- Euphorbia sonorae Rose
- Euphorbia soobyi McVaugh
- Euphorbia soongarica Boiss.
- Euphorbia sororia Schrenk
- Euphorbia sparrmanii Boiss.
- Euphorbia sparsiflora A.Heller
- Euphorbia spartaria N.E.Br.
- Euphorbia spartiformis Mobayen
- Euphorbia spathulata Lam.
- Euphorbia speciosa L.C.Leach
- Euphorbia specksii Rauh
- Euphorbia spectabilis (S.Carter) Bruyns
- Euphorbia spellenbergiana Mayfield & V.W.Steinm.
- Euphorbia sphaerorhiza Benth.
- Euphorbia spicata E.Mey. ex Boiss.
- Euphorbia spinea N.E.Br.
- Euphorbia spinicapsula Rauh & Petignat
- Euphorbia spinidens Bornm. ex Prokh.
- Euphorbia spinosa L.
- Euphorbia spinulosa (S.Carter) Bruyns
- Euphorbia spiralis Balf.f.
- Euphorbia spissa Thulin
- Euphorbia spissiflora S.Carter
- Euphorbia spruceana Boiss.
- Euphorbia squamigera Loisel.
- Euphorbia squamosa Willd.
- Euphorbia squarrosa Haw.
- Euphorbia standleyi (Millsp.) Oudejans
- Euphorbia stapelioides Boiss.
- Euphorbia stapfii A.Berger
- Euphorbia stellata Willd.
- Euphorbia stellispina Haw.
- Euphorbia stenocaulis Bruyns
- Euphorbia stenoclada Baill.
- Euphorbia stenophylla (Klotzsch & Garcke) Boiss.
- Euphorbia stepposa Zoz ex Prokh.
- Euphorbia stevenii F.M.Bailey
- Euphorbia stictospora Engelm.
- Euphorbia stoddartii Fosberg
- Euphorbia stolonifera Marloth ex A.C.White, R.A.Dyer & B.Sloane
- Euphorbia stracheyi Boiss.
- Euphorbia strangulata N.E.Br.
- Euphorbia striata Thunb.
- Euphorbia stricta L. – wilczomlecz sztywny
- Euphorbia strictior Holz.
- Euphorbia strigosa Hook. & Arn.
- Euphorbia stygiana H.C.Watson
- Euphorbia subamplexicaulis Kar. & Kir.
- Euphorbia subcordata C.A.Mey. ex Ledeb.
- Euphorbia submamillaris (A.Berger) A.Berger
- Euphorbia suborbicularis Thulin
- Euphorbia subpeltata S.Watson
- Euphorbia subpeltatophylla Rauh
- Euphorbia subsalsa Hiern
- Euphorbia subscandens P.R.O.Bally & S.Carter
- Euphorbia subterminalis N.E.Br.
- Euphorbia subtrifoliata Rusby
- Euphorbia succedanea L.C.Wheeler
- Euphorbia succulenta (Schweick.) Bruyns
- Euphorbia sudanica A.Chev.
- Euphorbia suffulta Bruyns
- Euphorbia sulcata Lens ex Loisel.
- Euphorbia sultan-hassei Å.Strid & al.
- Euphorbia sumati S.Carter
- Euphorbia sumbawensis Boiss.
- Euphorbia superans Nel ex A.G.J.Herre
- Euphorbia suppressa J.G.Marx
- Euphorbia surinamensis Lanj.
- Euphorbia susan-holmesiae Binojk. & Gopalan
- Euphorbia susannae Marloth
- Euphorbia suzannae-marnierae Rauh & Petignat
- Euphorbia syncalycina Bruyns
- Euphorbia syncameronii Bruyns
- Euphorbia systyla Edgew.
- Euphorbia systyloides Pax
- Euphorbia szovitsii Fisch. & C.A.Mey.
- Euphorbia taboraensis A.Hässl.
- Euphorbia tacnensis Phil.
- Euphorbia taifensis Fayed & Al-Zahrani
- Euphorbia taihsiensis (Chaw & Koutnik) Oudejans
- Euphorbia talaina Radcl.-Sm.
- Euphorbia talastavica (Prokh.) Prokh.
- Euphorbia taluticola Wiggins
- Euphorbia tamanduana Boiss.
- Euphorbia tamaulipasana (Millsp.) Oudejans
- Euphorbia tanaensis P.R.O.Bally & S.Carter
- Euphorbia tannensis Spreng.
- Euphorbia tanquahuete Sessé & Moc.
- Euphorbia tarapacana Phil.
- Euphorbia tardieuana Leandri
- Euphorbia taruensis S.Carter
- Euphorbia tauricola Prokh.
- Euphorbia taurinensis All.
- Euphorbia tavoyensis N.P.Balakr.
- Euphorbia teheranica Boiss.
- Euphorbia tehuacana (Brandegee) V.W.Steinm.
- Euphorbia teixeirae L.C.Leach
- Euphorbia teke Schweinf. ex Pax
- Euphorbia telephioides Chapm.
- Euphorbia tellieri A.Chev.
- Euphorbia tenax Burch.
- Euphorbia tenebrosa N.E.Br.
- Euphorbia tenuirama Schweinf. ex A.Berger
- Euphorbia tenuispinosa Gilli
- Euphorbia teres M.Machado & Hofacker
- Euphorbia terracina L.
- Euphorbia tescorum S.Carter
- Euphorbia teskensuensis Orazova
- Euphorbia tessmannii Mansf.
- Euphorbia tetracantha Rendle
- Euphorbia tetracanthoides Pax
- Euphorbia tetragona Haw.
- Euphorbia tetrapora Engelm.
- Euphorbia tetraptera Baker
- Euphorbia tettensis Klotzsch
- Euphorbia texana Boiss.
- Euphorbia theriaca L.C.Wheeler
- Euphorbia thinophila Phil.
- Euphorbia tholicola L.C.Leach
- Euphorbia thompsonii Holmboe
- Euphorbia thomsoniana Boiss.
- Euphorbia thouarsiana Baill.
- Euphorbia thulinii S.Carter
- Euphorbia thymifolia L.
- Euphorbia thyrsoidea Boiss.
- Euphorbia tibetica Boiss.
- Euphorbia tinianensis Hosok.
- Euphorbia tirucalli L. – wilczomlecz palczasty
- Euphorbia tisserantii A.Chev. & Sillans
- Euphorbia tithymaloides L.
- Euphorbia togakusensis Hayata
- Euphorbia tomentella Engelm. ex Boiss.
- Euphorbia tomentulosa S.Watson
- Euphorbia tongchuanensis C.Y.Wu & J.S.Ma
- Euphorbia torralbasii Urb.
- Euphorbia torrei (L.C.Leach) Bruyns
- Euphorbia torta Pax & K.Hoffm.
- Euphorbia tortilis Rottler ex Ainslie
- Euphorbia tortirama R.A.Dyer
- Euphorbia tortistyla N.E.Br.
- Euphorbia tozzii Chiov.
- Euphorbia trachysperma Engelm.
- Euphorbia trancapatae (Croizat) J.F.Macbr.
- Euphorbia transoxana (Prokh.) Prokh.
- Euphorbia transtagana Boiss.
- Euphorbia transvaalensis Schltr.
- Euphorbia tranzschelii (Prokh.) Prokh.
- Euphorbia tresmariae (Millsp.) Standl.
- Euphorbia triaculeata Forssk.
- Euphorbia trialata (Huft) V.W.Steinm.
- Euphorbia triangolensis Bruyns
- Euphorbia triangularis Desf. ex A.Berger
- Euphorbia trichadenia Pax
- Euphorbia trichiocyma S.Carter
- Euphorbia trichocardia L.B.Sm.
- Euphorbia trichophylla Baker
- Euphorbia trichotoma Kunth
- Euphorbia tricolor Greenm.
- Euphorbia triflora Schott, Nyman & Kotschy
- Euphorbia trigona Mill. – wilczomlecz trójżebrowy
- Euphorbia trinervia Schumach. & Thonn.
- Euphorbia triodonta (Prokh.) Prokh.
- Euphorbia tripartita S.Carter
- Euphorbia triphylla (Klotzsch & Garcke) Oudejans
- Euphorbia tshuiensis (Prokh.) Serg. ex Krylov
- Euphorbia tsimbazazae Leandri
- Euphorbia tuberculata Jacq.
- Euphorbia tuberculatoides N.E.Br.
- Euphorbia tuberifera N.E.Br.
- Euphorbia tuberosa L.
- Euphorbia tubiglans Marloth ex R.A.Dyer
- Euphorbia tuckeyana Steud. ex Webb
- Euphorbia tuerckheimii Urb.
- Euphorbia tugelensis N.E.Br.
- Euphorbia tulearensis (Rauh) Rauh
- Euphorbia tumbaensis De Wild.
- Euphorbia tumistyla (D.G.Burch) Radcl.-Sm.
- Euphorbia turbiniformis Chiov.
- Euphorbia turczaninowii Kar. & Kir.
- Euphorbia turkanensis S.Carter
- Euphorbia turkestanica Regel
- Euphorbia turpinii Boiss.
- Euphorbia ugandensis Pax & K.Hoffm.
- Euphorbia uhligiana Pax
- Euphorbia uliginosa Welw. ex Boiss.
- Euphorbia umbellata (Pax) Bruyns
- Euphorbia umbelliformis (Urb. & Ekman) V.W.Steinm. & P.E.Berry
- Euphorbia umbellulata Engelm. ex Boiss.
- Euphorbia umbonata S.Carter
- Euphorbia umbrosa Bertero ex Spreng.
- Euphorbia umfoloziensis Peckover
- Euphorbia undulata M.Bieb.
- Euphorbia undulatifolia Janse
- Euphorbia unicornis R.A.Dyer
- Euphorbia uniglans M.G.Gilbert
- Euphorbia unispina N.E.Br.
- Euphorbia urceolophora Parodi
- Euphorbia usambarica Pax
- Euphorbia uzmuk S.Carter & J.R.I.Wood
- Euphorbia vaalputsiana L.C.Leach
- Euphorbia vaccaria Baill.
- Euphorbia vaginulata Griseb.
- Euphorbia vajravelui Binojk. & N.P.Balakr.
- Euphorbia valdevillosocarpa Arvat & Nyár.
- Euphorbia valerianifolia Lam.
- Euphorbia vallaris L.C.Leach
- Euphorbia vallis-mortuae (Millsp.) J.T.Howell
- Euphorbia vandermerwei R.A.Dyer
- Euphorbia variabilis Ces.
- Euphorbia varians Haw.
- Euphorbia vauthieriana Boiss.
- Euphorbia vedica Ter-Chatsch.
- Euphorbia velleriflora (Klotzsch & Garcke) Boiss.
- Euphorbia velligera Schauer
- Euphorbia venenata Marloth
- Euphorbia venenifica Tremaux ex Kotschy
- Euphorbia veneris M.L.S.Khan
- Euphorbia venteri L.C.Leach ex R.H.Archer & S.Carter
- Euphorbia verapazensis Standl. & Steyerm.
- Euphorbia vermiculata Raf.
- Euphorbia verna Phil.
- Euphorbia verrucosa L.
- Euphorbia verruculosa N.E.Br.
- Euphorbia versicolores G.Will.
- Euphorbia vervoorstii Subils
- Euphorbia vestita Boiss.
- Euphorbia vezorum Leandri
- Euphorbia viatilis Ule
- Euphorbia viduiflora L.C.Leach
- Euphorbia viguieri Denis
- Euphorbia villifera Scheele
- Euphorbia viminea Hook.f.
- Euphorbia violacea Greenm.
- Euphorbia viridis (Klotzsch & Garcke) Boiss.
- Euphorbia viridula Cordem. ex Radcl.-Sm.
- Euphorbia virosa Willd.
- Euphorbia viscoides Boiss.
- Euphorbia vittata S.Carter
- Euphorbia volkmanniae Dinter
- Euphorbia vulcanorum S.Carter
- Euphorbia wakefieldii N.E.Br.
- Euphorbia wallichii Hook.f.
- Euphorbia waringiae Rauh & Gerold
- Euphorbia watanabei Makino
- Euphorbia waterbergensis R.A.Dyer
- Euphorbia weberbaueri Mansf.
- Euphorbia wellbyi N.E.Br.
- Euphorbia wheeleri Baill.
- Euphorbia whellanii L.C.Leach
- Euphorbia whitei L.C.Wheeler
- Euphorbia whyteana Baker f.
- Euphorbia wildii L.C.Leach
- Euphorbia williamsonii L.C.Leach
- Euphorbia wilmaniae Marloth
- Euphorbia wittmannii Boiss.
- Euphorbia woodii N.E.Br.
- Euphorbia wrightii Torr. & A.Gray
- Euphorbia xalapensis Kunth
- Euphorbia xanti Engelm. ex Boiss.
- Euphorbia xbacensis Millsp.
- Euphorbia xylacantha Pax
- Euphorbia xylophylloides Brongn. ex Lem.
- Euphorbia xylopoda Greenm.
- Euphorbia yanjinensis W.T.Wang
- Euphorbia yaquiana Tidestr.
- Euphorbia yaroslavii Poljakov
- Euphorbia yattana (P.R.O.Bally) Bruyns
- Euphorbia yemenica Boiss.
- Euphorbia yucatanensis (Millsp.) Standl.
- Euphorbia zakamenae Leandri
- Euphorbia zambesiana Benth.
- Euphorbia zeylana N.E.Br.
- Euphorbia zierioides Boiss.
- Euphorbia zonosperma Müll.Arg.
- Euphorbia zoutpansbergensis R.A.Dyer

Mieszańce międzygatunkowe

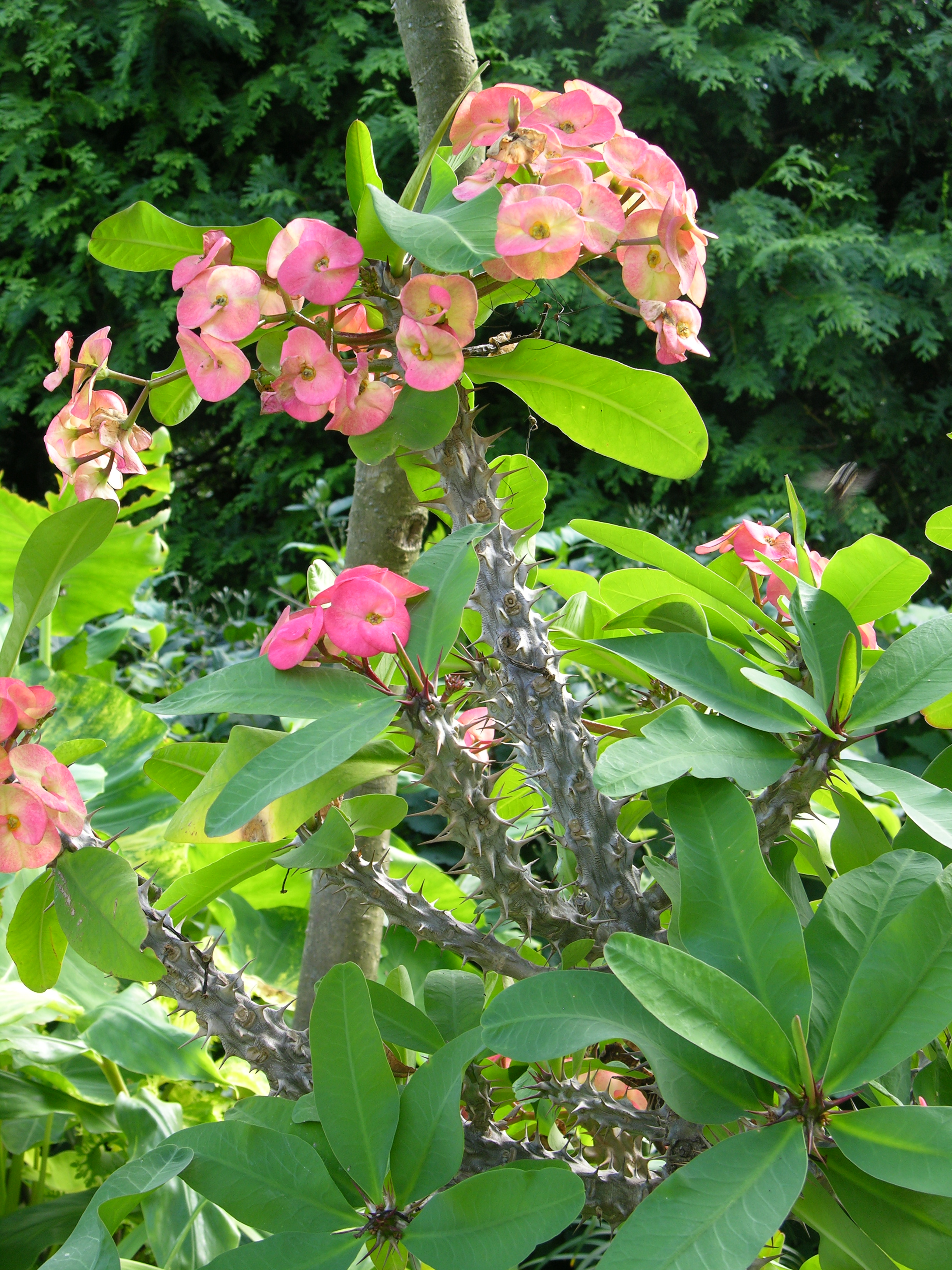
Euphorbia x lomi

- Euphorbia × angustata (Rochel) Simonk.
- Euphorbia × angustifrons Borbás
- Euphorbia × balfourii Sennen
- Euphorbia × bazargica Prodán
- Euphorbia × bothae Lotsy & Goddijn
- Euphorbia × budensis T.Simon
- Euphorbia × csatoi (Simonk.) Borza
- Euphorbia × gayeri Borós & Soó
- Euphorbia × gibelliana Peola
- Euphorbia × goldei Prokh.
- Euphorbia × ingezalahiana Ursch & Leandri
- Euphorbia × jablonskiana Polatschek
- Euphorbia × jubaeaphylla Svent.
- Euphorbia × lomi Rauh
- Euphorbia × macinensis Prodán
- Euphorbia × marreroi Molero & Rovira
- Euphorbia × martini Rouy
- Euphorbia × navae Svent.
- Euphorbia × nyaradyana Prodán
- Euphorbia × paradoxa (Schur) Simonk.
- Euphorbia × peisonis Rech.f.
- Euphorbia × petterssonii Svent.
- Euphorbia × popovii Rotschild
- Euphorbia × procopianii Savul. & Rayss
- Euphorbia × pseudoesula Schur
- Euphorbia × pseudolucida Schur
- Euphorbia × pseudovillosa Prodán
- Euphorbia × somboriensis Prodán
- Euphorbia × sooi T.Simon
- Euphorbia × souliei Sennen
- Euphorbia × stenocalli Croizat
- Euphorbia × uniflora Raf.
- Euphorbia × wagneri Soó
- Euphorbia × wimmeriana J.Wagner
- Euphorbia × zhiguliensis (Prokh.) Prokh.